# Liste der Kulturdenkmale in Gautzsch
In der Liste der Kulturdenkmale in Gautzsch sind die Kulturdenkmale des Markkleeberger Ortsteils Gautzsch verzeichnet, die bis Juni 2025 vom Landesamt für Denkmalpflege Sachsen erfasst wurden (ohne archäologische Kulturdenkmale). Die Anmerkungen sind zu beachten.
Diese Aufzählung ist eine Teilmenge der Liste der Kulturdenkmale in Markkleeberg.

## Gautzsch
| Bild                                    | Bezeichnung | Lage                                                              | Datierung | Beschreibung | ID       |
| --------------------------------------- | --- | ----------------------------------------------------------------- | --- | --- | -------- |
| Direkt Bild zu diesem Denkmal hochladen | Sachgesamtheitsbestandteil der Sachgesamtheit Elsterfloßgraben: Floßgraben | (Flurstücke 279/1, 246/30, 278/4, 278/3, 240f, 277, 277d) (Karte) | 1608–1610 | Sachgesamtheitsbestandteil der Sachgesamtheit Elsterfloßgraben: Floßgraben (siehe auch Sachgesamtheit 09304747); künstlich angelegter, der Landschaftsform angepasster Floßgraben mit Anfangsstück (sogenannte Batschke) auf Markkleeberger bzw. Zwenkauer Gebiet, im Connewitzer Holz (südlicher Auewald) in die Pleiße mündend, regional- und technikgeschichtlich von Bedeutung | 09305752 |
| Direkt Bild zu diesem Denkmal hochladen | Einzeldenkmal der Sachgesamtheit Elsterfloßgraben: Brücke (siehe Sachgesamtheit 09305752)                                                                                     | (bei Mehringstraße 8) (Karte)                                     | Um 1915 | Die Kombination von künstlich geschaffenen Gräben und natürlichen Wasserverläufen macht den Elsterfloßgraben zu einem bedeutenden Zeugnis der Wasserbaukunst des 17. Jahrhunderts mit hohem regionalgeschichtlichen Wert. Flacher Korbbogen, Mauerwerk und Porphyrtuff. Die Brücke ist Teil des Kleinen bzw. Leipziger Elsterfloßgrabens, der wiederum Teil des Pleiße-Elster-Floßsystems ist. Der Graben wurde ab 1610 errichtet und diente dem Holztransport zur Versorgung der Stadt Leipzig. Das hier verlaufende Teilstück des Floßgrabens wird „Batschke – Floßgraben“ genannt und nutzte den natürlichen Flusslauf der Batschke. Trotz Störungen durch den Braunkohletagebau in den 1950er Jahren war der Floßgraben im Bereich bei Markkleeberg wasserführend. Die Flößerei auf dem mit 93 km Gesamtlänge größten europäischen Floßgrabensystem wurde bis 1864 betrieben. Die Brücke belegt die überregionale über 300 Jahre andauernde wirtschaftliche Bedeutung des Grabens als Transportsystem. | 09256645 |
| Direkt Bild zu diesem Denkmal hochladen | Wohnhäuser, ehemals Fabrikationsgebäude (Bau 22, Nr. 6–12) und Garagengebäude (Nr. 2/4) der ehemaligen Schokoladenfabrik Riquet & Co.                                         | Am Pralinenhaus 2, 4, 6, 8, 10, 12 (Karte)                        | Um 1920 | Putzbauten mit Putzgliederungen und Mansarddächern, Gestaltung im Sinne der Reformarchitektur um 1915 und der Heimatschutzbewegung, ortsgeschichtliche Bedeutung. Hofseitig eingeschossige Bauten mit Mansarddächern, Edelputz, Ecktürmchen, Schweifgiebel, Fledermausgaupen, Fabrikationsgebäude (Stahlbetonkonstruktion über mehrfach gebrochenem Grundriss), rückwärtig infolge des abfallenden Geländes dreigeschossig, großer Giebel, zahlreiche originale Fenster (teils Holz-, teils Stahlrahmen). Ab 11. November 2009 vom Stadtrat Markkleeberg in „Am Pralinenhaus“ benannt. | 08966425 |
| Weitere Bilder                          | Wolfsdenkmal | Am Wolfswinkel 1 (Karte)                                          | Um 1929 | Skulptur von Alfred Thiele, erinnert an die 1720 letztmals in der Leipziger Region gesichteten Wölfe, regionalgeschichtliche und künstlerische Bedeutung. Wolf in Lebensgröße auf einem Sockel, Inschrift „Alexander Thiele“, Steinguss, Ecklage Equipagenweg. | 09256647 |
| Direkt Bild zu diesem Denkmal hochladen | Torpfosten | Auerbachs Hof (Karte)                                             | 19. Jahrhundert | In Ecklage Robert-Blum-Straße, Porphyrpfosten mit Radabweisern, ortsgeschichtlich von Bedeutung | 09256462 |
|                                         | Wohnhaus in offener Bebauung, mit seitlicher Einfriedung | Auerbachs Hof 2 (Karte)                                           | Um 1900 | Putzbau in zeittypischen historisierenden Formen, ortsentwicklungsgeschichtliche Bedeutung. - Mietshaus: zwei Geschosse, vier Achsen, Krüppelwalmdach, Klinkersockel, Putzfassade mit aufwändiger Putzgliederung, Erdgeschoss Putzrustika, Obergeschoss Putzritzung, profilierte Stock- und Traufgesimse, Obergeschoss Fenstereinfassungen aus Stuck, innen nicht gesehen - Einfriedung: schmiedeeiserner Zaun, Sandsteinbalustrade hinter dem Haus | 09256426 |
|                                         | Wohnhaus | Auerbachs Hof 12 (Karte)                                          | Um 1850 | Schlichter Putzbau mit profiliertem Traufgesims, Teil der ehemaligen Landarbeitersiedlung „Auerbachs Hof“, ortsgeschichtliche Bedeutung. Ein Geschoss, Satteldach, Klinkersockel, Putzfassade, Klinkertraufgesims, Jalousieblenden, Dachstuhl alt, originale Fenstergliederung, Jalousieblenden. | 09256431 |
| Direkt Bild zu diesem Denkmal hochladen | Mietshaus in geschlossener Bebauung | August-Bebel-Straße 17 (Karte)                                    | 1902 | Putz-Klinker-Fassade in späthistoristischen und Jugendstilformen, Teil der gründerzeitlichen Bebauung, ortsentwicklungs- und baugeschichtliche Bedeutung. Vier Geschosse, sechs Achsen, Eckrisaliten mit Balkonen im ersten und zweiten Obergeschoss, Erdgeschoss Putzfassade mit Putznutung, Obergeschosse gelber Klinker mit Putzgliederung, profilierte Stock- und Traufgesimse, Fensterverdachungen mit Giebeln mit Stuck im zweiten Obergeschoss, rundbogiger Eingang. Aus der Erbauungszeit: Haustür, Bodenfliesen und Jugendstil-Wandmalereien im Eingangsbereich, Treppenhaus, Außentoiletten, Fenster zum Teil alt, schmiedeeiserne Balkongitter reichem Fensterstuck, schmiedeeisernen Balkongittern und bemerkenswerter Ausstattung. Aus der Erbauungszeit (z.B. Tür und Wandmalerei im Jugendstil). Entwurf und Ausführung durch Baumeister Gustav Hempel. Viergeschossiger Bau mit Satteldach, Erdgeschoss über Klinkersockel verputzt, Gliederung durch genutete Pilaster, rundbogiger, mittig angeordneter Hauseingang, dessen Rahmung profiliert und mit schwerem Schlussstein, in den Obergeschossen gelbe Klinkerverkleidung, die Seitenrisalite im dritten Obergeschoss wiederum verputzt und mit Pilastergliederung ausgestattet. Fenstergewände (Kunststein) in späthistoristischen Formen, im zweiten Obergeschoss in der Rücklage Dreiecksverdachungen, an den Risaliten Segmentbogenverdachungen, die hier die beiden jeweiligen Fenster zusammenfassen. Vor den Risalitfenstern des ersten und zweiten Obergeschosses Balkone mit schmiedeeisernen Gittern, die Schmuckformen mit jugendstiligem Einschlag zeigen. Aus der Erbauungszeit verschiedene Ausstattungselemente wie Haustür, Bodenfliesen und Jugendstil-Wandmalereien im Eingangsbereich sowie Treppenhaus erhalten. Das Mietshaus verweist auf die Bauentwicklung von Gautzsch um 1900, die auf einen städtischen Ausbau des einstigen Dorfes zielte. Auf den Ländereien östlich des alten Dorfkerns entstand ein vorwiegend durch Mietshausbebauung geprägtes Erweiterungsgebiet, zu dem das Objekt gehört. Damit verkörpert es einen ortsentwicklungsgeschichtlichen Aussagewert, wobei es auch die umfangreiche und prägende Tätigkeit des ortsansässigen Baumeisters Hempel dokumentiert. Als zeittypisches und gut gestaltetes Beispiel der spekulativen Mietshausarchitektur um 1900 stellt es weiterhin einen baugeschichtlichen Wert dar. | 09256433 |
| Direkt Bild zu diesem Denkmal hochladen | Doppelmietvilla (August-Bebel-Straße 26 und Städtelner Straße 17) | August-Bebel-Straße 26 (Städtelner Straße 17) (Karte)             | 1909–1910 | Malerisch gegliederter Putzbau im Reformstil um 1910, Fassadengestaltung mit Blendfachwerk und Putzgliederungen, an der Südecke als Runderker vortretend, straßenbildprägende Wirkung, ortsentwicklungs- und baugeschichtliche Bedeutung. Zwei Geschosse, ausgebautes Dachgeschoss, Putzfassade mit Lisenengliederung, Putzspiegeln und Reliefs, einfache Gliederung um die Fenster. Fassade ruinös, auf der linken Seite im Obergeschoss Fachwerk, auf der rechten Seite risalitartiger Vorbau, halbrunde Ecke und hölzerner Wintergarten, überdachter Eingang, Haustür alt. Bildet eigentlich ein Doppelhaus mit 25, das ist kein Denkmal, weil entstellend verändert. | 09256500 |
| Direkt Bild zu diesem Denkmal hochladen | Mietshaus in halboffener Bebauung | August-Bebel-Straße 29 (Karte)                                    | 1902 | Aufwändige Putz-Klinker-Fassade mit zeittypischen Späthistorismus- und Jugendstilformen, Teil der gründerzeitlichen Bebauung, ortsentwicklungs- und baugeschichtliche Bedeutung. Drei Geschosse, sechs Achsen, ausgebautes Dachgeschoss, Klinkersockel, Erdgeschoss mit Putznutung, Stockgesims, Kopfmaske überm Eingang, im ersten und zweiten Obergeschoss Klinker, aufwendige Stukkierung unterhalb der Fenster, auf der linken Seite Eckerker mit Eckquaderung und Jugendstilmotiven, im Traufgesims Kopfmasken als Eckbetonung. Aus der Erbauungszeit: Haustür, Stuckkehle und Bodenfliesen im Windfangbereich, Treppenhaus, Wohnungstüren, Außentoiletten, Kellertür, vergleiche auch August-Bebel-Straße 31. Einfriedung: Pfosten mit Putzgliederung und schmiedeeisernem Gitter, ruinös bzw. nur noch in Fragmenten vorhanden. Mit Eckerker mit Giebel, aufwendiger Stuckornamentik und Ausstattung. Aus der Erbauungszeit (z.B. schöne Haustür). Entwurf und Ausführung durch Maurermeister Eduard Naumann. Dreigeschossiger Bau mit Mansarddach, leicht asymmetrische Fassadengliederung, Erdgeschoss mit kräftiger Putzquaderung über Klinkersockel, mittig angeordneter Hauseingang, darüber großer Schlussstein mit Maske, Obergeschosse weitgehend mit Klinkerverkleidung, seitlich angeordneter Erker über beide Geschosse, eingefasst mit pilasterartigen Eckstreifen und überfangen durch Zwerchhaus mit geschwungenem Giebel. Die Fensterrahmungen vorwiegend in späthistoristischen Formen, dagegen Brüstungsfelder – besonders reich am Erker – mit reichem Dekor des floralen Jugendstils. Verschiedene bauzeitliche Ausstattungselemente wie Haustür, Stuckkehle und Bodenfliesen im Windfangbereich, Treppenhaus und Wohnungstüren erhalten. Das Miethaus ist ein Dokument der baulichen Entwicklung von Gautzsch um 1900, die zu einem städtischen Ausbau des einstigen Dorfes führte. Es ist Teil eines damals entstandenen, vorwiegend durch Mietshausbebauung geprägten Erweiterungsgebietes östlich des alten Ortskerns. Damit erlangt das Objekt ortsentwicklungsgeschichtliche Aussagekraft. Als charakteristischer Vertreter der spekulativen Mietshausarchitektur um 1900 ist es baugeschichtlich von Belang. | 09256501 |
| Direkt Bild zu diesem Denkmal hochladen | Mietshaus in halboffener Bebauung | August-Bebel-Straße 31 (Karte)                                    | 1902–1903 | In Ecklage Karl-Liebknecht-Straße, repräsentative Putz-Klinker-Fassade in Formen des Späthistorismus und Jugendstils, turmartig erhöhter Eckerker, Teil der gründerzeitlichen Bebauung, ortsentwicklungs- und baugeschichtliche Bedeutung. Drei Geschosse, 6-3-5 Achsen, ausgebautes Dachgeschoss, Klinkersockel, Erdgeschoss mit Putznutung, erstes und zweites Obergeschoss in Klinker mit aufwendiger Stukkierung, Eckbetonung zur Karl-Liebknechtstraße durch turmartig ausgebildeten Eckerker. Renoviert. Aus der Erbauungszeit: Stuckkehle im Windfang, Treppenhaus, Wohnungstüren, Kellertür. Bildet eine Einheit mit August-Bebel-Straße 29. Entwurf und Ausführung durch Eduard Naumann. Dreigeschossiger Bau mit Mansarddach, die Fassaden des Eckgebäudes weitgehend gleichrangig behandelt. Erdgeschoss mit kräftiger Putzquaderung über Klinkersockel, Hauseingang zur August-Bebel-Straße mit Maskenschlussstein, Obergeschosse mit Klinkerverkleidung, Fensterrahmungen (Kunststein) in späthistoristischen Formen, dazu in den Brüstungsfeldern und in den Verdachungen der jeweiligen Mittelachsenfenster jugendstiliger Schmuck. Entsprechend der Ecksituation die Gebäudeecke durch turmartigen Erker wirkungsvoll hervorgehoben, an der August-Bebel-Straße ein weiterer Erker als seitlicher Fassadenabschluss, die Erker vollständig verputzt. Die Dachansicht durch engstehende Gaupen geprägt. Im Inneren. Aus der Erbauungszeit Stuckkehle im Windfang, Treppenhaus und Wohnungstüren erhalten. Das Mietshaus, das eine gestalterische Einheit mit dem ebenfalls von Maurermeister Naumann ausgeführtem Haus August-Bebel-Straße 29 bildet, verweist auf die bauliche Entwicklung von Gautzsch um 1900. Diese war durch einen weitgehenden städtischen Ausbaus des einstigen Dorfes gekennzeichnet. Das Objekt ist Teil eines damals entstandenen, vorwiegend von Mietshausbebauung geprägten Erweiterungsgebietes östlich des alten Ortskerns und erlangt unter diesem Aspekt ortsentwicklungsgeschichtliche Aussagekraft. Als zeittypischer Mietshausbau in gutem Originalzustand stellt das Gebäude zudem einen baugeschichtlichen Wert dar, der auch für das Straßenbild wichtig ist. | 09256502 |
| Direkt Bild zu diesem Denkmal hochladen | Mietshaus in halboffener Bebauung | August-Bebel-Straße 33 (Karte)                                    | 1904 | In Ecklage Karl-Liebknecht-Straße, Putzbau mit Putzgliederungen in den zeittypischen Formen des Späthistorismus und Jugendstils, straßenbildprägende Lage, ortsentwicklungs- und baugeschichtliche Bedeutung. 1904 durch den Maurermeister Eduard Naumann errichtetes Mietshaus. Dreigeschossiger Bau mit Mansarddach. Erdgeschoss verputzt und durch Streifen gegliedert, Obergeschoss mit Klinkerverkleidung, entsprechend der städtebaulichen Situation Gebäudeecke abgeschrägt und als überhöhter Risalit mit Giebelabschluss ausgebildet, Fassadenschmuck, der ein zeittypisches Gemisch von späthistoristischen und Jugendstilformen zeigt, vor allem auf die Fensterrahmungen konzentriert, der Risalitbereich ursprünglich mit einer Putzquaderung versehen (heute Glattputz), zur Karl-Liebknecht-Straße dreigeschossiger Wintergarten in reichem Fachwerk. Ausstattungselemente. Aus der Erbauungszeit wie Haustür, Stuckkehle im Eingangsbereiches, Treppenhaus und Wohnungstüren. Das Miethaus ist ein Zeugnis der baulichen Entwicklung von Gautzsch um 1900, die zu einem städtischen Ausbau des einstigen Dorfes führte. Es ist Teil eines damals entstandenen, vorwiegend durch Mietshausbebauung geprägten Erweiterungsgebietes östlich des alten Ortskerns. Damit erlangt das Objekt ortsentwicklungsgeschichtliche Aussagekraft. Als charakteristisches, ansprechend gestaltetes Beispiel der spekulativen Mietshausarchitektur um 1900 ist es auch baugeschichtlich von Belang. Durch seine Lage entfaltet es überdies eine straßenbildprägende Wirkung. | 09256503 |
| Direkt Bild zu diesem Denkmal hochladen | Mietshaus in halboffener Bebauung | August-Bebel-Straße 35 (Karte)                                    | 1904 | Gründerzeitliche Putz-Klinker-Fassade mit Fachwerkgiebel, ortsentwicklungs- und baugeschichtliche Bedeutung. Drei Geschosse, acht Achsen, ausgebautes Dachgeschoss, Erdgeschoss Putzfassade mit Putzspiegeln, Mittelrisalit mit Putzfassade und Fensterrahmungen wie bei August-Bebel-Straße 33, im Giebel Fachwerk, holzverkleidete Gauben, im ersten und zweiten Obergeschoss Klinker, um die Fenster mit Blendbogen. Zu beiden Seiten des Mittelrisalites Balkone. Aus der Erbauungszeit: Haustür, Hoftür (alt), Stuckkehle im Windfang, Treppenhaus, Wohnungstüren. Außentoiletten, Kellertür. „Jugendstil“. Doppelstöckige Balkone, Kunststein-Fenstereinfassungen mit Dreipassmotiv und Ausstattung aus der Erbauungszeit. 1904 durch den Maurermeister Eduard Naumann erbautes Mietshaus. Dreigeschossiger Bau mit teilweise ausgebautem Walmdach. Symmetrisch gegliederte Fassade, Betonung der Mitte durch zweiachsigen Mittelrisalit, halbhoher Sockel mit Klinkerrahmungen an den Kellerfenstern, darüber verputztes Erdgeschoss, hier Putzstreifen und -spiegel als Gliederungselemente, Obergeschoss mit Klinkerverkleidung in den Rücklagen, Mittelrisalit verputzt und durch Zwerchgiebel mit Blendfachwerk abgeschlossen, Fensterrahmungen in späthistoristischen und jugendstiligen Mischformen, dabei die Rahmengestaltung der Risalitfenster wie am Nachbarhaus August-Bebel-Straße 33, zu beiden Seiten des Risalits Holzbalkone. Aus der Erbauungszeit unter anderem Haustür, Stuckkehle im Windfang, Treppenhaus und Wohnungstüren. Das Miethaus verweist auf die bauliche Entwicklung von Gautzsch um 1900, die zu einem städtischen Ausbau des einstigen Dorfes führte. Es ist Teil eines damals entstandenen, vorwiegend durch Mietshausbebauung geprägten Erweiterungsgebietes östlich des alten Ortskerns. Damit erlangt das Objekt ortsentwicklungsgeschichtliche Aussagekraft. Als zeittypisches Zeugnis der spekulativen Mietshausarchitektur um 1900 ist es auch baugeschichtlich von Bedeutung. | 09256504 |
| Direkt Bild zu diesem Denkmal hochladen | Villa | August-Bebel-Straße 47 (Karte)                                    | 1899 | Ansprechend gestalteter Villenbau im Landhausstil mit reichem Zierfachwerk, ortsentwicklungs- und baugeschichtliche Bedeutung. Zwei Geschosse, zwei Achsen, Putzfassade, Stockgesims, Erdgeschoss Fenster mit Klinkerflachbogen, im Obergeschoss aufwendige Fachwerkornamentik, links Risalit, rechts doppelstöckige Veranda, geschnitzte Balkongitter und -ständer, Fenster alt, Jalousieblenden, ein Fensterladen im Erdgeschoss. „Landhausstil“. Vollständig erhaltene Fassadengestaltung, Klinkergliederung, Holzveranda und Jalousieblenden. Bauträger war der Leipziger Spar- und Bauverein, die Planung lag in den Händen des Leipziger Architekten Anton Käppler. 1942 Umbau zur Arztpraxis. Zweigeschossiger, giebelständiger Bau mit Satteldach, Fassaden vorwiegend verputzt, das Obergeschoss des straßenseitigen Seitenrisalits sowie die Giebel und der Traufbereich aufwändig mit Blendfachwerk verziert, neben dem Risalit Balkonkonstruktion in Holz, Fenster mit Sohlbänken in Kunststein und Segmentbogenabschlüssen in Klinker, dazu teilweise Fensterläden. An den Seitenfronten der hintere Bereich leicht vorspringend, darüber je eine Dachgaupen, auf der Gebäuderückseite Treppenhausvorbau mit Hauseingang. Die Villa verweist auf die bauliche Entwicklung von Gautzsch um 1900, die zu einem städtischen Ausbau des einstigen Dorfes führte. In dem damals neu angelegten Erweiterungsgebiet östlich des alten Ortskerns entstanden neben Mietshäusern auch Villengrundstücke, die eine Auflockerung und qualitative Aufwertung des städtischen Raumes erzielten. In dieser Hinsicht hat das Objekt einen ortsentwicklungsgeschichtlichen Aussagewert. Baugeschichtlich bedeutend ist es als ansprechendes Beispiel einer zeittypischen Bauaufgabe und als Dokument für das Schaffen Anton Käpplers, der vor allem in Leipzig wichtige Bauaufgaben wahrnahm. | 09256490 |
| Direkt Bild zu diesem Denkmal hochladen | Mietshaus in offener Bebauung mit Einfriedung | August-Bebel-Straße 53 (Karte)                                    | 1902–1903 | Putz-Klinker-Fassade mit Balkons und Veranda, in späthistoristischen Formen, ortsentwicklungs- und baugeschichtliche Bedeutung. - Mietshaus: drei Geschosse, sechs Achsen, Klinkersockel, Erdgeschoss verputzt (geglättet), Obergeschoss gelber Klinker, im ersten Obergeschoss Fenster mit Kunststeineinfassungen, im zweiten Obergeschoss Klinkergliederung, profilierte Stockgesimse, Mittelrisalit mit Balkonen und mit schmiedeeisernen Brüstungen im ersten und zweiten Obergeschoss, seitlich ein Wintergartenanbau mit Klinkerausfachung. vergleiche auch August-Bebel-Straße 55, renoviert (Dach und Fenster neu), innen nicht gesehen - Einfriedung: Pfosten und Sockel im gelben Klinker, schmiedeeisernes Gitter, mit dreigeschossigem Fachwerk-Wintergarten und Balkonen und schmiedeeisernem Zaun 1902/03 durch den Maurermeister Richard Weber erbautes Mietshaus. Dreigeschossiger Bau mit Mansarddach. Fassade symmetrisch gegliedert, in der Mitte nur leicht vortretender Risalit, Klinkersockel, darüber verputztes Erdgeschoss, Putznutung erneuert, Obergeschosse mit gelber Klinkerverkleidung, im ersten Obergeschoss Fenster mit Kunststeineinfassungen und geraden Verdachungen, im zweiten Obergeschoss Klinkerrahmung mit Dreiviertelstäben und farbig wechselndem Segmentbogenabschluss, am Mittelrisalit Balkone mit schmiedeeisernen Brüstungen, auf der Ostseite Wintergartenanbau durch alle drei Geschosse, Fachwerkkonstruktion. Einfriedung (erneuert): Pfosten und Sockel in gelben Klinker, schmiedeeisernes Gitter. Das Miethaus dokumentiert die bauliche Entwicklung von Gautzsch um 1900, die zu einem städtischen Ausbau des einstigen Dorfes führte. Es ist Teil eines damals entstandenen, vorwiegend durch Mietshausbebauung geprägten Erweiterungsgebietes östlich des alten Ortskerns. Damit verkörpert das Objekt einen ortsentwicklungsgeschichtlichen Aussagewert. Als charakteristisches Beispiel der spekulativen Mietshausarchitektur um 1900 ist es auch baugeschichtlich von Belang. | 09256485 |
| Direkt Bild zu diesem Denkmal hochladen | Mietshaus in Ecklage (mit zwei Anschriften: August-Bebel-Straße 55 und Ring 56)                                                                                               | August-Bebel-Straße 55 (Ring 56) (Karte)                          | 1902–1903 | Typischer Putz-Klinker-Bau der Zeit um 1900, ortsentwicklungs- und baugeschichtliche Bedeutung. Drei Geschosse, zehn Achsen, Klinkersockel, Erdgeschoss Putzfassade (geglättet), Obergeschoss gelber Klinker, profiliertes Stock- und Traufgesims, dreigeschossiger Eckerker auf geschwungenen Konsolen, profilierte Kunststeinfenstereinfassungen im ersten Obergeschoss. Klinkergliederung im zweiten Obergeschoss. Bildet eine Einheit mit Ring 56 (Ecklage). Vergleiche auch mit August-Bebel-Straße 53. Aus der Erbauungszeit: Jalousieblenden und Jalousien im Erdgeschoss, Haustür (alt), Bodenfliesen im Eingangsbereich, Treppenhaus, Wohnungstüren, Kellertür. Deckenstuck im Jugendstil. Bildet eine Einheit mit August-Bebel-Straße 55, nimmt die Formen von August-Bebel-Straße 53 auf. Entwurf und Ausführung durch den Maurermeister Richard Weber, der zugleich Bauherr war. Dreigeschossiger Bau mit Mansarddach, Erdgeschoss über Klinkersockel verputzt, Obergeschosse mit ledergelber Klinkerverkleidung, im ersten Obergeschoss profilierte Fensterrahmungen in Kunststein, vorwiegend gerade Fensterverdachungen, Fenster des zweiten Obergeschoss segmentbogig geschlossen und mit typischem Streifenornament durch helle und dunkle Klinker, die Gebäudeecke entsprechend der städtebaulichen Einbindung abgeschrägt und als Risalit ausgebildet, zusätzliche Betonung durch überhöhten Erker, zur Gliederung der Fronten an der August-Bebel-Straße seitlich verschobener Risalit und am Ring polygonaler Erker. Im Innern verschiedene Ausstattungselemente der Erbauungszeit erhalten (Jugendstil-Deckenstuck im Eingangsbereich, Bodenfliesen, Wohnungstüren). Das Miethaus ist ein Zeugnis für die bauliche Entwicklung von Gautzsch um 1900, die von einer weitreichenden Verstädterung des einstigen Dorfes geprägt war. Es ist Teil eines damals entstandenen Erweiterungsgebietes östlich des alten Ortskerns, das vorwiegend Mietshausbebauung aufweist. Unter diesem Aspekt verkörpert das Objekt einen ortsentwicklungsgeschichtlichen Aussagewert. Als typischer Vertreter der spekulativen Mietshausarchitektur um 1900 ist es auch baugeschichtlich von Belang. | 09256483 |
|                                         | Villa | Bauvereinsstraße 3 (Karte)                                        | 1898 | Malerischer Putzbau im Landhausstil der Zeit um 1900, markanter Fachwerkbalkon, bau- und ortsentwicklungsgeschichtliche Bedeutung. Zwei Geschosse, Sockel und Eckbetonung in rotem Klinker, Putzfassade, im Giebel Fachwerk, Klinkergliederung oberhalb der Fenster, geschnitzter zweigeschossiger Balkon, Vordach des Einganges auf geschnitzten Knaggen, eingeschossiger Wintergartenanbau aus Holz. Renoviert (Fenster und Dach neu), entstellendes Fenster im Giebel. Aus der Erbauungszeit: Haustür (alt) Blendfachwerk, Klinkergliederung und zweigeschossigem geschnitzten Balkon. | 09256476 |
|                                         | Villa | Bauvereinsstraße 4 (Karte)                                        | 1900–1901 | Putzbau im zeittypischen Landhausstil, Fassadengestaltung mit einfachen Putzgliederungen und Fachwerkgiebel, ortsentwicklungs- und baugeschichtliche Bedeutung. Zwei Geschosse, Klinkersockel, Putzfassade mit einfacher Putzgliederung, Giebel mit Fachwerkverblendung, weit vorkragendes Dach auf geschnitzten Stützen, überdachter Eingangsbereich mit Freitreppe, Vordach auf geschnitzten Stützen, seitlich zweigeschossiger hölzerner Verandenvorbau, unleserliche Inschrift, Putzgliederung im Fensterbereich. | 09256477 |
| Direkt Bild zu diesem Denkmal hochladen | Mietshaus in halboffener Bebauung | Geschwister-Scholl-Straße 1 (Karte)                               | 1897 | In Ecklage Rathausstraße, Putz-Klinker-Fassade mit reicher Stuckgliederung an Fenstern und Traufgesims, Teil der geschlossenen Bebauung der Zeit um 1900 in straßenbildprägender Lage, zeitweise Gemeindeamt von Gautzsch, ortsentwicklungs- und baugeschichtliche Bedeutung. Vier Geschosse, 8-1-7 Achsen, Klinkersockel, Erdgeschoss Putzfassade geglättet, Obergeschoss Klinker mit Putzbändern, Stockgesims, aufwendiges Traufgesims mit Stuckkonsolen, im ersten und zweiten Obergeschoss Fensterverdachungen, aufwendiger Stuck bei den Fenstern. 1914 Gemeindeamt, später Girokasse. | 09256514 |
| Direkt Bild zu diesem Denkmal hochladen | Schule und Turnhalle (Oberschule Markkleeberg) | Geschwister-Scholl-Straße 2 (Karte)                               | 1893 (Schule); um 1890 (Schulturnhalle)                                                                                    | Zeittypische Schulbauten der wilhelminischen Kaiserzeit in repräsentativer Gestaltung, Putzfassaden, orts-, bau- und sozialgeschichtliche Bedeutung. - Schule: dreigeschossiger Putzbau, jüngerer Anbau in besonders aufwändiger Gestaltung: Rundbogenportal mit Freitreppe und Stuckreliefs, darüber vorkragende Achsen auf Stuckkonsolen mit Blendarkaden, ionischen Säulen und Balustraden und Dreiecksgiebel über Gebälk, Putzfassade mit aufwendiger Putzgliederung, Rundbogenportal mit Stuckreliefs und Lorbeerkränzen, Putzkonsolen, im zweiten Obergeschoss Blendarkaden und zum Teil korinthische Halbsäulen, Traufgesims mit Stuckkonsolen und Klötzchenfries, Dreiecksgiebel über Rundportal - Sporthalle: an der Rathausstraße, ein bis zwei Geschosse, sechs Achsen, Bruchsteinsockel, Putzfassade mit Putzgliederung, Walmdach, Rundbogenfenster, Fenster alt | 09256569 |
| Direkt Bild zu diesem Denkmal hochladen | Mietvilla | Geschwister-Scholl-Straße 4 (Karte)                               | 1896 | Putzbau im Landhausstil mit Eckquaderung, Blendfachwerk und Gaupen, ortsentwicklungs- und baugeschichtliche Bedeutung. Zwei Geschosse, fünf Achsen, ausgebautes Dachgeschoss, Klinkersockel, Putzfassade mit Eckquaderung, Fachwerk unterhalb der Traufe und im Giebel (links), Kunststein-Fenstereinfassungen, einfacher „Landhausstil“. | 09256576 |
| Direkt Bild zu diesem Denkmal hochladen | Mietshaus in geschlossener Bebauung | Geschwister-Scholl-Straße 5 (Karte)                               | 1894–1895 | Repräsentative Putz-Klinker-Fassade, Fensterverdachungen mit Muschelornamentik, Teil der geschlossenen Bebauung der Zeit um 1900, ortsentwicklungs- und baugeschichtliche Bedeutung. Mit Tordurchfahrt, vier Geschosse, neun Achsen, Klinkersockel, Erdgeschoss Putznutung, Obergeschosse Klinker mit Kunststeingliederung, Stockgesims, Klinker-Traufgesims, im zweiten Obergeschoss Fensterverdachungen mit Muschelornamentik. Aus der Erbauungszeit: beide Tordurchfahrten, Haustür, Treppenhaus, Wohnungstüren, Außentoiletten, Kellertür. | 09256571 |
| Direkt Bild zu diesem Denkmal hochladen | Mietshaus in geschlossener Bebauung | Geschwister-Scholl-Straße 7 (Karte)                               | 1894–1896 | Putz-Klinker-Fassade in späthistoristischen Formen mit aufwendiger Putzgliederung, Teil der geschlossenen Bebauung der Zeit um 1900, ortsentwicklungs- und baugeschichtliche Bedeutung. Mit Tordurchfahrt und Laden, vier Geschosse, fünf Achsen, Klinkersockel, Erdgeschoss Putzfassade mit Putznutung, in den Obergeschossen Klinkerfassade mit Putzgliederung, im dritten Obergeschoss Putzfassade mit Putzgliederung, im ersten und zweiten Obergeschoss Fenstereinfassungen und -verdachungen in Kunststein, Stockgesims, Traufgesims mit Stuckkonsolen, entstellender Ladeneinbau. Aus der Erbauungszeit: zwei Tordurchfahrtstore, Haustür, Treppenhaus, geätzte Scheiben und Schablonenmalerei im Treppenhaus, Wohnungstüren, Außentoiletten, Kellertür, zum Teil Fenster. | 09256572 |
| Direkt Bild zu diesem Denkmal hochladen | Mietshaus in geschlossener Bebauung | Geschwister-Scholl-Straße 9 (Karte)                               | 1895–1896 | Zeittypisches späthistoristisches Mietshaus mit Putzfassade mit Putz- und Klinkergliederung, Teil der geschlossenen Bebauung der Zeit um 1900, ortsentwicklungs- und baugeschichtliche Bedeutung. Mit Tordurchfahrt, vier Geschosse, sechs Achsen, Klinkersockel, Putzfassade mit Putz- und Klinkergliederung, im Erdgeschoss mit Putznutung, im ersten Obergeschoss Fensterverdachungen (Konsolen vermutlich entfernt), Stock- und Traufgesims. Aus der Erbauungszeit: zwei Tore der Tordurchfahrt, Haustür, Treppenhaus, Wohnungstüren, Außentoiletten. | 09256573 |
| Direkt Bild zu diesem Denkmal hochladen | Mietshaus in geschlossener Bebauung | Geschwister-Scholl-Straße 11 (Karte)                              | 1898–1899 | Putzfassade mit Putzgliederung in späthistoristischen Formen, Teil der geschlossenen Bebauung der Zeit um 1900, ortsentwicklungs- und baugeschichtliche Bedeutung. Mit Tordurchfahrt, vier Geschosse, neun Achsen, Klinkersockel, Putzfassade, im Erdgeschoss mit Putznutung, Stockgesims, Traufgesims auf Stuckkonsolen, profilierte Kunststein-Fenstereinfassungen, im Obergeschoss Fenstersohlbänke auf Konsolen, im ersten und zweiten Obergeschoss Fensterverdachungen auf Konsolen. Aus der Erbauungszeit: zwei Tore der Tordurchfahrt, Reste der Wand- und Deckenmalerei in der Tordurchfahrt, Haustür, Treppenhaus, Wohnungstüren, Außentoiletten, Kellertür. | 09256574 |
| Direkt Bild zu diesem Denkmal hochladen | Mietshaus in geschlossener Bebauung | Geschwister-Scholl-Straße 13 (Karte)                              | 1898 | Putzfassade in zeittypischer späthistoristischer Gestaltung, Teil der geschlossenen Bebauung der Zeit um 1900, ortsentwicklungs- und baugeschichtliche Bedeutung. Mit Tordurchfahrt, vier Geschosse, neun Achsen, Klinkersockel, Putzfassade mit einfacher Putzgliederung, im Erdgeschoss mit Putznutung, Stock- und Traufgesims, profilierte Kunststein-Fenstereinfassungen, im ersten und zweiten Obergeschoss Fensterverdachungen (Konsolen entfernt ?). Aus der Erbauungszeit: zwei Tore der Tordurchfahrt, überstrichene Malereien in der Tordurchfahrt, Haustür, Treppenhaus, Wohnungstüren, Außentoiletten, Kellertür. | 09256575 |
| Direkt Bild zu diesem Denkmal hochladen | Doppelmietshaus in offener Bebauung | Geschwister-Scholl-Straße 19, 21 (Karte)                          | 1899 | Zeittypische Klinkerfassade mit Kunststeinelementen sowie Putz- und Klinkergliederungen, Teil der geschlossenen Bebauung der Zeit um 1900, ortsentwicklungs- und baugeschichtliche Bedeutung. Drei Geschosse, 16 Achsen, Klinkerfassade mit einfacher Putz- und Klinkergliederung, im ersten Obergeschoss Fensterverdachungen, Stockgesims, Traufgesims verändert, bei Haus Nummer 19 Fenster zum Teil alt, bei Haus Nummer 21 die zwei rechten Achsen im Erdgeschoss verändert. Aus der Erbauungszeit: (beide) Wohnungstüren, Außentoiletten, Kellertür. | 09256577 |
| Direkt Bild zu diesem Denkmal hochladen | Mietshaus in halboffener Bebauung | Geschwister-Scholl-Straße 23 (Karte)                              | Um 1900 | Späthistoristisch geprägte Putzfassade mit Kunststein- und Stuckelementen, Teil der geschlossenen Bebauung der Zeit um 1900, ortsentwicklungsgeschichtliche Bedeutung. Dreigeschossiger Putzbau, zeittypische Fassadengestaltung mit Putznutung im Erdgeschoss, kräftigen Fensterverdachungen im ersten Obergeschoss und Traufgesims auf Konsolen, Mansarddach mit dicht stehenden Gaupen. | 09259397 |
| Direkt Bild zu diesem Denkmal hochladen | Mietshaus in geschlossener Bebauung | Karl-Liebknecht-Straße 8 (Karte)                                  | Um 1900 | Sparsam dekorierter Putzbau in den Formen der Zeit um 1900, Mittelrisalit, darüber Zwerchhaus mit Blendfachwerk, ortsentwicklungs- und baugeschichtliche Bedeutung. Mit Tordurchfahrt, drei Geschosse, sieben Achsen, ausgebautes Dachgeschoss, Klinkersockel, Erdgeschoss Putzfassade mit Putznutung, im Obergeschoss Putzfassade mit einfacher Putzgliederung, Mittelrisalit über drei Fensterachsen mit Fachwerk im Giebel. Aus der Erbauungszeit: Tordurchfahrtstore, Hoftür (alt), Treppenhaus, Wohnungstüren, Außentoiletten, Kellertür, Fenster zum Teil alt. Bildete ursprünglich eine Wohnanlage mit Hausnummer 6 und 10. Beide Häuser sind jedoch entstellend verändert. | 09256507 |
| Direkt Bild zu diesem Denkmal hochladen | Mietshaus in halboffener Bebauung mit Toranlage | Karl-Liebknecht-Straße 12 (Karte)                                 | 1906–1907 | Reiche Putz-Klinker-Fassade, Seitenrisalit mit Fachwerkgiebel, Teil der Mietshausgruppe Karl-Liebknecht-Straße 16/14/12, ortsentwicklungs- und baugeschichtliche Bedeutung. Drei Geschosse, acht Achsen, ausgebautes Dachgeschoss, annähernd spiegelbildlich zu Karl-Liebknechtstraße 16 (!), roter Klinkersockel, Erdgeschoss mit Putznutung, Klinkerfassade im Obergeschoss, einfache Fensterkunststeineinfassung, Stockgesims, Traufgesims, Eckrisalit mit aufwendiger gestalteten Fensterrahmung (Vorhangbogenmotiv), im Dachgeschoss mit Fachwerkgiebel. Aus der Erbauungszeit: Klingelanlage, Hoftür alt, Bodenfliesen, Stuckkehle und Wandpaneele im Eingangsbereich, Treppenhaus, Wohnungstüren, Außentoiletten, Kellertür, Treppenhausfenster alt. An der Fassade Gründerzeit, im Inneren Jugendstil. bildet eine Einheit mit Karl-Liebknecht-Straße 14 und 16. | 09256294 |
| Direkt Bild zu diesem Denkmal hochladen | Mietshaus in geschlossener Bebauung | Karl-Liebknecht-Straße 14 (Karte)                                 | 1906–1907 | Reiche Fassade mit verputztem Erdgeschoss und roter und gelber Klinkerverkleidung in den Obergeschossen, Gliederungselemente in Kunststein und Stuck, Teil der Mietshausgruppe Karl-Liebknecht-Straße 16/14/12, ortsentwicklungs- und baugeschichtliche Bedeutung. Mit Tordurchfahrt, drei Geschosse, acht Achsen, ausgebautes Dachgeschoss, Holzgauben, 2 Eckrisalite betont durch Kunststeinfenstereinfassung und Köpfen im Dreiecksgiebel, roter Klinkersockel, Erdgeschoss verputzt, Klinkerfassade, Stockgesims, Traufgesims mit Stuck, im Mittelteil Stuckköpfe unter Fensterkonsolen. Aus der Erbauungszeit: Tordurchfahrtstor, Hoftür, Stuckkehle in der Tordurchfahrt, Treppenhaus, Wohnungstür, zum Teil Außentoiletten, Kellertür, Schablonenmalerei im Treppenhaus, Fenster. Bildet eine Einheit mit Karliebknecht-Straße 12 und 16. | 09256293 |
| Direkt Bild zu diesem Denkmal hochladen | Doppelmietshaus in offener Bebauung | Karl-Liebknecht-Straße 15, 17 (Karte)                             | 1903–1904 | Gelbe Klinkerfassade mit Gliederungs- und Schmuckelementen in Putz, Kunststein und Stuck, ortsentwicklungs- und baugeschichtliche Bedeutung. Drei Geschosse, zwölf Achsen, ausgebautes Dachgeschoss, Klinkerfassade, profiliertes Traufgesims mit Konsolen, einfache Kunststeingliederung um die Fenster, im ersten Obergeschoss oberhalb der Fenster Gesims mit Ornament, bei Hausnr. 15 anderer Ornamentschmuck, achsensymmetrisch. Aus der Erbauungszeit: Bodenfliesen im Eingangsbereich (nur bei Hausnr. 15), geätzte Fensterscheiben im Treppenhaus (nur bei Hausnummer 17), Hoftür, Treppenhaus, Wohnungstüren, Außentoilette. | 09256200 |
| Direkt Bild zu diesem Denkmal hochladen | Mietshaus in halboffener Bebauung mit seitlicher Toranlage | Karl-Liebknecht-Straße 16 (Karte)                                 | 1906–1907 | Reiche Putz-Klinker-Fassade, Seitenrisalit mit Fachwerkgiebel, Teil der Karl-Liebknecht-Straße 16/14/12, ortsentwicklungs- und baugeschichtliche Bedeutung. - Mietshaus: Drei Geschosse, acht Achsen, ausgebautes Dachgeschoss, Holzgauben, zweiachsiger verputzter Eckrisalit, roter Klinkersockel, Erdgeschoss mit Putznutung, Obergeschosse mit Klinkerfassade, einfache Fensterkunststeineinfassung mit Schlussstein, aufwendigeres Ornament unterhalb der Sohlbänke, Betonung der Fenster durch Kunststeinbogen und Zopfornamentik am Risalit, Dachgeschoss mit Fachwerkgiebel, Stockgesims, Traufgesims mit Stuck. Aus der Erbauungszeit: Treppenhaus, Wohnungstüren, Außentoiletten, Kellertür, Fenster alt. Bildet mit Karl-Liebknechtstraße 12 und 14 eine Einheit. - Hofgebäude: zwei Geschosse, roter Klinker, originale Fenster - schmiedeeiserne Eingangspforte | 09256292 |
| Direkt Bild zu diesem Denkmal hochladen | Doppelmietshaus in offener Bebauung mit Einfriedung | Karl-Liebknecht-Straße 19, 21 (Karte)                             | 1903 | Putz-Klinker-Fassade mit typischem Stuckdekor der Zeit um 1900, ortsentwicklungsgeschichtliche Bedeutung. Drei Geschosse, 16 Achsen, achsensymmetrisch, Klinkersockel, Erdgeschoss Putzfassade mit Putzgliederung (bei Nummer 21 geglättet), im ersten und zweiten Obergeschoss Klinkerfassade, Traufgesims mit Rankenmotiv, Eckbetonung im ersten Obergeschoss mittels Dreiecksgiebel über zwei Fensterachsen, Mittelbetonung durch Rundbogen mit Stuck. Aus der Erbauungszeit: Haustür (alt), Bodenfliesen im Eingangsbereich (bei Nr 19), Treppenhaus, Wohnungstüren, Außentoiletten, Kellertür, Fenster zum Teil alt, Jalousieblenden bei Hausnummer 19. | 09256505 |
| Direkt Bild zu diesem Denkmal hochladen | Mietshaus in offener Bebauung mit seitlicher Toreinfahrt | Karl-Liebknecht-Straße 20 (Karte)                                 | 1900–1902 | Ansprechender Putzbau mit Kunststeinelementen und aufwändigen Holzbalkonen in Jugendstilformen, Torpfosten mit Putzgliederung und schmiedeeisernen Torflügeln, ortsentwicklungs- und baugeschichtliche Bedeutung. - Mietshaus: Drei Geschosse, sechs Achsen, ausgebautes Dachgeschoss, Bruchsteinsockel, Putzfassade, auf der linken Seite Risalit mit aufwendig geschnitzten Balkonen als Eckbetonung, auf der rechten Seite etwas schlichtere Balkone, Fenstereinfassungen mit Vorhangbogenmotiv im ersten Obergeschoss, im zweiten Obergeschoss Stuck oberhalb der Fenster, überdachter Eingang mit geschnitztem Dach und Kunststeineinfassung. Aus der Erbauungszeit: Haustür, Hoftür, Bodenfliesen im Windfang, Windfangtür, Stuckkehle, Treppenhaus, Wohnungstüren, Kellertür, Fenster zum Teil „Landhausstil“, „Jugendstil“. - Einfriedung: Torpfosten mit Putzgliederung und Ziegelabdeckung, Gittertor Planung und Ausführung durch den Maurermeister Eduard Naumann, der zugleich Bauherr war. Dreigeschossiger Bau mit ausgebautem Krüppelwalmdach. Fassade über Bruchsteinsockel verputzt, Seitenrisalit mit Schwebegiebel und reichen Holzbalkonen in Jugendstilformen, auf der anderen Seite etwas schlichtere Balkone als Entsprechung, die Fenstereinfassungen mit Vorhangbogenmotiv im ersten Obergeschoss und Astwerk im zweiten Obergeschoss noch dem Späthistorismus verpflichtet, im Traufbereich wiederum reicher, teils in Schablonenmalerei ausgeführter Jugendstilschmuck, der mittig angeordnete Hauseingang mit ebenfalls anspruchsvoll gestaltetem Vordach und originaler Haustür. Im Inneren weitere bauzeitliche Ausstattungselemente wie Bodenfliesen im Windfang, Windfangtür, Stuckkehle, Treppenhaus, Wohnungstüren. Einfriedung: Torpfosten mit Putzgliederung und Ziegelabdeckung, schmiedeeisernes Tor. Das durch seine Gestaltung sehr auffällige Miethaus ist ein Zeugnis der baulichen Entwicklung von Gautzsch um 1900, die zu einem städtischen Ausbau des einstigen Dorfes führte. Es ist Teil eines damals entstandenen, vorwiegend durch Mietshausbebauung geprägten Erweiterungsgebietes östlich des alten Ortskerns. Damit erlangt das Objekt ortsentwicklungsgeschichtliche Aussagekraft. Als zeittypisches und ästhetisch sehr ansprechendes Zeugnis der spekulativen Mietshausarchitektur um 1900 ist es auch baugeschichtlich von Belang. | 09256196 |
| Weitere Bilder                          | Kees´scher Park und Rittergut Gautzsch (Sachgesamtheit) | Kees’scher Park 1, 3, 5 (ehemals Pfarrgasse 13–15) (Karte)        | Ende 19. Jahrhundert, im Kern älter (Rittergut); um 1885 (Allee)                                                           | Sachgesamtheit Kees´scher Park und Rittergut Gautzsch, mit den Einzeldenkmalen: Mittelbau des Palmenhauses (Nr. 5), Weinkeller, Adlertor und Wohnhaus (Nr. 1, sogenanntes Torgebäude, 09256444) sowie Parkanlage (Gartendenkmal), weiterhin zwei Brücken, vom Equipagenweg zum Park führende Lindenallee und Reste des historischen Wassergrabensystems und der Einfriedung als Sachgesamtheitsteile; prächtiges gründerzeitliches Palmenhaus, Wohnhaus mit älterem Portal der Renaissancezeit, weitläufige Parkanlage im Landschaftsstil, ortsgeschichtliche und landschaftsgestaltende Bedeutung. Klassizistisches Herrenhaus und Nebengebäude 2007 abgebrochen. | 09303050 |
| Weitere Bilder                          | Mittelbau des Palmenhauses (Nr. 5), Weinkeller, Adlertor und Wohnhaus (Nr. 1, sogenanntes Torgebäude; Einzeldenkmale der Sachgesamtheit 09303050)                             | Kees’scher Park 1, 5 (Karte)                                      | 1885–1895 (Adlertor); 1895 (Weinkeller); um 1900 (Palmenhaus); um 1900, Portal älter (Wohnhaus)                            | Einzeldenkmale der Sachgesamtheit Kees’scher Park und Rittergut Gautzsch; prächtiges gründerzeitliches Palmenhaus, Wohnhaus mit älterem Portal der Renaissancezeit, orts- und baugeschichtliche Bedeutung. - Palmenhaus: Mittelpavillon erhalten, Putzfassade, profiliertes Gebälk, Eckpilaster mit Kompositkapitellen - Hauptfassade (nach Süden): Serliana mit Kompositkapitellen, aufwendig stukkierte Türverdachungen - vor Südfassade: ruinöse Sockel für zwei Statuen - Weinkeller: Portal mit aufwendig stukkiertem Volutengiebel, im oberen Giebelfeld Kartusche mit Inschrift „K“ von zwei Putti gehalten, um 1900 - Adlertor: bildet Abschluss des Equipagenweges, zweiteiliger Aufbau, Achsenbetonung durch erhöhten Aufsatz mit gesprengtem Giebel, Putznutung, kannelierte Halbsäulen mit Kompositkapitell, Architrav, seitliche Wandstücke mit Putzfeldern und aufgesetzten Schmuckvoluten, Reste des schmiedeeisernen Tores (schmiedeeiserner Bogen), Wappenfeld im gesprengten Giebel, Reste der Pfosten (wohl für schmiedeeiserne Einfriedung) mit aufgesetzten Schmuckvoluten, Datierung nach Literatur 1895 - Wohnhaus: zwei Geschosse, Klinkersockel, Putzfassade (wohl geglättet), renaissancistisches Nischenportal mit reicher Gliederung, weit vorkragendes Dach auf geschnitzten Stützen, Fenster zum Teil alt, Datierung um 1900, Portal vermutlich älter Abgegangene Bauten (Abbruch 2007): - Krankenhaus, ursprünglich Herrenhaus: Umbau im 17. Jahrhundert vermutlich durch Christian Richter, später klassizistische Gestaltung, drei Geschosse, Putzfassade, einfache Putzgliederung, Traufgesims, Walmdach, Fenster neu, entstellende Anbauten, Inneres nicht gesehen (Treppenhaus des 17. Jahrhunderts) - Wirtschaftsgebäude: ein Geschoss, Klinkersockel, Putzfassade, profiliertes Traufgesims, Walmdach, Türgewände Porphyr - Nebengebäude: zwei Geschosse, Putzfassade mit Putzgliederung, Walmdach, Mittelachse betont durch Mittelrisalit mit Portal mit eingestellten Säulen, im Obergeschoss mit gekoppelten Pilastern, Wappenfeld, Dreiecksgiebel, Sandsteinbekrönung und Schlussstein mit Löwe Bundespreis für Handwerk in der Denkmalpflege 2013, Sachsen. Handwerkerpreis für das Adlertor (Kees’scher Park 4). | 09256444 |
|                                         | Villa (Nr. 15) mit Nebengebäude (Nr. 15a) und Einfriedung | Kirschallee 15, 15a (Karte)                                       | 1897 | Stattlicher Putzbau im Landhausstil mit Blendfachwerk und geschnitzter Veranda, verputztes Nebengebäude und schmiedeeisernem Zaun, ortsentwicklungs- und baugeschichtliche Bedeutung. - Villa: zwei Geschosse, Bruchsteinsockel, Putzfassade, im ersten Obergeschoss zum Teil Fachwerk mit Giebel, profiliertes Traufgesims, Balkon auf geschnitzten Knaggen, vielteilige Dachlandschaft mit Schleppgaube, zum Teil profilierte Fenstergewände, aufwendige Gitter im ersten Obergeschoss, überdachte Holzveranda - Nebengebäude: ein Geschoss, Putzfassade, Erdgeschoss ursprünglich Garage, ausgebautes Dachgeschoss (ursprünglich Dienstbotenwohnung?) - Einfriedung: Klinkersockel und -pfosten, schmiedeeisernes Gitter (ruinös) In NS-Zeit Anschrift: Theodor-Fritsch-Weg. | 09256408 |
|                                         | Villa mit Garten | Kirschallee 17 (Karte)                                            | 1913–1914, bezeichnet mit 1914                                                                                             | Repräsentative zweiflügelige Anlage in vornehmer Gestaltung, straßenseitig Mittelrisalit mit großem Rundgiebel, ortsentwicklungsgeschichtliche, baugeschichtliche sowie gartenkünstlerische Bedeutung. Dreiflügelige Anlage, ein Geschoss, Mansarddach, Putzfassade, Traufgesims. Haupthaus: breiter Risalit mit Rundbogen und Gesimsen, Sandsteinsockel, Querflügel mit Wirtschaftsbereich, Kellerfenstergitter, Fenster zum Teil alt, Fensterläden. Garten (Hauptteil auf der Südseite) mit Rasenfläche und strukturbildender Bepflanzung in NS-Zeit. | 09256407 |
|                                         | Villa | Kirschallee 18 (Karte)                                            | 1907–1908 | Ansprechender Putzbau im Reformstil um 1910, mit polygonalem zweigeschossigen Vorbau, akzentuierendem Stuckdekor und hölzernem Windfang mit Freitreppe, ortsentwicklungs- und baugeschichtliche Bedeutung. Ein Geschoss, ausgebautes Dachgeschoss, Klinkersockel mit Putzgliederung, Putzfassade mit Putzgliederung (Fenstereinfassungen, Medaillons), polygonaler zweigeschossiger Vorbau, links hölzerner Windfang mit Freitreppe, Rundfenster, Fenster alt. | 09256417 |
|                                         | Villa | Kirschallee 20 (Karte)                                            | 1899–1906 | Putzbau im Landhausstil mit Putzgliederungen und Blendfachwerk, ortsentwicklungs- und baugeschichtliche Bedeutung. Ein Geschoss, Putzfassade, ausgebautes Dachgeschoss, Fachwerk am Giebel und unter Dachbereich, einfache Putzgliederung um die Fenster, weit vorkragendes Dach auf geschnitzten Knaggen und mit Freigespärre, profilierte Sohlbänke, Fenster alt, Landhausstil. | 09256409 |
|                                         | Villa mit Toranlage | Kirschallee 26 (Karte)                                            | 1895 | Repräsentativer Putzbau im Landhausstil mit Putznutung, Blendfachwerk und Klinkergliederung, rundbogiges verputztes Tor mit schmiedeeisernem Gitter und Klinkerpfosten, ortsentwicklungs- und baugeschichtliche Bedeutung. Ein Geschoss, ausgebautes Dachgeschoss, Bruchsteinsockel mit Klinkereinfassungen der Fenster, Putzfassade mit Putznutung (im Erdgeschoss zusätzlich Eckrustika), zum Teil profilierte Fenstereinfassungen, zum Teil Fachwerk im Dachbereich, Holzbalkone auf geschnitzten Konsolen, weit vorkragendes Dach auf geschnitzten Stützen, Fenster alt, Landhausstil. | 09256406 |
|                                         | Villa und Kontor der ehemaligen Schokoladenfabrik Riquet & Co. | Koburger Straße 45 (Karte)                                        | Um 1895 | Repräsentativer Putzbau mit Natursteinelementen, Eckturm mit geschweifter Haube und Eingangsbereich mit gesprengtem Giebel, bau- und ortsgeschichtliche Bedeutung. Drei Geschosse, Bruchsteinsockel, Putzfassade, links polygonaler Eckturm mit Haube und Treppenhaus, aufwendige Eingangszone mit gesprengtem Giebel, rechts zeltartiger Turmabschluss, Dachhäuschen, Kunststein-Fenstereinfassungen, Fenster neu. | 09256530 |
| Direkt Bild zu diesem Denkmal hochladen | Villa mit Einfriedung | Koburger Straße 60 (Karte)                                        | 1897 | Repräsentativer Putzbau im Landhausstil mit ornamentalem Blendfachwerk, ortsentwicklungs- und baugeschichtliche Bedeutung. Bruchsteinsockel, Putzfassade, Fachwerk im Dachbereich, rechts Eckrisalit mit Fachwerkgiebel, Balkon und aufwendiger Holzkonstruktion des Daches, Balkon mit Holzdach, zwei Gauben, Klinkereinfassung um die Fenster, weit vorkragendes Dach. Aus der Erbauungszeit: Fenster zum Teil alt, zum Teil Fensterläden, Kellergitter alt, geätzte Scheiben, Haustür. 1931–1933 Hitler und Himmler jeweils in der Erdgeschoss-Wohnung bei Leipzig-Aufenthalten (nach Auskunft des Mieters). Holzbalkon mit Krüppelwalmdach, Wintergarten und Fensterläden. | 09256531 |
| Direkt Bild zu diesem Denkmal hochladen | Hochschulgebäude (ehemals Ingenieurschule für Gastechnik und Hochschule für Technik, Wirtschaft und Kultur)                                                                   | Koburger Straße 62 (Karte)                                        | Um 1953 | Flachgedeckter Putzbau mit Eckquaderung und profilierten Fenstereinfassungen, auf der Südseite dreigeschossiger Kopfbau mit Treppenhaus, davor Eingangsvorbau in rustiziertem Natursteinmauerwerk, orts-, bildungs- und baugeschichtliche Bedeutung. Rustikasockel, Putzfassade mit Putzquaderung, profilierte Fenstereinfassungen aus Porphyr, Flachdach. Rechter Trakt: zwei Geschosse, 13 Achsen. Linker Trakt: drei Geschosse, vier Achsen, seitlicher vorgelagerter Haupteingang mit Rustika, Mittelrisalit mit Treppenhaus. | 09256532 |
| Direkt Bild zu diesem Denkmal hochladen | Mietshaus in geschlossener Bebauung | Koburger Straße 67 (Karte)                                        | 1904–1905 | In Ecklage Rosa-Luxemburg-Straße, repräsentativer Putz-Klinker-Bau in städtebaulich wichtiger Lage am Beginn der geschlossenen Mietsbebauung, ortsentwicklungs-, orts- und baugeschichtliche Bedeutung. Vier Geschosse, 5-1-8 Achsen, Erdgeschoss Putzfassade mit Putznutung, Obergeschosse Putz-Klinker-Fassade, Stock- und profiliertes Traufgesims, verputzte Erker mit einfacher Lisenengliederung, Kunststein-Fenstereinfassung (zum Teil mit Dreiecksgiebel und Stuckgliederung). Aus der Erbauungszeit: Haustür und Hoftür alt, Wand- und Bodenfliesen im Eingangsbereich, Stuckkehle und Stuckspiegel an Wänden, Treppenhaus, Wohnungstüren, Kellertür mit zwei dreigeschossigen Erkern auf geschweiften Konsolen, Putzgliederung im Erdgeschoss und Art-Deco-Innenausstattung. 1904/05 im Auftrag des Lithographen und Ortsvorstehers Immanuel Schmidt errichtetes Mietshaus, Entwurf und Ausführung durch Zimmermeister H. Plötner und Dachdeckermeister Richard Knuth, im Erdgeschoss früher die Gaststätte „Leuchtenburg“, zeitweise diente das Gebäude als Gautzscher Rathaus. Viergeschossiger Bau mit Mansarddach. Das heute zum großen Teil als Laden genutzte Erdgeschoss mit Putzquaderung, die Fenster- und Türöffnungen bogig geschlossen, Obergeschosse mit weißen Klinkern verkleidet, Rhythmisierung des Fassadenbildes durch drei Erker, diese verputzt und mit einfacher Lisenengliederung, einer dieser Erker, der ursprünglich durch einen oktogonalen Aufsatz mit geschweifter Haube und Laterne bekrönt war, dient der Betonung der verbrochenen Ecke, der Erker an der Koburger Straße einst mit Spitzhaube. Fenstereinfassungen teilweise mit geschweiften und geraden Verdachungen, in den Feldern der geschweiften Verdachungen Girlanden- und Kranzschmuck. Verschiedene Ausstattungselemente der Erbauungszeit: Haustür, Wand- und Bodenfliesen im Eingangsbereich, Stuckkehle und Stuckspiegel an Wänden, Treppenhaus und Wohnungstüren. Das Mietshaus, das stilistisch teilweise noch dem Späthistorismus verhaftet ist, aber auch zeittypischen Einflüsse des Jugendstils oder der Reformarchitektur zeigt, ist ein Zeugnis der baulichen Entwicklung von Gautzsch um 1900, die zu einer Verstädterung des einstigen Dorfes führte. Hierdurch erlangt das Gebäude ortsentwicklungsgeschichtliche Aussagekraft. Ortsgeschichtliche Bedeutung hat es hinsichtlich seiner zeitweiligen Rathaus-Funktion. Als typischer Vertreter der Mietshausarchitektur um 1905 ist es auch baugeschichtlich von Bedeutung. | 09256534 |
| Direkt Bild zu diesem Denkmal hochladen | Mietshaus in geschlossener Bebauung | Koburger Straße 69 (Karte)                                        | 1910–1911 | Putzbau im Reformstil um 1910/15 mit geometrisierender Putzgliederung, ortsentwicklungs- und baugeschichtliche Bedeutung. Drei Geschosse, ausgebautes Dachgeschoss, acht Achsen, Putzfassade, Putzspiegel zwischen erstem und zweitem Obergeschoss in den äußeren Fensterachsen, Lisenengliederung oberhalb des Erdgeschosses, Stockgesims, Eingang mit Putzaufbau, Fenster links im Dachgeschoss entstellend verändert, entstellender Ladeneinbau. Aus der Erbauungszeit: Haustür mit geschliffenen Scheiben, Innen nicht gesehen und repräsentativ gestaltetem Eingangsbereich mit Kunststeinportal und originaler Haustür mit geschliffenen Scheiben. Nach Plänen des Architekten Max Wiedemann erbautes Mietshaus, Ausführung durch Maurermeister Eduard Naumann. Wohl zunächst Spekulationsobjekt des Architekten Wiedemann, 1911 Eisenreich als Eigentümer genannt. Dreigeschossiger Bau mit ausgebautem Dach, Putzfassade mit ansprechendem, zeittypischem Stildekor, Obergeschosse durch Lisenen zusammengefasst, über den mittleren vier Achsen Zwerchhaus, dadurch Betonung der Mitte. Der Hauseingang mit aufwändiger Rahmung und bauzeitlicher Haustür (geschliffene Scheiben). Eine Hälfte des Erdgeschosses als Laden genutzt. Das Mietshaus verweist auf die bauliche Entwicklung von Gautzsch im frühen 20. Jahrhunderts, die durch eine bereits im späten 19. Jahrhundert einsetzende Verstädterung des einstigen Dorfes geprägt war. Es ist Teil einer aus dieser wichtigen Phase der Ortsgeschichte stammenden geschlossen erhaltenen Mietshauszeile. Unter diesen Aspekten hat es ortsentwicklungsgeschichtliche Aussagekraft. Als charakteristisches Beispiel des Mietshausbaues seiner Zeit ist es auch baugeschichtlich von Belang. | 09256535 |
| Direkt Bild zu diesem Denkmal hochladen | Mietshaus in geschlossener Bebauung | Koburger Straße 71 (Karte)                                        | 1911–1913 | Repräsentativer Putzbau im Reformstil um 1910/15, ortsentwicklungs- und baugeschichtliche Bedeutung. Drei Geschosse, ausgebautes Dachgeschoss, sechs Achsen, Putzfassade mit Putzgliederung (Stockgesims, profiliertes Traufgesims, im Erdgeschoss Inschrift „Albert Großmann“, Lisenen und Putzspiegel in den Obergeschossen), Eckrisalite mit Putzgliederung und geschweiften Blendgiebeln im zweiten Obergeschoss. Aus der Erbauungszeit: Haustür, Bodenfliesen im Eingangsbereich, Windfangtür, Treppenhaus, Wohnungstüren, Außentoiletten, Kellertür, Fenster zum Teil alt. Mit geschweiften Blendgiebeln, Putzgliederung und aufwendigem Eingangsbereich mit abgetrepptem und ornamentiertem Gewände und rundbogigem Oberlicht. Nach Plänen des Architekten Max Wiedemann errichtetes Mietshaus, Ausführung durch den Maurermeister Eduard Naumann. Dreigeschossiger Bau mit ausgebautem Dach. Putzfassade mit zurückhaltendem Putzdekor, vierachsiger Mittelteil durch dreiachsige, bis ins Dach aufsteigende Seitenrisalite flankiert, in den Obergeschossen der Risalite angedeutete Erker mit geschweiften Blendgiebeln als Abschluss, Ausstattungselemente. Aus der Erbauungszeit wie Haustür, Bodenfliesen im Eingangsbereich, Windfangtür, Treppenhaus und Wohnungstüren. Das Mietshaus dokumentiert die bauliche Entwicklung von Gautzsch im frühen 20. Jahrhunderts, die zu einer bereits im späten 19. Jahrhundert einsetzende Verstädterung des einstigen Dorfes führte. Es ist Teil einer aus dieser wichtigen Phase der Ortsgeschichte stammenden geschlossen erhaltenen Mietshauszeile. Unter diesen Gesichtspunkten hat es ortsentwicklungsgeschichtliche Aussagekraft. Als überzeugender Vertreter der Mietshausarchitektur im frühen 20. Jahrhundert ist es auch baugeschichtlich von Bedeutung. | 09256536 |
| Direkt Bild zu diesem Denkmal hochladen | Mietshaus in geschlossener Bebauung | Koburger Straße 73 (Karte)                                        | 1908 | Putzbau mit geschweiftem Giebel, ortsentwicklungs- und baugeschichtliche Bedeutung. Mit Tordurchfahrt, drei Geschosse, ausgebautes Dachgeschoss, acht Achsen, Putzfassade, Stockgesims, Obergeschosse Putzgliederung (Lisenen, Stuckfelder mit Kränzen und Vorhangmotiv zwischen erstem und zweitem Obergeschoss), Kunststein-Fenstereinfassungen, Mittelbetonung durch geschweiftem Giebel über vier Achsen. Aus der Erbauungszeit: Tore der Tordurchfahrt, Treppenhaus, Wohnungstüren, Außentoiletten, Kellertür, Fenster zum Teil alt umlaufenden Lisenen, Putzspiegeln mit Stuckgliederung und Blendbalustraden. Durch den ortsansässigen Baumeister Gustav Hempel errichtetes Mietshaus, Bauherr war der Schlossermeister Illing. Dreigeschossiger Bau mit Mansarddach. Die achtachsige Fassade verputzt und mit zeittypischen Schmuckformen verziert: Lisenenrahmungen, Stuckfelder mit Tuchgehängen und Blattgirlanden in den Brüstungsfeldern des ersten Obergeschosses Blendbaluster. Betonung der Mitte durch geschweiftem Giebel über vier Achsen. Seitliche Tordurchfahrt, daneben Laden. Ausstattungselemente. Aus der Erbauungszeit wie Treppenhaus und Wohnungstüren. Das Mietshaus ist ein Dokument der örtlichen Bauentwicklung im frühen 20. Jahrhundert, die durch eine bereits vor 1900 einsetzende Verstädterung des einstigen Dorfes Gautzsch gekennzeichnet war. Eine Rolle spielt hierbei auch seine Zugehörigkeit zu einer aus dieser wichtigen Phase der Ortsgeschichte stammenden geschlossen erhaltenen Mietshauszeile. Hierdurch erlangt das Gebäude ortsentwicklungsgeschichtliche Aussagekraft. Als typisches Beispiel der Baumeisterarchitektur um 1910 verkörpert es zudem einen baugeschichtlichen Zeugniswert. | 09256537 |
| Direkt Bild zu diesem Denkmal hochladen | Mietshaus in geschlossener Bebauung | Koburger Straße 75 (Karte)                                        | 1898 | Späthistoristischer Bau mit in Putz und Klinker ausgeführter Fassade, ortsentwicklungsgeschichtliche Bedeutung. - Miethaus: Mit Laden und Tordurchfahrt, drei Geschosse, acht Achsen, ausgebautes Dachgeschoss, Klinkersockel, Erdgeschoss verputzt, Putz-Klinker-Fassade, verputzte Seitenrisalite mit über zwei Fensterachsen fassenden Dreiecksgiebeln im ersten Obergeschoss, einfache profilierte Fensterrahmung. Aus der Erbauungszeit: Tordurchfahrt, Bodenfliesen, Schablonenmalerei, Wandmalerei in der Tordurchfahrt, Haustür, Treppenhaus, Wohnungstüren, Außentoiletten, Kellertür, Schablonenmalerei im Treppenhaus. - Hinterhaus: zwei Geschosse, verputzter Klinker, Fenster alt, Tür und Ladeluke original Entwurf und Ausführung durch den ortsansässigen Baumeister Gustav Hempel. Dreigeschossiger Bau mit ausgebautem Mansarddach, Klinkersockel, weitgehend symmetrisch gegliederte Fassade mit zwei Seitenrisaliten, diese verputzt, mittlerer Fassadenabschnitt in den Obergeschossen mit gelben Klinkern verkleidet. Das erste Obergeschoss durch Fensterverdachungen etwas hervorgehoben. Toreinfahrt rundbogig geschlossen, im Innern bauzeitliche Ausstattungselemente wie Bodenfliesen und Schablonenmalerei (diese erneuert). Das Mietshaus ist ein Dokument der örtlichen Bauentwicklung um 1900, die zur Verstädterung des einstigen Dorfes Gautzsch führte. Hierin liegt der ortsentwicklungsgeschichtliche Aussagewert des Gebäudes. Es verweist zudem auf das Bauschaffen des ortsansässigen Baumeisters Hempel, der in der örtlichen Bautätigkeit jener Zeit eine wichtige Rolle spielte. | 09256538 |
| Direkt Bild zu diesem Denkmal hochladen | Mietshaus in geschlossener Bebauung | Koburger Straße 77 (Karte)                                        | 1897–1898 | Späthistoristischer Putzbau mit Fachwerkgiebel, ortsentwicklungs- und baugeschichtliche Bedeutung. Mit Tordurchfahrt und Laden, drei Geschosse, acht Achsen, entstellender Dachausbau auf der linken Seite, Putzfassade, im Erdgeschoss mit Putznutung und entstellendem Ladeneinbau, profiliertes Stock- und Traufgesims, Putzspiegel zwischen erstem und zweitem Obergeschoss, Mittelrisalit über vier Achsen, im ersten Obergeschoss mit Dreiecksgiebeln, Fachwerkgiebel, profilierte Fenstereinfassungen. Aus der Erbauungszeit: Tordurchfahrt, Haustür, Treppenhaus, Wohnungstüren, Außentoiletten, Kellertür. Das Mietshaus entstand im Auftrag für B. Leube, für den Entwurf und die Ausführung war der ortsansässige Baumeister Gustav Hempel verantwortlich. Es handelt sich um einen dreigeschossigen Bau mit Satteldach und Putzfassade. Betonung der Mitte durch leicht vortretenden, vierachsigen Risalit, als oberer Abschluss malerischer Giebel mit Zierfachwerk. Horizontale Gliederung durch Geschoss- bzw. Sohlbankgesimse, Erdgeschoss mit Putznutung und seitlich gelegenem, rundbogigem Torzugang, daneben moderner Laden. Die Fenster der Obergeschosse mit typischen Rahmungen und Verdachungen der einfachen Mietshausarchitektur des Späthistorismus. Durch die etwas aufwändigeren Verdachungen an den Fenstern im ersten Obergeschoss des Mittelrisalits wird der Mittenbetonung zusätzlich Rechnung getragen. Der einseitige, entstellende Dachausbau wohl aus DDR-Zeiten. Aus der Erbauungszeit verschiedene Ausstattungselemente wie Haustür, Treppenhaus und Wohnungstüren erhalten. Das Mietshaus ist ein Dokument der örtlichen Bauentwicklung um 1900, die zur Verstädterung des einstigen Dorfes Gautzsch führte. Hierin liegt der ortsentwicklungsgeschichtliche Aussagewert des Gebäudes. Es verweist auch auf die Tätigkeit des ortsansässigen Baumeisters Hempel, der das damalige Baugeschehen wesentlich mitbestimmte. Als typischer Vertreter der Mietshausarchitektur im vorstädtischen Rahmen ist das Objekt auch baugeschichtlich von Belang. | 09256539 |
| Direkt Bild zu diesem Denkmal hochladen | Mietshaus in offener Bebauung | Koburger Straße 80 (Karte)                                        | 1907 | Gut gestalteter Putzbau unter Einfluss des zeittypischen Reformstils, ortsentwicklungs- und baugeschichtliche Bedeutung. Mit Laden und Tordurchfahrt, drei Geschosse, acht Achsen, ausgebautes Dachgeschoss, Klinkersockel, Putzfassade mit Putzgliederung, Erdgeschoss mit Putznutung, mittlere vier Achsen im Obergeschoss vorkragend, Stockgesims, Fenster alt, Ladeneinbau neuer, innen nicht gesehen. Im Auftrag des Fleischermeisters L. Sasse errichtetes Mietshaus, Entwurf und Ausführung durch Maurermeister Gustav Hempel. Dreigeschossiger Bau mit Mansarddach, Fassade über Klinkersockel verputzt, Erdgeschoss mit Putznutung, in den Obergeschossen die mittleren vier Achsen als Risalit hervortretend, sparsame akzentuierende Putzgliederungen: Blendbögen, Lisenen, runde Putzspiegel, einfache, zurückspringende Fensterrahmungen. Verbretterte Dachgaupen mit geschweiften Abschlüssen. Laden und Tordurchfahrt jeweils an einer Seite angeordnet. Das gut gestaltete Mietshaus ist ein Zeugnis der örtlichen Bauentwicklung im frühen 20. Jahrhundert, die durch eine bereits vor 1900 einsetzende Verstädterung des einstigen Dorfes Gautzsch geprägt war. Daraus leitet sich der ortsentwicklungsgeschichtliche Aussagewert des Gebäudes ab. Zudem dokumentiert es das Bauschaffen des ortsansässigen Baumeisters, der im damaligen lokalen Baugeschehen eine wichtige Rolle spielte. Als Beispiel des Mietshausbaues um 1910 mit den typischen Merkmalen der Baugesinnung jener Zeit, die von einer bewussten Abkehr von den historisierenden Bauformen geprägt war, ist es auch baugeschichtlich von Belang. | 09256542 |
| Direkt Bild zu diesem Denkmal hochladen | Wohnhaus in offener Bebauung | Koburger Straße 82 (Karte)                                        | Um 1830 | Mit späterem Ladeneinbau, traufständiger Putzbau mit Krüppelwalmdach, Fachwerkobergeschoss, ortsgeschichtliche Bedeutung. Zwei Geschosse, fünf Achsen, Krüppelwalmdach, traufständig, dicke Wände (wohl Lehm), Ladeneinbau um 1900, originale Fenstergliederung, zum Teil Fenstereinfassungen in Holz, gehört wie Koburger Straße 78 zur 1. Bebauungsphase. Das zweigeschossige, traufständige Wohnhaus mit Krüppelwalmdach wurde seiner Bauform nach um 1830 errichtet. Über dem massiven Erdgeschoss erhebt sich ein Fachwerkobergeschoss wie an der Fensteraufteilung und der geringen Wandtiefe erkennbar ist. Die Fenster des Erdgeschosses teilweise mit Holzeinfassungen. Der Einbau des kleinen Ladens erfolgte um 1900. Das Gebäude ist eines der wenigen im historischen Bestand erhaltenen Zeugnisse der Ortskernbebauung von Gautzsch aus vorindustrieller Zeit. Es dokumentiert die hiesigen Wohn- und Lebensverhältnisse in der ersten Hälfte des 19. Jahrhunderts, als Gautzsch noch dörflich geprägt war. Hierdurch erlangt das Objekt ortsgeschichtliche Bedeutung. In der Zusammenschau mit den benachbarten Mietshäusern wird die Gautzscher Entwicklung vom Dorf zum städtischen Vorort hier besonders anschaulich nachvollziehbar. | 09256543 |
| Direkt Bild zu diesem Denkmal hochladen | Mietshaus in halboffener Bebauung | Koburger Straße 83 (Karte)                                        | 1924–1926 | Putzbau in den typischen, vom Art déco geprägten Formen der 1920er Jahre, ortsentwicklungs- und baugeschichtliche Bedeutung. Mit Tordurchfahrt, drei Geschosse, acht Achsen, ausgebautes Dachgeschoss, Mittelachse durch Giebel betont, zwei Risalite mit Putzgliederung (Putznutung im Erdgeschoss), Putzfassade, profiliertes Stock- und Traufgesims. Aus der Erbauungszeit: zwei Tore der Tordurchfahrt, Haustür alt, Treppenhaus, Wohnungstüren, Kellertür. Gliederung der dreigeschossigen Vorbauten und Zwerchhaus mit Dreiecksgiebel. 1924–1926 nach Plänen des Leipziger Architekten Willy Dietze, Ausführung durch den Baumeister Gustav Hempel. Eigentümer war der Kohlenhändler O. Krug. Dreigeschossiger Bau mit Mansarddach, symmetrisch aufgeteilte Putzfassade, horizontale Gliederung durch Gesimse und farbig abgesetzten Streifen im Brüstungsbereich des zweiten Obergeschosses, als Gegengewicht dazu die beiden erkerartigen, zweiachsigen Vorsprünge, die zusätzlich durch Putznutung in Erdgeschoss und die konkav geschwungenen Brüstungen der Obergeschossfenster hervorgehoben sind. Der Dachbereich im Gegensatz zur Fassade durch Zwerchhaus mittenbetont. Die Toreinfahrt liegt seitlich. Bauzeitliche Ausstattungselemente wie Treppenhaus und Wohnungstüren erhalten. Das Gebäude ist ein Zeugnis der örtlichen Bauentwicklung im ersten Viertel des 20. Jahrhunderts, die zu einer tiefgreifenden Wandlung im Erscheinungsbild des ehem. Dorfes Gautzsch führte. Es zeigt, wie die Mietshausbebauung über die Boomjahre um 1900 hinaus punktuell fortgeführt wurde. Das Gebäude passt sich dem vorhandenen, etwas älteren Baubestand an, zeigt dabei allerdings durchaus zeitbezogen. Unter diesem Aspekt verkörpert es einen ortsentwicklungsgeschichtlichen Aussagewert. Als überzeugendes Beispiel des Miethausbaus der 1920er Jahre ist es auch baugeschichtlich von Bedeutung. | 09256544 |
| Direkt Bild zu diesem Denkmal hochladen | Mietshaus in halboffener Bebauung | Koburger Straße 84 (Karte)                                        | 1911–1912, bezeichnet mit 1911                                                                                             | Repräsentativer Putzbau im Reformstil um 1910/15, ortsentwicklungs- und baugeschichtliche Bedeutung. Mit Tordurchfahrt und Laden, drei Geschosse, vier Achsen, ausgebautes Dachgeschoss, Klinkersockel, Putzfassade, Stock- und Traufgesims, im Obergeschoss mit Putzgliederung, mittlere Achsen betont durch Giebel mit Klötzchenfries. Im Erdgeschoss Inschrift „Erbaut 1911 Albin Marquardt Architekt“. Aus der Erbauungszeit: 2 Tore der Tordurchfahrt, Bodenfliesen in der Tordurchfahrt. Innen nicht gesehen. Denkmalbegründung: Pilaster und Blendgiebel in den Obergeschossen und breites rundbogiges Zwerchhaus. Der Entwurf stammte von dem Baumeister Albin Marquardt. Ausführung durch den ortsansässigen Baumeister Gustav Hempel. Auftraggeber war der Bäckermeister Emil Dieke. Dreigeschossiger Bau mit reicher Putzfassade und Mansarddach. Erdgeschoss mit Putznutung, die Obergeschosse durch flache Pilaster zusammengefasst, die gleichsam das Traufgesims als „Gebälk“ tragen. Dachansicht durch großes Zwerchhaus mit Segmentgiebel geprägt. Auffällig die Zweiergruppierung der Fenster, die durch die Giebelverdachungen im ersten Obergeschossdiese besonders hervorgehoben ist. Zeit- und stiltypisch der sehr zurückhaltende Detailschmuck. Erdgeschoss mit ehemaligem Bäckerladen und seitlich gelegener Einfahrt. Das ansprechend gestaltete Mietshaus ist ein Zeugnis der örtlichen Bauentwicklung im frühen 20. Jahrhundert, die durch eine bereits vor 1900 einsetzende Verstädterung des einstigen Dorfes Gautzsch geprägt war. Hierdurch erlangt das Gebäude ortsentwicklungsgeschichtliche Aussagekraft. Als überzeugendes Beispiel des Mietshausbaues um 1910/1915 ist es auch baugeschichtlich von Bedeutung. | 09256546 |
| Direkt Bild zu diesem Denkmal hochladen | Mietshaus in halboffener Bebauung | Koburger Straße 85 (Karte)                                        | 1900 | Putz-Klinker-Fassade in späthistoristischen Formen, ortsentwicklungs- und baugeschichtliche Bedeutung. Drei Geschosse, fünf Achsen, ausgebautes Dachgeschoss, Sockel- und Erdgeschoss verputzt, im Obergeschoss geschweifter Giebel über die vier rechten Achsen, Klinker mit Kunststeingliederung (Pilaster, Fensterverdachungen, profilierte Fenstereinfassungen). Fenster zum Teil alt. Erdgeschoss mit entstellendem Ladeneinbau renoviert. Entwurf und Ausführung Baumeister Gustav Hempel, Bauherrschaft Familie Schmordte. Dreigeschossiger Bau mit Mansarddach. Erdgeschoss verputzt (mit rekonstruierter Nutung), Obergeschosse mit hellen Klinkern verkleidet, pilasterartige Putzstreifen als seitliche Einfassung, Fenster im ersten Obergeschoss mit kräftigen Kunststeinverdachungen, prägend für die Straßenansicht der renaissancistische Schweifgiebel, der dem Gebäude einen gewissen malerischen Reiz verleiht. Das Mietshaus dokumentiert den im späten 19. Jahrhundert einsetzenden städtischen Ausbau des ehem. Dorfes Gautzsch. Hierdurch erlangt es ortsentwicklungsgeschichtliche Aussagekraft. Zudem verweist es auf das Schaffen des ortsansässigen Baumeisters Hempel, der in der damaligen örtlichen Bauentwicklung eine wesentliche Rolle einnahm. Als charakteristisches Beispiel des späthistoristischen Mietshausbaus im vorstädtischen Rahmen ist das Objekt auch baugeschichtlich von Belang. | 09256545 |
| Direkt Bild zu diesem Denkmal hochladen | Mietshaus in halboffener Bebauung | Koburger Straße 86 (Karte)                                        | 1890–1891 | Putzbau in historistischen Formen, ortsentwicklungsgeschichtliche Bedeutung. Drei Geschosse, vier Achsen, ausgebautes Dachgeschoss, Putzfassade, im Erdgeschoss mit Putznutung, Eckrisalit mit Eckquaderung, Stockgesims, Traufgesims mit Putzkonsolen, profilierte Fensterkunststeineinfassungen, im ersten Obergeschoss mit Fensterverdachungen. Aus der Erbauungszeit: Haustür alt, Wohnungstüren, Treppenhaus, Ladeneinbau original. Saal zwischenzeitlich Kino, Sporthalle. | 09256547 |
| Direkt Bild zu diesem Denkmal hochladen | Mietshaus in halboffener Bebauung | Koburger Straße 87 (Karte)                                        | 1899 | In Ecklage Rathausstraße, aufwändige Putz-Klinker-Fassade in den charakteristischen Formen des Späthistorismus, Kunststein- und Stuckelemente, entsprechend der exponierten, straßenbildprägenden Lage erhöhter Eckrisalit mit Turmaufsatz, ortsentwicklungs- und baugeschichtliche Bedeutung. Drei Geschosse, 6-1-5 Achsen, ausgebautes Dachgeschoss, zwei Eckrisalite mit Giebel, erhöhter Eckrisalit mit turmartigen polygonalem Aufbau, Klinkersockel, im Erdgeschoss Putzfassade, im Obergeschoss Klinker mit Kunststeingliederung, Fensterverdachungen, Stockgesims, Traufgesims mit Putzkonsolen. Aus der Erbauungszeit: Bodenfliesen im Eingangsbereich, Haustür, Treppenhaus, Wohnungstüren, Außentoiletten, Kellertür. | 09256548 |
| Direkt Bild zu diesem Denkmal hochladen | Mietvilla mit Einfriedung (Villa Hempel) | Koburger Straße 96 (Karte)                                        | 1900–1901 | In Ecklage August-Bebel-Straße, repräsentativer Putzbau im Landhausstil mit Blendfachwerk, ortsentwicklungs- und baugeschichtliche Bedeutung. Das Nachbarhaus Koburger Straße 98 war ursprünglich gespiegeltes Gegenstück, so dass beide „Turmhäuser“ fast wie eine Torhaussituation in die August-Bebel-Straße wirken, Architekt und Bauausführender war Teichmann, B. 1906 für Hugo Hauschild turmartigem Eckrisalit und Wintergarten mit farbigen Fensterscheiben und Jalousieblenden, verputztes Nebengebäude und schmiedeeiserner Zaun. - Mietshaus: Drei Geschosse, ausgebauter Dachstuhl, Bruchsteinsockel, Putzfassade mit einfacher Putzgliederung (z. B. Putzritzung an Fenstern), im zweiten Obergeschoss und Dachgeschoss teilweise Fachwerk, polygonaler Eckerker, Eckrisalit, hölzerner Wintergarten mit farbigen Fensterscheiben und Jalousieblenden, Stockgesimse, Traufgesims, profilierte Fenstersohlbänke. Aus der Erbauungszeit: Haustür, Bodenfliesen und Wandpaleele im Eingangsbereich, Innen nicht gesehen. - Nebengebäude: ein Geschoss, Klinkersockel, Putzfassade - Einfriedung: Klinkersockel, schmiedeeisernes Gitter 1900/01 durch Gustav Hempel im eigenen Auftrag errichtete Mietvilla. Dreigeschossiger, malerisch durchgliederter Bau mit ausgebautem Walmdach. Die Fassaden über Bruchsteinsockel verputzt, zurückhaltende Putzgliederungen und profilierte Fensterbänke in Stein. Betonung der Südostecke durch turmartig überhöhten Erker mit geschweifter Haube und Laterne, der Erker im oberen Teil wie der Traufbereich und die Giebel der Fassadenvorlagen mit Blendfachwerk bereichert. An den Außenseiten der Fassaden durch alle drei Geschosse hölzerne Wintergärten. Bauzeitliche Ausstattung wie Haustür, Bodenfliesen und Wandpaneele im Eingangsbereich erhalten. Schmiedeeiserne Einfriedung (erneuert). Die Mietvilla ist ein Dokument für die Bauentwicklung von Gautzsch um 1900, die vom Bestreben nach einem städtischen Ausbau des einstigen Dorfes gekennzeichnet war. Damit verkörpert das Objekt einen ortsentwicklungsgeschichtlichen Aussagewert. Der anspruchsvoll gestaltete Bau gehört zu mehreren gleichartigen Gebäuden an der Koburger Straße, die gleichsam ein Bindeglied zwischen der damals entstandenen Villenkolonie westlich der Straße und den von städtischer Mietshausbebauung geprägten östlichen Gebieten bilden. Als ehemaliges Wohnhaus von Gustav Hempel ist es auch ein wichtiges Zeugnis für das Leben und Schaffen dieses Baumeisters, der im örtlichen Baugeschehen jener Zeit eine große Bedeutung hatte. Als markantes Beispiel der gehobenen Wohnarchitektur um 1900 ist außerdem baugeschichtlich von Belang. | 09256435 |
| Direkt Bild zu diesem Denkmal hochladen | Doppelmietshaus in offener Bebauung mit Einfriedung | Koburger Straße 100, 102 (Karte)                                  | 1901 | Repräsentativer Putzbau in reichen Jugendstilformen, Mittelrisalit mit Kartuschenschmuck im Giebelfeld, Einfriedung gemauerte Pfosten und schmiedeeiserne Gitter, ortsentwicklungs- und baugeschichtliche Bedeutung. Drei Geschosse, sechs Achsen, ausgebautes Dachgeschoss, roter Klinkersockel, Putzfassade mit Putzgliederung, zweiachsiger Mittelrisalit, Kunststeineinfassung um die Fenster, im Erdgeschoss Rund- und Flachbogenfenster, darüber Putzspiegel mit Kartuschen (zum Teil mit Köpfen). Im geschweiftem Giebel Kartuschen, Traufgesims, Walmdach mit neuen Gauben, seitlich überdachter Eingang, Fenster zum Teil alt, im Mittelrisaliten im Obergeschoss entstellend verändert. Aus der Erbauungszeit: Haustür, Bodenfliesen im Eingangsbereich, Wohnungstüren, Kellertür. Jugendstil. Einfriedung: verputzter Klinker mit schmiedeeisernem Gitter im Jugendstil. Ruinös. Bei 102 ist ein Torflügel erhalten. | 09256487 |
| Direkt Bild zu diesem Denkmal hochladen | Mietshaus in offener Bebauung | Koburger Straße 104 (Karte)                                       | 1909–1910 | Stattlicher Putzbau, gestaltet im Sinne des Reformstils um 1910, ortsentwicklungs- und baugeschichtliche Bedeutung. Putzbau, hohes Walmdach mit Dachhäusern und Dachgauben, Äußeres und Inneres weitgehend im Originalzustand. | 09259408 |
| Direkt Bild zu diesem Denkmal hochladen | Mietshaus in geschlossener Bebauung konzipiert | Koburger Straße 105 (Karte)                                       | 1908 | Putzbau mit stilisiertem Putzdekor, ortsentwicklungsgeschichtliche Bedeutung. Mit Tordurchfahrt und Laden, vier Geschosse, acht Achsen, Putzfassade mit Putzgliederung, Erdgeschoss Rustika und Putzspiegel unter Fenstern, Obergeschoss Putzgliederung im Fensterbereich, Stock- und Traufgesims, Fenster zum Teil alt, entstellende Ladeneinbauten. Aus der Erbauungszeit: Schablonenmalerei in der Tordurchfahrt, Haustür, Treppenhaus, Wohnungstüren, Außentoiletten, Kellertür. Im Hof Schlachthaus für Schweine, 1920 chemisches Labor der Sanopharma GmbH. | 09256436 |
| Weitere Bilder                          | Kilometerstein | Koburger Straße 106 (vor) (Karte)                                 | 1875 | Streckenmarkierungsstein, typische Ausführung in Sandstein mit oben abgerundetem Abschluss, verkehrsgeschichtlich von Bedeutung. Sandstein, oben abgerundet, ca. 50 cm hoch, Inschrift „4.000 km“. | 09256641 |
|                                         | Mietshaus (mit Gaststätte „Zum weißen Stern“) in offener Bebauung, mit Einfriedung                                                                                            | Koburger Straße 111 (Karte)                                       | 1900–1901 | In Ecklage August-Bebel-Straße, pittoreskes, straßenbildprägendes Erscheinungsbild durch reiche Putz-Klinker-Fassade in späthistoristischen und Jugendstilformen, Eckerker mit Türmchen, Giebel mit Blendfachwerk, in der Gaststätte Jugendstilausstattung, schmiedeeiserne Einfriedung, orts- und baugeschichtliche Bedeutung. Mit Tordurchfahrt, vier Geschosse, 8-1-7 Achsen, Erdgeschoss Putzfassade mit Putzgliederung (Putznutung und ornamentaler Stuck), Obergeschosse Putz-Klinker-Fassade, profiliertes Stockgesims, Traufgesims mit Holzknaggen, Eckerker auf Konsolen (im dritten Obergeschoss verändert: ursprünglich Fachwerk mit darüber liegendem Fachwerktürmchen), Eckrisaliten mit Eckquaderung und Fachwerk im dritten Obergeschoss und im Giebel, profilierte Kunststein-Fenstereinfassungen, Fenstereinfassungen auf Konsolen in den Obergeschossen, Datierung nach der Literatur. Aus der Erbauungszeit: Tore der Tordurchfahrt, Treppenhaus, Wohnungstüren, Außentoiletten, Kellertür, geätzte Fenster im Treppenhaus, Fenster zum Teil alt. Jugendstil-Ausstattung der Gaststube: Wandpaneele, Deckenstuck, bleiverglaste farbige Fenster. Einfriedung: schmiedeeisernes Gitter, Pfosten mit Putzgliederung. | 09256434 |
|                                         | Doppelwohnhaus (Kregelstraße 1 und Sebastian-Bach-Straße 13) in offener Bebauung in Ecklage                                                                                   | Kregelstraße 1 (Sebastian-Bach-Straße 13) (Karte)                 | Um 1900 | Putzbau im Landhausstil mit Blendfachwerk, Klinkergliederung, Wintergärten in Holzkonstruktion, ortsentwicklungs- und baugeschichtliche Bedeutung. Zwei Geschosse, Klinkersockel, Putzfassade mit Klinkergliederung, Fachwerkgiebel, weit vorkragendes Dach auf geschnitzten Stützen, entstellender Anbau, Eingangsvordach auf geschnitzten Knaggen, Haustür alt. Denkmal wegen der Ecklage und weil es die Doppelhaushälfte zu Sebastian-Bach-Straße 13 bildet. Flach gedeckter Eckrisalit (entstellend, aber vermutlich original), Fachwerkgiebel, Wintergarten mit Fachwerkverblendung, weitvorkragendes Dach auf geschnitzten Stützen, „Landhausstil“. Bildet eine Einheit (Doppelhaus) mit Kregelstraße 1. | 09256479 |
|                                         | Doppelwohnhaus in offener Bebauung | Kregelstraße 7, 9 (Karte)                                         | 1899 | Putzbau im Landhausstil mit Holzverblendung und Klinkergliederung, ortsentwicklungs- und baugeschichtliche Bedeutung. Achsensymmetrischer Fassadenaufriss, Putzfassade mit Klinkergliederung, Eckrisalit mit Holzverblendetem Giebel, im Giebel Fenster mit geschnitzter Einfassung, „Landhausstil“. - Haus Nr 7: Fenster alt und ein Fensterladen - Haus Nr 9: Fenster neu, neuer hölzerner Vorbau (Vorbau kein Denkmal) Die durch den Zusammenschluss mehrerer südlich von Leipzig gelegener Dörfer entstandene Stadt Markkleeberg weist zu einem beachtlichen Teil vornehme Wohngebiete mit offener Bebauung auf. Das Doppelwohnhaus Kregelstraße 7/9 gehört zu einem solchen im späten 19. Jahrhundert erschlossenen Bereich. Es entstand 1899 nach dem Entwurf des Architekten Anton Käppler, der in Leipzig zahlreiche Wohnbauten und die katholische Liebfrauenkirche errichtet hat. Auftraggeber war der Leipziger Spar- und Bauverein. Das zweigeschossige Gebäude ist über einem H-förmigen Grundriss errichtet. Einfach und klar ist die Gliederung und Dekoration des Bauwerkes. Ziegelstreifen zur Rahmung der Seitenrisalite und Fensterbögen heben sich wirkungsvoll von den glatt verputzten Mauerflächen ab. Etwas aufwändiger sind die verbretterten Giebel mit ihren Fenstern und die Verdachungen der Hauseingänge ausgeschmückt. Hier findet man die im Holzbau jener Zeit typischen Sägeformen (Fensterrahmungen, Sparrenenden). Die Giebel trugen einst als Bekrönung speerartige Spitzen. In jeder Haushälfte war, nach den Bauzeichnungen zu urteilen, offenbar nur eine Wohnung enthalten, die sich auf beide Geschosse erstreckte. Das Doppelwohnhaus ist Zeugnis der baulichen Entwicklung Markkleebergs bzw. des einst noch selbständigen Dorfes Gautzsch um 1900. Baugeschichtlichen Aussagewert hat es hinsichtlich der überzeugenden architektonischen Umsetzung einer zeittypischen Bauaufgabe. Womit es zugleich auch auf das Schaffen des für Leipzig wichtigen Architekten Anton Käppler verweist. | 09256482 |
| Direkt Bild zu diesem Denkmal hochladen | Doppelwohnhaus in offener Bebauung | Kregelstraße 8, 10 (Karte)                                        | Um 1900 | Putzbau im Landhausstil mit einfacher Gliederung und bewegter Dachlandschaft, Giebel mit Blendfachwerk, Vordächer der Hauseingänge in Holzkonstruktion, ortsentwicklungs- und baugeschichtliche Bedeutung 2 Geschosse, Putzsockel mit Klinkergliederung, Putzfassade, 1. Obergeschoss und Dachgeschoss Fachwerkerker auf geschnitzten Konsolen mit Krüppelwalmgiebel auf geschnitzten Knaggen, Kunststeinfenstereinfassungen, Klinkergesims, seitlich ein Krüppelwalmdach auf geschnitzten Stützen. Haus Nr. 8: neue Kunststofffenster (breite Profile ohne Fensterkreuze), unvollständige Fachwerkverblendung. Haus Nr. 10 Dach neu, neue Kunststofffenster (schmale Profile und mit Fensterkreuz). | 09256481 |
| Direkt Bild zu diesem Denkmal hochladen | Mietshaus in geschlossener Bebauung (bauliche Einheit mit Nr. 3) | Lauersche Straße 1 (Karte)                                        | 1901–1902 | Putz-Klinker-Fassade mit gesprengtem Blendgiebel am Seitenrisalit und Ausstattung aus der Erbauungszeit, bau- und ortsentwicklungsgeschichtliche Bedeutung. Mit Tordurchfahrt, drei Geschosse, ausgebautes Dachgeschoss, sechs Achsen, Erdgeschoss und Sockel Putzfassade, Obergeschosse Putz-Klinker-Fassade, profilierte Stock- und Traufgesimse, Fenstereinfassungen Obergeschosse Kunststein, 1. Obergeschoss Fensterverdachungen, Eckerker mit gesprengtem Giebel, vgl. Lauersche Straße 3 (sehr ähnlich, bei Nummer 1 fehlt jedoch Stuck über Fenstern). Aus der Erbauungszeit: Tor der Tordurchfahrt, Haustür, Treppenhaus, Wohnungstüren, Außentoiletten, Kellertür, geätzte Scheiben im Treppenhaus. Am 13. November 1900 stellte der Maurermeister Friedrich August Marx den Antrag zur Errichtung zweier Mietshäuser in Art eines Doppelwohnhauses mit Nebengebäuden (betrifft Lauersche Straße 1 und 3). Der Bauplatz befindet sich in der Nähe zum Schlossbereich des damals noch selbständigen Dorfes Gautzsch. Die Ausführung erfolgte 1901/1902. Die dreigeschossigen Bauten haben ein verputztes, durch Nutung gegliedertes Erdgeschoss. Die Obergeschosse mit Klinkern verkleidet. Rhythmisierung der Fassade durch erkerartige, von Staffelgiebeln bekrönte Vorlagen und Zusammenfassung von Fenstern zu Zweiergruppen. Dieser Aufteilung entsprechen auch die Dachhäuschen und Lukarnen. Das reiche Fassadenbild resultiert vor allem aus der Materialvielfalt (rote und gelbe Klinker, Kunststeinelemente, Putzpartien, Stuckschmuck, Holz- und Zinkteile an den Dachaufbauten). Hinzuweisen ist auch auf die Erhaltung originaler Ausstattung in den Treppenhäusern. Das Doppelhaus ist ein typisches Beispiel der Mietshausarchitektur um 1900. Gerade bei Bauten, die auf eigene Pläne von Maurermeistern zurückgehen, ist die späthistoristische, eklektizistische Gestaltung, gemischt mit Jugendstilelementen, charakteristisch. Es zeugt außerdem davon, wie sich städtische Bauformen in den südlich von Leipzig gelegenen Dörfern ausbreiteten und deren Charakter in der Folge wesentlich veränderten. Hierdurch erlangt das Doppelwohnhaus bau- und ortsentwicklungsgeschichtliche Bedeutung. | 09256423 |
| Direkt Bild zu diesem Denkmal hochladen | Mietshaus in halboffener Bebauung (bauliche Einheit mit Nr. 1) | Lauersche Straße 3 (Karte)                                        | 1901–1902 | Gut erhaltene Putz-Klinker-Fassade mit gesprengtem Blendgiebel und reichem Stuck, bau- und ortsentwicklungsgeschichtliche Bedeutung. Drei Geschosse, ausgebautes Dachgeschoss, sechs Achsen, Klinkersockel, Erdgeschoss Putzfassade mit Putznutung, Obergeschosse Putz-Klinker-Fassade mit Stuck über Fenstern, Mittelerker mit gesprengtem Giebel, unter Erker Konsolen (eine davon mit Stuck-Löwenkopf), profiliertes Stock- und Traufgesims, Inschrift „Decorations- und Schildermalerei Otto Grosze Möbel lakieren Tapezieren“, Rückseite: Putzritzung, Fassade vgl. Lauersche Straße 1. Aus der Erbauungszeit: Haustür alt, Treppenhaus, Wohnungstüren, Außentoiletten, Kellertür, geätzte Fensterscheiben im Treppenhaus. Am 13. November 1900 stellte der Maurermeister Friedrich August Marx den Antrag zur Errichtung zweier Mietshäuser in Art eines Doppelwohnhauses mit Nebengebäuden (betrifft Lauersche Straße 1 und 3). Der Bauplatz befindet sich in der Nähe zum Schlossbereich des damals noch selbständigen Dorfes Gautzsch. Die Ausführung erfolgte 1901/02. Die dreigeschossigen Bauten haben ein verputztes, durch Nutung gegliedertes Erdgeschoss. Die Obergeschosse mit Klinkern verkleidet. Rhythmisierung der Fassade durch erkerartige, von Staffelgiebeln bekrönte Vorlagen und Zusammenfassung von Fenstern zu Zweiergruppen. Dieser Aufteilung entsprechen auch die Dachhäuschen und Lukarnen. Das reiche Fassadenbild resultiert vor allem aus der Materialvielfalt (rote und gelbe Klinker, Kunststeinelemente, Putzpartien, Stuckschmuck, Holz- und Zinkteile an den Dachaufbauten). Hinzuweisen ist auch auf die Erhaltung originaler Ausstattung in den Treppenhäusern. Das Doppelhaus ist ein typisches Beispiel der Mietshausarchitektur um 1900. Gerade bei Bauten, die auf eigene Pläne von Maurermeistern zurückgehen, ist die späthistoristische, eklektizistische Gestaltung, gemischt mit Jugendstilelementen, charakteristisch. Es zeugt außerdem davon, wie sich städtische Bauformen in den südlich von Leipzig gelegenen Dörfern ausbreiteten und deren Charakter in der Folge wesentlich veränderten. Hierdurch erlangt das Doppelwohnhaus bau- und ortsentwicklungsgeschichtliche Bedeutung. | 09256424 |
| Direkt Bild zu diesem Denkmal hochladen | Mietshaus in offener Bebauung | Lauersche Straße 5 (Karte)                                        | Um 1900 | Putz-Klinker-Fassade in historistischen Formen, bau- und ortsentwicklungsgeschichtliche Bedeutung. Drei Geschosse, ausgebautes Dachgeschoss, sechs Achsen, Bruchsteinsockel, Putz-Klinker-Fassade, Schmuckband aus glasiertem Klinker, Stockgesims, Traufgesims mit Stuckkonsolen, Fensterverdachungen auf Konsolen im ersten und zweiten Obergeschoss, zwei Zwerchhäuser mit geschweiften Giebeln, seitlich Putzritzung, Fenster alt, Innen nicht gesehen mit geschweiften Giebeln und Traufgesims mit Putzkonsolen. Dreigeschossiger Bau mit Mansarddach, reich gegliederte, durch Fensterverdachungen und andere Schmuckelemente leicht rhythmisierte Putz-Klinker-Fassade über Bruchsteinsockel, Erdgeschossfenster rundbogig, Obergeschossfenster gerade geschlossen, die Fensterverdachungen teils auf geraden, teils auf geschwungenen Konsolen, zwischen erstem und zweitem Obergeschoss Rautenschmuckband aus glasierten Klinkern, Traufgesims mit Stuckkonsolen, Belebung des Dachbereichs durch zwei seitlich angeordnete Zwerchhäuser mit geschweiften Giebeln. Das Mietshaus ist ein Zeugnis für die umfangreichen baulichen Veränderungen, die sich seit dem ausgehenden um 1900 in Gautzsch vollzogen und die zu einer weitgehenden Verstädterung des ehemaligen Dorfes führten. Unter diesem Gesichtspunkt hat das Gebäude ortsentwicklungsgeschichtliche Aussagekraft. Als ansprechendes Beispiel der Mietshausarchitektur um 1900 ist es auch baugeschichtlich von Belang. | 09256425 |
|                                         | Wohnhaus, ehemaliges Kantorat, mit Nebengebäude | Lauersche Straße 12 (Karte)                                       | 1830 (im Kern wohl älter)                                                                                                  | Im Kern ein Fachwerkbau, rückseitig freiliegendes Fachwerk im regelmäßigen Raster, ansonsten Putzfassaden in den Formen der 1930er Jahre, Nebengebäude ebenfalls Putzbau, orts-, sozial- und baugeschichtliche Bedeutung. - Wohnhaus: zwei Geschosse, Satteldach mit Holzgaube, Bruchsteinsockel, Putzfassade, Traufgesims, Fenster und Fensterläden alt - Nebengebäude: ein Geschoss, Pultdach, Putzfassade, Traufgesims | 09256441 |
| Direkt Bild zu diesem Denkmal hochladen | Wohnhaus mit Einfriedung | Lauersche Straße 12a (Karte)                                      | Um 1800 (Wohnhaus); um 1900 (Einfriedung)                                                                                  | Fachwerkbau mit Lehmweller-Erdgeschoss, eines der ältesten Gebäude im alten Dorfkern von Gautzsch, Einfriedung teils Mauer, teils Schmiedeeisen, orts- und baugeschichtliche Bedeutung. - Wohnhaus: zweigeschossig, Erdgeschoss Lehm, Obergeschoss Fachwerk, teils auch massiv, verputzt, Satteldach, Giebel in Fachwerk - Einfriedung: zum Teil Mauer, Pfosten mit Sandsteinaufsatz, zum Teil schmiedeeiserne Gitter auf Bruchsteinsockel | 09304210 |
| Direkt Bild zu diesem Denkmal hochladen | Wohnhaus, drei Seitengebäude, Scheune, Hofpflasterung und Einfriedung eines Vierseithofes                                                                                     | Lauersche Straße 15 (Karte)                                       | Um 1800 (Scheune); bezeichnet mit 1882 (Stallgebäude); 19. Jahrhundert (Seitengebäude an der Straße); 1910–1911 (Wohnhaus) | Einzig erhaltene große Hofanlage im alten Dorfkern von Gautzsch, gewachsener Baubestand unterschiedlicher Zeiten, orts- und baugeschichtliche Bedeutung. - Wohnhaus: zwei Geschosse, ausgebautes zweigeschossiges Dachgeschoss mit Mansardkrüppelwalmdach, Bruchsteinsockel, Putzfassade mit einfacher Putzgliederung, Fenster- und Türeinfassungen Porphyr, Haustür alt, Fenster neu - westliches Wirtschaftsgebäude: zwei Geschosse, Ziegel, verputzt, Inschrift „H. Mühlberg 1882“ - nördliches Wirtschaftsgebäude: Fachwerk mit Klinkerausfachung, verputzt - zwei östliche Nebengebäude: Klinkerfassade, Traufgesims, Dachstuhl alt, Adlerfigur an südlicher Firstecke - Einfriedung: Mauer, Ziegel, verputzt, Porphyrtuffabdeckungen Tor kein Denkmal. | 09256443 |
|                                         | Ehemaliges Wohnhaus einer Mühle (ehemalige Keessche Mühle) | Mehringstraße 3 (Karte)                                           | 1896 | Putzbau in neubarocken Formen, im Kern vermutlich älter, orts- und baugeschichtliche Bedeutung. - Wohnhaus: früher Herrenhaus der Keesschen Mühle, zwei Geschosse, ausgebautes Mansarddach, Klinkersockel, Putzfassade mit Putzgliederung (Eckquaderung, Stockgesims, Fenstereinfassungen), profiliertes Traufgesims, Mittelrisalit mit Eckquaderung und geschweiftem Giebel, neue Kunststofffenster, Fassade laut Literatur geändert: früher Wappen im Giebelfeld und weitere Stuckornamentik über Fenstern und an Lisenen - Toranlage: Klinkerpfosten, schmiedeeiserne Gitter Das ehemalige Wohnhaus der Keesschen Mühle ist im Kern vermutlich ein Barockbau, 1896 wurde dieser bei Erneuerung der Rittergutsbauten durch den Rittergutsbesitzer Walter Jakob Erich Kees neubarock umgestaltet, Ausführung wohl durch den ortsansässigen Maurermeister Gustav Hempel. Zweigeschossiger, giebelständiger Bau mit hohem Mansarddach, Fassaden mit reichen Putzgliederungen wie Eckquaderung, Stockgesims und Fensterfaschen, Hauptfront nach Norden, hier Mittelrisalit mit geschweiftem Giebel, von den Stuckornamenten, die einst das Fassadenbild zusätzlich bereicherten, nur Rest im Giebelfeld erhalten. Südseite mit Treppenhaus, der östlich anschließende niedrigere Anbau ohne Denkmalwert. Als bauliches Zeugnis des ehem. Ritterguts Gautzsch verkörpert das Gebäude einen ortsgeschichtlichen Aussagewert. Es erinnert an die Gautzscher Rittergutsanlage, die für das einst eigenständige Dorf in der Vergangenheit eine prägende Bedeutung hatte. Zugleich verweist es auf die baulichen und funktionalen Zusammenhänge, die das Wirtschaftsleben auf den Rittergütern grundlegend bestimmten. Als einstiges Mühlenwohnhaus in anspruchsvoller Gestaltung hat es auch einen bautypologischen Aussagewert. | 09256446 |
|                                         | Wohnhaus (ehemalige Keessche Mühle) | Mehringstraße 4 (Karte)                                           | 1896 | Ehemals zur Keesschen Mühle gehörig, Putzbau mit Blendfachwerk und Stuckkartusche mit Wappen, ortsgeschichtliche Bedeutung. Das Wohnhaus wurde 1896 durch den Rittergutsbesitzer Walter Jakob Erich Kees anstelle der 1895 abgebrannten Mühlengebäude errichtet, Ausführung durch den Maurermeister Gustav Hempel. Zweigeschossiger Bau in Ziegelmauerwerk, verputzt, Geschosse, zehn Achsen, Mittelbetonung durch Fachwerkgiebel, weit vorkragendes Dach mit geschnitzten Stützen, Bruchsteinsockel, Putzfassade, stuckierten Wappenschild und Haustür, zwei weitere Haustüren links, Bruchsteinsockel, Putzfassade, Fachwerkgiebel und Fachwerk unter Dach mit geschnitzten Stützen, Haustür alt, Fenster zum Teil alt, Landhausstil. Fassade laut Literatur verändert: früher Putzgliederung um Fenster, mehr Stuck und Blendfachwerk im Giebelbereich. Früher Wirtschaftsgebäude der Keesschen Mühle, Datierung nach Literatur. Das Wohnhaus wurde 1896 durch den Rittergutsbesitzer Walter Jakob Erich Kees anstelle der 1895 abgebrannten Mühlengebäude errichtet, Ausführung durch Maurermeister Gustav Hempel. Zweigeschossiger Bau über unregelmäßigen Grundriss, Ziegelmauerwerk über Bruchsteinsockel, verputzt, flaches Walmdach mit weitem Überstand, Dachbereich durch Zwerchhäuser und Gaupe belebt, unterhalb der Traufe und an den Zwerchhäusern Blendfachwerk, an der Straßenfront im Obergeschoss (Mitte) Stuckkartusche mit Keesschem Wappen, heutiger Putz nicht ursprünglich, Putzgestaltung einst etwas reicher (Eckquaderung), verloren auch der hölzerne, dreigeschossige Turmanbau, der in den Versprung der Rückfront eingefügt war und Balkone enthielt, mit seiner spitzen Haube überragte er das Gebäude weithin sichtbar. Außer Wohnungen nahm das Gebäude auch eine Turbine auf, die zum Rittergut gehörenden Gebäude mit Strom versorgte. Das Wohnhaus verweist auf das einstige Rittergut Gautzsch, das mit seinen baulichen Anlagen Ortsstruktur und Ortsbild des früher eigenständigen Dorfes wesentlich prägte. Es dokumentiert die bauliche Entwicklung des Ritterguts unter den Bedingungen um 1900 und veranschaulicht zugleich die damals hier bestehenden Wohn- und Lebensverhältnisse. Unter diesen Aspekten verkörpert das Objekt einen ortsgeschichtlichen Aussagewert. | 09256445 |
| Weitere Bilder                          | Turnhalle des Turnvereins Gautzsch | Mehringstraße 6 (Karte)                                           | 1900 | Historistischer Putzbau mit Lisenengliederung, orts- und kulturgeschichtliche Bedeutung. - Vorderhaus: zwei Geschosse, Klinkersockel, Putzfassade mit Putzgliederung (Lisenen, Fenstereinfassungen), profiliertes Traufgesims, Fenstersohlbänke, stuckierter Giebel über Eingang, darunter Inschrift „… Jahn Markkleeberg 1871“ - Saalbau: ein Geschoss, Putzgliederung wie Vorderhaus, Tür und Fenster rundbogig Die Turnhalle mit Vereinsräumen wurde 1900 durch den Turnverein Gautzsch (gegr. 1871) errichtet. Zweigeteilter Baukörper, rechtwinklig zur Straße angeordnet, zweigeschossiger Kopfbau mit Walmdach, anschließend die eingeschossige Turnhalle mit Satteldach, an deren rückwärtigem Giebel kleiner Anbau. Fassaden verputzt über gelbem Klinkersockel, am Kopfbau Lisenengliederung, dadurch Straßenfront dreiteilig, in der Mitte Eingang angeordnet, über dem Eingang Dreieckgiebel mit Stuckdekor, darunter Inschrift „… Jahn Markkleeberg 1871“. Turnhalle mit Lisenenrahmungen, von den rundbogigen Fenstern nur noch zwei auf der Südseite erhalten, die anderen zugesetzt und durch den Turnhallenneubau auf der Nordseite (2004) verdeckt. Auch die Fenster am rückwärtigen Anbau nicht mehr vorhanden. Die Turnhalle des ehemaligen Turnvereins Gautzsch ist ein Zeugnis für das gesellschaftliche Leben im ausgehenden 19. und in der ersten Hälfte des 20. Jahrhunderts am Ort, hierdurch erlangt sie ortsgeschichtliche Aussagekraft. Als Dokument zur Geschichte und Bedeutung der Turnerbewegung im Allgemeinen ist der Bau auch kulturgeschichtlich von Belang. | 09256447 |
| Weitere Bilder                          | Wohnhaus in offener Bebauung | Mehringstraße 8 (Karte)                                           | 1935–1936 | Typischer Bau in den traditionalistischen Formen der 1930er Jahre, ortsentwicklungs- und baugeschichtliche Bedeutung. Zur Fabrik Thalysia siehe Leipzig-Connewitz, Kochstraße 122. 1935/36 als Landhaus für den Arzt Dr. med. Hans Garms errichtet, Planung wohl durch den Leipziger Architekten Walter Born. Der Bauherr betrieb im Leipziger Süden eine Fabrik für Reformwaren „Thalysia“ und war auch als Mediziner und Wissenschaftler auf diesem Gebiet tätig (einige Veröffentlichungen dazu). Zweigeschossiger Bau über L-förmigen Grundriss, Fassaden verputzt, Bruchsteinsockel, hohes Walmdach, am rückwärtigen, schmalen Gebäudeteil etwas niedriger, Erscheinungsbild insgesamt schlicht, wichtig akzentuierende Details wie halbrunder Treppenturm auf der Südseite, seitlich gelegenen Hauseingang mit Freitreppe, charakteristisch die bündig eingefügten Fenster, Läden der Erdgeschossfenster und loggiaartiger Küchenabtritt auf der Nordseite seit der letzten Sanierung nicht mehr vorhanden. Das Gebäude ist ein Zeugnis für die bauliche Entwicklung von Gautzsch in den 1930er Jahren. Seit dem späten 19. Jahrhundert entstand in Gautzsch, befördert durch den Rittergutsbesitzer Walter Kees, um die heutige Mehringstraße ein vornehmes Wohngebiet begüterter Leipziger Bürger. Das Landhaus Garms bezeugt, dass dieses Gebiet auch noch in späterer Zeit für gehobene Wohnansprüche attraktiv war und mit entsprechend anspruchsvollen Bauten abgerundet wurde. In diesem Sinn eignet dem Gebäude ein ortsentwicklungsgeschichtlicher Aussagewert. Als typischer Vertreter der Baugesinnung der 1930er Jahre unter NS-Herrschaft ist es auch baugeschichtlich von Bedeutung. | 08966427 |
| Weitere Bilder                          | Villa mit Garten | Mehringstraße 10 (Karte)                                          | 1901–1902 | Stattlicher Bau in späthistoristischen Formen, ortsentwicklungs- und baugeschichtliche Bedeutung. Zweigeschossiger stark durchgegliederter Bau, hohes Walmdach, Fassadenputz imitiert Natursteinverkleidung mit glatten und bossierten Partien, Sockel mit Zyklopenmauerwerk in Beuchaer „Granit“, Risalite teils mit Schweifgiebeln, Nordostecke mit Loggia, an Nordwestecke „Erkerturm“ mit Schweifhaube, Dekoration Gemisch aus gotischen, Renaissance- und Jugendstilmotiven, Fenstergewände in Kunststein, im Innern vor allem Paneele und Deckenstuck aus der Erbauungszeit erhalten. Die Villa entstand 1901/02 nach Plänen des Architekten Otto Peter, Auftraggeber war der Glashändler Friedrich Wilhelm Brümmer. Es handelt sich um einen zweigeschossigen, stark durchgegliederten Putzbau mit hohem Walmdach. Der Fassadenputz imitiert Natursteinverkleidung mit glatten und bossierten Partien, Sockel mit Zyklopenmauerwerk in Beuchaer „Granit“. Die Risalite teils mit Schweifgiebeln, an der Nordostecke Loggia, an Nordwestecke „Erkerturm“ mit Schweifhaube, die Dekoration zeigt ein typisches späthistoristisches Gemisch aus gotischen, Renaissance- und Jugendstilmotiven, Fenstergewände in Kunststein. Im Innern vor allem Paneele und Deckenstuck. Aus der Erbauungszeit erhalten. Die Villa verweist auf die im späten 19. Jahrhundert einsetzende Entwicklung von Gautzsch (heute Teil von Markkleeberg) zum vornehmen Villenvorort, hieraus ergibt sich ihre ortsentwicklungsgeschichtliche Bedeutung. Sie ist Bestandteil eines noch heute durch hochwertige Villenbebauung geprägten Stadtbereiches. Als typischer und sehr qualitätvoller Villenbau seiner Zeit verkörpert das Objekt auch einen wichtigen baugeschichtlichen Aussagewert. | 09303168 |
| Weitere Bilder                          | Villa Polich (Nr. 16) mit zwei Nebengebäuden (Nr. 16a und 16b) und Toranlage                                                                                                  | Mehringstraße 16, 16a, 16b (Karte)                                | 1904 | Herrschaftlicher Bau im Landhausstil mit aufwendigem Blendfachwerk, eingeschossiges Nebengebäude und verputzte überdachte Toranlage mit Hirschkopf aus Stuck und aufgesetzter Dachzier, zweites Nebengebäude im Landhausstil mit Blendfachwerk, bau-, sozial-, kunst- und ortsentwicklungsgeschichtliche Bedeutung. - Villa: zwei Geschosse, Putzfassade, Obergeschoss mit Fachwerk mit aufwendiger Ornamentik, Stockgesims Eierstab, Mittelrisalit mit überdachtem Eingang, rechts Turm, vielteilige Dachlandschaft, schmiedeeiserne Gitter im Erdgeschoss, Datierung nach Auskunft - Tor: verputzter Klinker, überdacht, Schlussstein Hirschkopf aus Stuck - Nebengebäude: 1: 1 Geschoss, Putzfassade Nebengebäude 2: 2 Geschosse, Putzfassade, Obergeschoss mit Fachwerk, halbrunder Erker, schließt direkt an Nebengebäude von Mehringstraße 18 an Turm und durch Vordach und zweiläufiger Treppe betontem Portal Die herrschaftliche Villa im Stil eines Landhauses wurde 1904 durch den Leipziger Architekten Gustav Steinert errichtet. Bauherr war der Kaufmann und Verleger Walter Polich. Zweigeschossiger, malerisch gegliederter Baukörper, Fassaden verputzt über Bruchsteinsockel, Obergeschoss reich mit Blendfachwerk geschmückt, einzelne Gliederungs- und Schmuckelemente in Naturstein, an der Straßenfront sich vorwölbender Mittelrisalit mit überdachtem Hauseingang, erreichbar über eine kunstvolle Freitreppe, seitlich des Eingangs Rundbogenfenster mit Ziergittern, an der Nordseite eingestellter Rundturm, dieser mit umgangsartigem Vorbau in neuromanischen Formen, auch unterhalb des untersten Fensters am Rundturm neuromanische Säulen als Zierrat, dem Baukörper entsprechend auch das Dach vielgestaltiger Form, als Dachbekrönung großes Belvedere. Das gleichermaßen malerisch gestaltete Gärtnerhaus entstand nach Plänen des Architekten Raymund Brachmann. Der zweigeschossige Bau mit Krüppelwalmdach und Blendfachwerk im Obergeschoss bzw. im Traufbereich schließt mit seinem rückwärtigen Giebel unmittelbar an das Gebäude Mehringsstraße 18 an. Zum Villenanwesen gehört ein zweites, kleineres eingeschossiges Nebengebäude. Dieses steht ins Gelände eingerückt auf derselben Grundstücksseite wie das Gärtnerhaus. Für die Wirkung der Villenanlage ist auch die originell gestaltete, aus verputztem Mauerwerk bestehende Torzufahrt von Bedeutung. Die überdachte Einfahrt, geschmückt mit Hirschkopf im Schlussstein, wird von Leutepforten flankiert. Wie die benachbarten Villenanlagen verkörpert auch dieses Objekt ein besonders qualitätvolles, überörtlich bedeutsames Beispiel der Villenarchitektur um 1900, hierdurch hat es einen hohen baugeschichtlichen Aussagewert. Es verweist außerdem auf die Wohn- und Repräsentationsbedürfnisse der großbürgerlichen Schichten von Leipzig in jener Zeit und zeigt, wie sie die Befriedung ihrer gehobenen Lebensansprüche in den ruhigen, großstadtnahen Vororten suchten. Im Zusammenhang mit diesem sozialgeschichtlichem und kulturgeschichtlichem Aspekt steht auch der ortsentwicklungsgeschichtliche Aussagewert, der sich auf die Wandlung des einstigen Dorfes Gautzsch zu solch einem typischen, bevorzugtem Vorort für Villenbebauung bezieht. | 09256456 |
| Weitere Bilder                          | Villa | Mehringstraße 18 (Karte)                                          | 1899–1900 | Ursprünglich Nebengebäude zur heutigen Mehringstraße 20, späthistoristischer Bau mit jugendstiligem Einschlag, Blendfachwerk, ortsentwicklungs- und baugeschichtliche Bedeutung. Das villenartige Wohngebäude war einst Nebengebäude der Villa Zehme (heute Mehringstraße 20) und wurde wohl wie diese 1899/1900 durch die Architekten Eelbo & Weichardt errichtet. Es handelt sich um einen zweigeschossigen Bau, Ziegelmauerwerk, Erdgeschoss teilweise Bruchsteinverblendung, teilweise verputzt über Bruchsteinsockel, Obergeschoss mit Zierfachwerk, an der Straßenfront kleiner Erker mit Kegeldach, auf der Südseite Turm, dessen oberer Teil in Holz mit Arkadenöffnungen, als Abschluss Spitzhaube, am Turm gewendelte Treppe in Holzkonstruktion mit Überdachung, gestuftes Satteldach. Stilistisch zeigt der malerisch wirkende Bau noch Gestaltungselemente des späten Historismus, gemischt mit Formen des Jugendstils. Das Gebäude bildete ursprünglich mit der Villa Mehringstraße 20 eine funktionale und gestalterische Einheit. Somit steht sein ortsentwicklungsgeschichtlicher Aussagewert im engen Zusammenhang mit dem einst übergeordneten Villenbau. Wie die anderen hochwertigen Villenanlagen in der Mehringstraße verweist das ehemalige Villenanwesen Zehme auf die Entwicklung von Gautzsch (heute Teil von Markkleeberg) zum vornehmen Villenvorort und markiert so einen wichtigen Abschnitt der Ortsgeschichte. Als sehr qualitätvolles Beispiel für ein Nebengebäude einer Villenanlage um 1900 ist das Objekt auch bautypologisch von Bedeutung. | 09304039 |
| Weitere Bilder                          | Villa mit parkähnlichem Garten (Villa Waldfrieden, Villa Auguste) | Mehringstraße 20 (Karte)                                          | 1899–1900 | Herrschaftlicher Bau im Landhausstil mit aufwendigem Blendfachwerk, baugeschichtliche, gartenkünstlerische und ortsentwicklungsgeschichtliche Bedeutung. - Villa: Bruchsteinsockel, Erdgeschoss Putzfassade, Obergeschoss Fachwerk, rechts Risalit mit aufwendiger Fensterrahmung im Erdgeschoss, aufwendige Eingangszone: eingestellte gedrehte Säulen, profilierte Rundbogen, geschnitzte Dachstützen, Freitreppe mit Gitter, Eckbetonung durch stilisierten Greifvogel, Schmuckband als Stockgesims, vielteilige Dachlandschaft, polygonaler Vorbau im Obergeschoss mit Fachwerk, stilistisch wie Mehringstraße 16 - Nebengebäude: zwei Geschosse, Erdgeschoss Putzfassade, Obergeschoss Fachwerk, links Turm mit Holzaufbau und Eingang aus Holz, rechter Gebäudeteil mit Fledermausgauben, Garage auf Hofseite, ursprünglich Dienstbotengebäude(?), schließt direkt an Nebengebäude von Mehringstraße 16 an, im Garten wertvoller Altholzbestand, Gelände um 1980 umgestaltet, Vorgarten mit ehemals kugelförmig geschnittener Weißdornbaumreihe reicher neoromanischer Kunststeingliederung und eindrucksvoller Eingangssituation mit neoromanischem Rundbogenportal, Vordach mit figürlichem Schmuck und Freitreppe mit schmiedeeisernem Geländer, Nebengebäude im Landhausstil mit Blendfachwerk und Turm, Garten mit struktur- und raumbildender Bepflanzung, Bodenmodellierung und Flächengliederung sowie Wegesystem Prachtvolles Villenanwesen, 1899/1900 durch die Leipziger Architekten Bruno Eelbo und Karl Weichardt errichtet, Bauherr war der prominente Leipziger Rechtsanwalt Dr. Felix Zehme, der unter anderem die sächsischen Kronprinzessin Luise von Toskana im Scheidungsprozess vertrat. Das zweigeschossige Villengebäude ist ein sehr malerisch wirkender Bau, der den zeittypischen Landhausstil in besonders reicher Ausprägung vertritt. Neben späthistoristischen Formen zeigt es auch Jugendstilanklänge und Einflüsse der „Richardsonian Romanesque“. Der Baukörper durch Vor- und Rücksprünge sowie Anbauten stark durchgliedert, Erdgeschoss über Bruchsteinsockel verputzt, im Obergeschoss aufwändiges Zierfachwerk, abgeflachtes Walmdach, Fenster in Format und Gestaltung unterschiedlich. Haupteingang an der Nordseite, erreichbar über Freitreppe, Portalrahmung in romanischen Formen, Überdachung mit kunstvoller Holzkonstruktion. Nordostecke durch stilisierten Greifvogel betont. Im Inneren historische Ausstattungselemente (Wandverkleidung, Wand- und Deckenmalereien) erhalten. Der Villengarten verweist mit struktur- und raumbildender Bepflanzung, Bodenmodellierung und Flächengliederung sowie Wegesystem auf seine ursprüngliche Gestaltung. Bei dem Objekt handelt es sich um ein herausragendes, überörtlich bedeutsames Beispiel der Villenarchitektur um 1900, hierdurch hat es einen hohen baugeschichtlichen Aussagewert. Der in gestalterische Einheit mit dem Villengebäude verbundene Garten ist ein Zeugnis der Gartenkunst dieser Zeit in Bezug auf die Aufgabe Villengarten. Baugeschichtlich von Belang ist das Villenanwesen auch als Dokument für das Schaffen der Architekten Eelbo und Weichardt, die in der Bauentwicklung von Leipzig und darüber hinaus im späten 19. und frühen 20. Jahrhundert eine wichtige Rolle spielten. Unter ortsentwicklungsgeschichtlichem Aspekt veranschaulicht das Villenanwesen die am Ende des 19. Jahrhunderts einsetzende Wandlung des ehem. Dorfes Gautzsch zum städtischen, teilweise sehr noblen Vorort. | 09256463 |
| Weitere Bilder                          | Villa Flechsig mit Einfriedung und Villengarten | Mehringstraße 22 (Karte)                                          | 1899 | Herrschaftlicher Bau des Späthistorismus in parkartiger Anlage, schmiedeeiserner Zaun, weitläufiger Villengarten, ortsentwicklungsgeschichtliche, baugeschichtliche, personengeschichtliche und gartenkünstlerische Bedeutung. - Villa: drei Geschosse, ausgebautes Dachgeschoss, auf der linken Seite halbrunder eingeschossiger Vorbau, Mittelrisalit, imposante Eingangszone: Säulen mit ionischem Kapitell und Dreiecksgiebel mit Wappenfeld, Putzfassade mit stukkierter Maske und Fruchtgehänge im Giebel, Stockgesims, Traufgesims auf Konsolmasken, profilierte Fenstereinfassungen (zum Teil mit Gitter) - Einfriedung: Klinker, verputzt mit schmiedeeisernem Gitter, zum Teil auch ganz mit Klinker zugesetzt und verputzt, mit Abdeckung eindrucksvolle Eingangssituation mit stuckiertem Giebel über ionischen Säulen Herrschaftliches Villenanwesen, 1899 durch die Leipziger Architekten Karl Weichardt und Bruno Eelbo errichtet (Bauleitung Bruno Eelbo), Bauherr war der Pathologe und Hirnforscher Paul Flechsig, Ordinarius für Psychiatrie an der Leipziger Universität, 1920 Umbau durch Gustav Hempel, im Auftrag des Besitzers Meier Ascher Nussenow, Rauchwarenhändler in Leipzig. Dreigeschossiger Bau mit zeittypischer späthistoristischer Gestaltung in den Formen der Neurenaissance, asymmetrische Gliederung von Grund- und Aufriss, Ziegelmauerwerk, Fassaden verputzt, Schmuckelemente in Stuck, hohes ausgebautes Walmdach, an allen Gebäudeseiten Risalite mit Schmuckgiebeln. Durch spätere Baumaßnahmen das äußere Erscheinungsbild offensichtlich etwas vereinfacht, wobei allerdings die repräsentative Eingangszone mit Säulenportikus erst durch Umbau von 1920 entstand, auch der halbrunde eingeschossige Vorbau auf der Ostseite aus dieser Zeit. Im Giebelfeld des Portikus Stuckrelief (Apoll und Daphne?). Im Innern noch Teile historischer Ausstattung erhalten, Erdgeschoss wohl 1920 komplett verändert. Auf dem parkartigen Gartengelände, das den Villenbau weiträumig umgibt, alte Gehölze, Wegesystem und Ausstattungsreste (Ruinenhügel, Grotte) im historischen Bestand erhalten, Wiederherstellungsmaßnahmen in Erinnerung an den Ursprungszustand der Anlage. Einfriedung in Ziegelmauerwerk, verputzt, schmiedeeiserne Tore. Das Villenanwesen ist Teil der hochwertigen Villenbebauung an der Mehringstraße. Damit ist es ein Dokument der Ortsentwicklungsgeschichte, die von der Ende des 19. Jahrhunderts einsetzende Umwandlung des ehem. Dorfes Gautzsch zum gesuchten Baugebiet, unter anderem für gehobene Wohnansprüche, geprägt ist. Baugeschichtliche und gartenkünstlerische Bedeutung hat es als qualitätvolles Beispiel für eine charakteristische Bauaufgabe der Zeit um 1900. Idealtypisch zeigt es die enge Beziehung von Villengebäude und Gartenanlage. Zudem ist das Villenanwesen ein Zeugnis für das Schaffen der Architekten Eelbo und Weichardt, die in der Bauentwicklung von Leipzig und darüber hinaus im späten 19. und frühen 20. Jahrhundert eine wichtige Rolle spielten. Einen personengeschichtlichen Aussagewert verkörpert das Anwesen im Hinblick auf Paul Flechsig, der durch seine Forschungen zum menschlichen Gehirn weltweite Bedeutung erlangte. | 09256464 |
|                                         | Doppelwohnhaus in offener Bebauung | Mehringstraße 27, 29 (Karte)                                      | Um 1910 | Putzbau im Reformstil um 1910, Architekt war Raymund Brachmann aus Leipzig, ortsentwicklungsgeschichtliche, kunstgeschichtliche und künstlerische Bedeutung. Geschosse, Bruchsteinsockel, Putzfassade, Altan mit Balkon, Achsensymmetrisch. Fenster aus der Erbauungszeit. Haus Nummer 27 mit geschwungenem Giebel. Haus Nummer 29: Dach ist entstellend verändert. Das zweigeschossige Doppelwohnhaus, errichtet um 1910, ist als symmetrisch gestaltete Einheit aufgefasst. Putzbau mit Mansarddach, straßenseitig je Haushälfte ein seitlich angeordneter Standerker mit Balkon, dieser mit grobem Bruchsteinmauerwerk im Sockelbereich, großzügige, teilweise bogig abgeschlossene Fensteröffnungen, Zwerchgiebel. Das Gebäude ist ein Dokument der Ortsentwicklung des einstigen Dorfes Gautzsch (heute Teil von Markkleeberg), das seit dem späten 19. Jahrhundert unter anderem zum Villenvorort ausgebaut wurde. Außerdem ist es ein Zeugnis für das Schaffen von Raymund Brachmann, der zu den wichtigsten und innovativsten Architekten in Leipzig im frühen 20. Jahrhundert gehörte. Durch die Verbindung mit dem Musikverleger Carl August Lauterbach (Herausgeber von Werken G. Mahlers, M. Regers u. a.) hat das Objekt auch einen bedeutenden Aussagewert zur Musikgeschichte Leipzigs und darüber hinaus. | 09256318 |
| Direkt Bild zu diesem Denkmal hochladen | Wohnhaus in offener Bebauung | Mendelssohnstraße 5 (Karte)                                       | Um 1925 | Kubischer Putzbau mit bemerkenswerter expressionistischer Klinkergliederung in der Mittelachse, ortsentwicklungs- und baugeschichtliche Bedeutung. Zwei Geschosse, Putzfassade, Zeltdach, Klinkersockel, Klinkergliederung vor allem im Eingangsbereich, expressionistische Motive, risalitartig ausgebildeter Eingangsbereich mit Freitreppe. Rechts hinten risalitartige Vorkragung, dort auch mit Fensterbetonung durch Klinkergliederung. | 09256486 |
|                                         | Villa (Haus Berthold) | Offenbachstraße 10 (Karte)                                        | 1927 | Flachgedeckter Putzbau in den Formen des Neuen Bauens der 1920er Jahre, Beispiel für das Schaffen des berühmten Architekten Bruno Taut im privaten Wohnungsbau, erbaut als Einfamilienhaus für Wilhelm Berthold, Direktor des Leipziger Schauspielhauses, ortsentwicklungsgeschichtliche, baugeschichtliche und künstlerische Bedeutung. Klinkersockel, Putzfassade, turmartiger Vorbau über drei Geschosse, nach hinten abgetreppt, dort dann nur noch zwei Geschosse, vierstufige Freitreppe, rechts überdachter halbrunder eingeschossiger Anbau mit Glasbausteinen, schmiedeeiserne Gitter vor den Fenstern, Fenster zum Teil alt, Haustür aus der Erbauungszeit. Mit halbrundem Anbau mit Glasbausteinen. 1926/1927 für den Direktor des Leipziger Schauspielhauses, Wilhelm Berthold, errichtetes, villenartiges Wohnhaus, geplant von dem namhaften Architekten Bruno Taut. Der zweigeschossige Bau über winkligem Grundriss ist entsprechend den Gestaltungsprinzipien des Neuen Bauens aus kubischen Formen konzipiert. Die Fassaden über Klinkersockel verputzt, zur Straße turmartige Erhöhung auf drei Geschosse, nach hinten treppenartig vermittelt. Hauseingang auf der Westseite, mit vierstufige Freitreppe und flacher Überdachung, dahinter Fassadenvorsprung. Östlich neben dem turmartigen Vorderteil anderthalbgeschossiger Anbau, dessen Halbgeschossfenster mit Glasbausteinen, im Anschluss Terrasse. Historische Ausstattungselemente wie Haustür erhalten. Das Gebäude zeigt die bauliche Weiterentwicklung des Gautzscher Villengebiets in den 1920er Jahren, hierdurch erlangt es einen ortsentwicklungsgeschichtlichen Aussagewert. Das Wohnhaus Berthold ist eines der wichtigsten Beispiele des Neuen Bauens in Sachsen. Mit seiner strikten Umsetzung der Prinzipien des Neuen Bauens ist es ein wichtiges baugeschichtliches und baukünstlerisches Zeugnis für die klassische Architekturmoderne. Zudem steht es für das Schaffen Bruno Tauts, der für die nationale und internationale Architekturentwicklung von herausragender Bedeutung war. | 09256488 |
| Direkt Bild zu diesem Denkmal hochladen | Ehemaliges Wirtschaftsgebäude, heute Wohnhaus (Anschrift: Robert-Blum-Straße 14b und Offenbachstraße 31), mit Einfriedung und Toreinfahrt (Anschrift: Robert-Blum-Straße 14c) | Offenbachstraße 31 (Robert-Blum-Straße 14b, 14c) (Karte)          | 1922–1923 | Putzbau über u- förmigem Grundriss, ursprünglich als Wirtschaftsgebäude für die Villa Offenbachstraße 37 errichtet, die Toreinfahrt von zwei Torhäuschen flankiert, bau- und ortsentwicklungsgeschichtliche Bedeutung. Eingeschossiger, in traditionellen Formen gestalteter Putzbau mit ausgebautem Mansarddach, äußeres Erscheinungsbild durch Fensterläden belebt, in der Mitte turmartiger Vorbau mit geschweifter Haube, die Gebäudeseiten flügelartig verspringend, ursprüngliche waren in dem Gebäude Garagen, Wirtschaftsräume, Werkstätten und Angestelltenwohnungen untergebracht, Einfriedung teils verputzte Mauer, teils Eisenzaun mit gemauerten Pfosten, die massiven, ebenfalls verputzten Torhäuschen mit geschweiften Dächern. | 09304448 |
| Direkt Bild zu diesem Denkmal hochladen | Villa mit Einfriedung | Offenbachstraße 37 (Karte)                                        | 1910 | Zweigeschossiger, kubischer Bau mit den Merkmalen der Reformarchitektur um 1910/15, ortsentwicklungs- und baugeschichtliche Bedeutung. Zweigeschossiger kubischer Bau, verputzt, über Natursteinsockel, hohes Mansarddach, verschiedene Anbauten, stilistisch unter dem Einfluss der Reformarchitektur (Werkbund), im Innern historische Details wie Türen, Parkett und Reste von Ausmalungen, Einfriedung: Mauerwerk, verputzt, mit Eckpavillons. | 09256449 |
| Weitere Bilder                          | Martin-Luther-Kirche (mit Ausstattung), Kirchhof mit Einfriedung, verschiedenen Grabmalen und Grenzsteinen                                                                    | Pfarrgasse (Karte)                                                | 1717–1718 (Kirche); 1718 (Altar); 17. und 18. Jahrhundert (Grabmale)                                                       | Typische sächsische Dorfkirche des Barock, Saalbau mit dreiseitigem Ostabschluss und Westturm, Fassaden verputzt, Westteil seit der Erneuerung 1902/03 in Naturstein, ortsgeschichtliche, baugeschichtliche, kirchengeschichtliche und künstlerische Bedeutung. - Kirche: saalartiges Langhaus, Westturm auf quadratischem Grundriss, Architekt war David Schatz, 1903 Abtragung des Turmes und Verlängerung der Kirche nach Westen, Neubauten des Turmes nach Plänen von Julius Zeißig, letzte Restaurierung 1960, an drei Seiten eingeschossige Emporen auf toskanischen Säulen (ursprünglich zweigeschossig), Kanzelaltar, 1718, viereckiger Stuck-Taufstein, 1718, verglaste Patronatslogen, auf der Nord-Seite mit Wappen des Wolfgang Jöcher, Nord-Seite: Gedenkstein für O. v. Dieskau, bezeichnet mit 1683, Süd-Seite: Sandsteinepitaph des H. G. v. Dieskau, bezeichnet mit 1652, in der Nord-Patronatsloge Marmorbüste eines Herren und Marmorrelief des Grafen E. Ch. von Manteuffel in ovalem Rahmen, beide 1. H. 18. Jahrhundert, südl. Patronatslogen, Sandsteingrabmal für H. v. Gehafen bezeichnet mit 1579, im Vorraum zwei Totenschilde des J. v. Dieskau bezeichnet mit 1579 und Wappentafel des O. v. Dieskau, bezeichnet mit 1647 - außen an und neben der Kirche verschiedene Grabsteine und Kleindenkmale: - Nord-Seite: Johann-Goltsch-Grabstein, gest. 1668, Christian Wolf, gest. 1746, Torso einer Porphyrtuffstele für Joh. Georg v. Dieskau (1648–1676), zwei Grenzsteine, Grabmal (Porphyrtuff und Sandstein) der Maria Böhmin, West-Seite: rechts und links des Eingangsportals zwei kleine Sandsteinplatten von Anna Sophia von Dieskau und Johanna von Dieskau, beide mit Wappen der von Dieskau und von Weydenbach, Ehrenmal der Gefallenen des Krieges 1870/1871 - Süd-Seite: (zumeist Pfarrergrabsteine 17. und 18. Jahrhundert), Porphyrtuffstein der Sophie Eleonora, 30. November 1730, Porphyrtuff-Grabstein des Pfarrers M. Siegmund Hensius (gest. 1736), Sandstein-Grabstein der Maria Regina Hensius (gest. 1730), ähnelt dem ihres Mannes, Sandsteintafel des Pfarrers Johannes Bosseck (1635–1719), Gedenktafel der Magdalena Gertrud Bosseck (gest. 1667), Sandstein-Denkmal des Pfarrers Johannes Stollberg (1591–1667), eisernes Grabkreuz des Pfarrers C. L. F. Henze (gest. 17. April 1846), schmiedeeiserne Ausleger beim Eingang - Einfriedung des Kirchhofs: Klinkersockel, schmiedeeisernes Gitter - auf dem Kirchhof (im Osten): zwei Sandsteingrabsteine, Ende 18. Jahrhundert (einer mit Namen der Familie Bohse) | 09256555 |
|                                         | Pfarrhaus, Nebengebäude, Pfarrgarten und Einfriedung | Pfarrgasse 27 (Karte)                                             | Bezeichnet mit 1907 | Ortsgeschichtliche, sozialgeschichtliche, baugeschichtliche und künstlerische Bedeutung. - Pfarrhaus: imposanter Putzbau im Jugendstil, zwei Geschosse, ausgebautes Dachgeschoss, aufwändiger Jugendstilstuck, Inschrift oberhalb aufwändig gearbeitetem Hauptportal: „Gott schütze dieses Haus“ (Stuckkartusche), oberhalb des linkes Portales: „Erbaut 1907“, im ersten Obergeschoss zwei Loggien, links Balkon über Vorbau, Haustür, Seitentür und Fenster original - Nebengebäude: ein Geschoss, verputzt, Jugendstil, ehemals genutzt als katholische Kapelle St. Peter und Paul - Einfriedung: Mauerwerk, verputzt, steinerne Abdeckplatten Das Pfarrhaus von Gautzsch wurde 1907 durch den namhaften Leipziger Architekten Julius Zeißig errichtet. Es handelt sich um einen imposanten Putzbau im Jugendstil, eingeschossiger Bau mit hohem, gebrochenem Dach, das über zwei Geschosse ausgebaut ist, Straßenfront durch mächtigen, dreieckigen Giebel geprägt, hier mittig angeordneter Haupteingang mit in Putz ausgeführter, prächtiger Jugendstilrahmung, in der Kartusche über dem Scheitel Inschrift: „Gott schütze dieses Haus“, zweiter Eingang links, darüber Inschrift: „Erbaut 1907“, im ersten Dachgeschoss straßenseitig zwei Loggien. An den Längsseiten jeweils ein erkerartiger Vorbau, von denen sich der östliche im ersten Dachgeschoss als Balkon öffnet. Im Innern bauzeitliche Ausstattung erhalten. Östlich des Pfarrhauses eingeschossiges Nebengebäude, verputzt, zeitweise als kath. Kapelle St. Peter und Paul genutzt, heute Kindergarten. Eine gemauerte Einfriedung umgrenzt die Pfarrgebäude und die dazugehörige Gartenanlage. Das Gautzscher Pfarrhaus ist ein herausragendes bauliches Zeugnis seiner Art im Leipziger Raum. Hierdurch erlangt es einen hohen baugeschichtlichen Aussagewert. Aufgrund seiner architektonischen Qualitäten ist es auch künstlerisch bedeutend. Es verweist zudem auf die Bautätigkeit von Julius Zeißig, der seinerzeit vor allem im kirchlichen Baugeschehen von Sachsen und darüber hinaus eine wichtige Rolle spielte. Zugleich kommt dem Objekt aufgrund seiner Funktion eine orts- und sozialgeschichtliche Bedeutung zu. Es dokumentiert die soziale Stellung und die Lebensverhältnisse eines Pfarrers um 1900, der im gesellschaftlichen Gefüge des Ortes eine herausgehobene Position einnahm. | 09256554 |
| Direkt Bild zu diesem Denkmal hochladen | Mietshaus in offener Bebauung in Ecklage | Rathausstraße 36 (Karte)                                          | Um 1890 | In Ecklage Ring, typische Putz-Klinker-Fassade des Späthistorismus mit Eckbetonung durch Risalit und aufgesetztem Türmchen, Teil der Bebauung der Zeit um 1900 in straßenbildprägender Lage, ortsentwicklungs- und baugeschichtliche Bedeutung. Drei Geschosse, 6-3-6 Achsen, ausgebautes Dachgeschoss, Eckrisalite in rotem Klinker, Klinkersockel (rot), Erdgeschoss verputzt mit Putznutung, Obergeschosse in gelbem Klinker, profiliertes Stock- und Traufgesims, im ersten Obergeschoss Fensterverdachungen, sonst einfache Einfassung, im zweiten Obergeschoss Fenster mit Schlusssteinen. Ladeneinbau auf der Ecke. Aus der Erbauungszeit: Bodenfliesen im Eingangsbereich, Treppenhaus, Wohnungstüren, Außentoiletten, Kellertür, Fenster neu. | 09256295 |
| Direkt Bild zu diesem Denkmal hochladen | Mietshaus in offener Bebauung in Ecklage | Rathausstraße 37 (Karte)                                          | Um 1900 | In Ecklage Ring, Putz-Klinker-Fassade in späthistoristischen Formen mit Kunststein- und Stuckelementen, breiter Eckrisalit mit Giebelbekrönung, Teil der geschlossenen Bebauung der Zeit um 1900, straßenbildprägend, ortsentwicklungs- und baugeschichtliche Bedeutung. Drei Geschosse, 4-4-8 Achsen, Betonung durch Eckrisalite mit Eckquaderung, Klinkersockel, Erdgeschoss verputzt (geglättet), Obergeschosse Klinkerfassade, Stock- und Traufgesims, profilierte Fenstereinfassungen, im ersten Obergeschoss Putzspiegel unterhalb der Fenster, Einfache Fensterverdachungen, im Risaliten Dreiecksgiebel mit Muschel, auf der Ecke Giebel mit Putzgliederung. Aus der Erbauungszeit: Haustür alt, Bodenfliesen im Eingangsbereich, Treppenhaus, Wohnungstüren, Kellertür, Fenster neu. | 09256296 |
| Direkt Bild zu diesem Denkmal hochladen | Mietshaus in offener Bebauung in Ecklage | Rathausstraße 39 (Karte)                                          | Um 1900 | In Ecklage Ring, charakteristische Putz-Klinker-Fassade des Späthistorismus mit Kunststein-Fenstereinfassungen und Stuckdekor, entsprechend der städtebaulichen Situation Eckbetonung durch Risalite, Teil der geschlossenen Bebauung der Zeit um 1900, ortsentwicklungs- und baugeschichtliche Bedeutung. Drei Geschosse, 8-7 Achsen, ausgebautes Dachgeschoss, Eckrisalite mit Eckquaderung in hellem Klinker und etwas aufwendigerem Fensterkunststeineinfassung, verputzter Sockel, im Erdgeschoss Putzgliederung und mit neuen vergrößerten Fenstereinbrüchen, Obergeschosse in Klinker mit farbig abgesetzten Fensterkunststeineinfassungen, Stockgesimse, Traufgesims auf Stuckkonsolen, unterhalb der Fenstersohlbänke Stuckornamentik. Fenster neu, Treppenhaus aus der Erbauungszeit. | 09256297 |
| Direkt Bild zu diesem Denkmal hochladen | Mietshaus in halboffener Bebauung | Rathausstraße 41 (Karte)                                          | Um 1895 | Späthistoristische Putz-Klinker-Fassade mit Seitenrisaliten, Klinker- und Kunststeingliederungen, Teil der geschlossenen Bebauung um 1900, ortsentwicklungsgeschichtliche Bedeutung. Drei Geschosse, ausgebautes Dachgeschoss, 6 Achsen, Klinkersockel, Erdgeschoss Putzfassade (geglättet), Obergeschosse Putz-Klinker-Fassade, einfache Kunststein-Fenstereinfassungen, Eckrisaliten mit Putzlisenen. Aus der Erbauungszeit: Haustür alt, Treppenhaus, Bodenfliesen im Treppenhaus, Wohnungstüren, Außentoiletten, Kellertür, geätzte Fensterscheiben im Treppenhaus, Kellerfenstergitter ruinös. | 09256517 |
| Direkt Bild zu diesem Denkmal hochladen | Mietshaus in offener Bebauung in Ecklage | Rathausstraße 43 (Karte)                                          | Um 1900 | In Ecklage Bauvereinstraße, späthistoristische Putz-Klinker-Fassade mit Putzgliederung und Kunststein-Fensterverdachungen, Teil der geschlossenen Bebauung um 1900 in straßenbildprägender Lage, ortsentwicklungs- und baugeschichtliche Bedeutung. Drei Geschosse, ausgebautes Dachgeschoss, 6-1-5 Achsen, Klinkersockel, Erdgeschoss Putzfassade mit Putzbändern, Obergeschosse Putz-Klinker-Fassade, Erdgeschoss Stockgesims mit Triglyphen (am Traufgesims abgeschlagen), einfache Fenstereinfassungen mit Giebel und Köpfen im Giebel an den äußern Achsen, Risalite mit Putzrustika an Pfeilern. Aus der Erbauungszeit: Haustür, Treppenhaus, Wohnungstüren, Außentoiletten, Kellertür, Kellerfenstergitter. | 09256518 |
| Weitere Bilder                          | Friedhofskapelle, zwei Grüfte, Friedhofsmauer und Verwaltungsgebäude des Friedhofs der Martin-Luther-Kirchgemeinde                                                            | Rathausstraße 51 (Karte)                                          | Um 1860 (Gruft); um 1895 (Gruft); 1896 (Friedhofskapelle); um 1915 (Friedhofsverwaltung); 1915 (Einfriedung)               | Friedhofskapelle Klinkerbau in den Formen der Neurenaissance, neugotisches Grufthaus der Gautzscher Rittergutsbesitzer, repräsentative Friedhofsmauer mit Blendbögen und hervorgehobener Eckgestaltung, orts- und baugeschichtliche Bedeutung. - Friedhofsamt: ein Geschoss, Klinkersockel, Putzfassade, Fensterläden, Fenster alt, Haustür - Kapelle: ein Geschoss, roter Klinker, Mittelbau um 1/2 Geschoss erhöht, Stock- und Traufgesims, Kunststeineinfassung der Fenster, über dem Eingang kleiner Giebel - Friedhofsmauer: Verlauf Sebastian-Bach-Straße/Rathausstraße bis zum Friedhofsamt, Klinker, verputzt, geschwungener oberer Abschluss mit Kugeln, in der Ecklage abgeschrägt und mit Reliefs und Inschrift „Es ist noch eine Ruh vorhanden. Ebr. 4.9.“, davor schmiedeeisernes Gitter mit Steinkugeln - Gruft: Freiherr von Lindenthal auf Gautzsch, polygonaler eingeschossiger Bau, neogotisch mit Strebepfeilern und Sandsteinplatten, profiliertes Traufgesims, Eingangsgiebel mit Kreuzblume bekrönt, schmiedeeisernes Gitter im Eingang, im Inneren Sandsteinplatte mit Wappen, kleiner Altar und zwei Epitaphien | 09256499 |
| Direkt Bild zu diesem Denkmal hochladen | Zwei Mehrfamilienhäuser (Rathausstraße 56/56a und Robert-Havemann-Straße 14/16/18) einer Wohnanlage, mit Einfriedung und Vorgärten                                            | Rathausstraße 56, 56a (Robert-Havemann-Straße 14, 16, 18) (Karte) | 1928–1929 | Putz-Klinker-Bauten in den traditionalistischen Formen der 1920er Jahre, ortsentwicklungs- und baugeschichtliche Bedeutung. Drei Geschosse, ausgebautes Dachgeschoss, Putzfassade mit Sockel, Treppenhausrisalit, Fenstereinfassungen, Traufgesims und Eckbetonung in rotem Klinker, vergleiche auch Robert-Havemann-Straße 14 & 16 & 18. Fenster zum Teil alt. 1928/29 durch den Gemeinderat Gautzsch errichtete Wohnanlage, bestehend aus zwei Mehrfamilienhäusern, Planung durch den Leipziger Architekten Walther Beyer. Es handelt sich um dreigeschossige, parallel zueinander stehende Bauten mit ausgebauten Walmdächern. Am Gebäude Rathausstraße 56/56a der hintere Teil abgewinkelt, womit offenbar ein Bezug zu dem kleinen, vor dem Gebäude liegenden Schmuckplatz hergestellt werden sollte. Zwischen den Bauten Hofraum, der zur Rathausstraße durch Einfriedung abgeschlossen ist. Zeittypische Fassadengestaltung, die ihren Reiz aus dem Kontrast von hellen Putzflächen und roten Klinkerelementen (hoher Sockel, Treppenhausrisalite, Fensterrahmungen, Traufband, Klinkerstreifen als Eckbetonung) bezieht. Über den Eingängen elegante Vordächer in flacher Betonkonstruktion. Zum Hof Balkone. Die Dachaufbauten mit Schieferverkleidung. Die Wohnanlage ist ein Zeugnis der örtlichen Bauentwicklung in den 1920er Jahren, sie zeigt wie die zeittypische Bauaufgabe des sozialen Wohnungsbaus auch für das lokale Baugeschehen Bedeutung hatte. Hierdurch erlangt sie ortsentwicklungsgeschichtliche Aussagekraft. Als architektonisch überzeugendes Beispiel ihrer Art ist sie zugleich ein Dokument der Sozial- und Baugeschichte im Allgemeinen. Zudem verweist sie auf das Bauschaffen des Leipziger Architekten Walther Beyer, der von der amerikanischen Administration zum ersten Stadtbaurat nach 1945 ernannt wurde. | 09256211 |
| Direkt Bild zu diesem Denkmal hochladen | Mietshaus in halboffener Bebauung (bauliche Einheit mit Nr. 60) | Rathausstraße 58 (Karte)                                          | Um 1905 | Putzbau mit Putzgliederungen und Kunststeinelementen, Fassadengestaltung in Einheit mit Rathausstraße 60, ortsentwicklungs- und baugeschichtliche Bedeutung. Drei Geschosse, sieben Achsen, ausgebautes Dachgeschoss, Putz-Klinker-Sockel, Putzfassade mit horizontaler Riefelputzung und Putzgliederung im Fensterbereich, Stockgesims, Traufgesims zum Teil. Aus der Erbauungszeit: Jalousieblenden im zweiten Obergeschoss, Hoftür, Treppenhaus, Wohnungstüren, Außentoiletten, Fenster zum Teil. | 09256510 |
| Direkt Bild zu diesem Denkmal hochladen | Mietshaus in halboffener Bebauung in Ecklage | Rathausstraße 59 (Karte)                                          | Um 1895 | In Ecklage Karl-Liebknecht-Straße, ehemals mit Gaststätte, reiche Putz-Klinker-Fassade in späthistoristischen Formen, Kunststeinelemente, ortsentwicklungs- und baugeschichtliche Bedeutung. Vier Geschosse, 7-1-5 Achsen, Erdgeschoss Putzfassade geglättet, Obergeschoss Klinkerfassade, Eckrisalite mit Ecklisenen, im ersten und zweiten Obergeschoss Fensterverdachungen und -einfassungen in Kunststein, Eckbetonung durch angedeuteten Balkon im zweiten Obergeschoss, Stockgesims. Aus der Erbauungszeit: Treppenhaus, Wohnungstüren, Kellertür. | 09256512 |
| Direkt Bild zu diesem Denkmal hochladen | Mietshaus in halboffener Bebauung (bauliche Einheit mit Nr. 58) | Rathausstraße 60 (Karte)                                          | Um 1905 | Mit Laden, abknickende Putzfassade mit Putzgliederungen und Kunststeinelementen, Eckbetonung durch geschweiften Giebel und Eckrisalit mit Stuckornamentik, ortsentwicklungs- und baugeschichtliche Bedeutung. Drei Geschosse, 5-1-6 Achsen, ausgebautes Dachgeschoss, Putz-Klinkersockel, Putzfassade, Stock- und Traufgesims, Eckrisalit mit Putzgliederung und dazwischenliegendem Balkon, prof. Fenstereinfassungen aus Kunststein, Ladenbereich entstellend verändert. Aus der Erbauungszeit: Bodenfliesen im Eingangsbereich, Treppenhaus, Wohnungstüren, Außentoiletten. | 09256511 |
| Direkt Bild zu diesem Denkmal hochladen | Doppelmietshaus in geschlossener Bebauung | Rathausstraße 61, 63 (Karte)                                      | Um 1900 | Späthistoristische Putz-Klinker-Fassade mit reicher Stuckgliederung an Fenstern und Traufgesims, Teil der geschlossenen Bebauung um 1900, ortsentwicklungs- und baugeschichtliche Bedeutung. Vier Geschosse, zwölf Achsen, Klinkersockel, Erdgeschoss mit Putznutung, Obergeschoss Klinker mit Putzbändern, Stockgesimse, Traufgesims mit Putzkonsolen, im ersten und zweiten Obergeschoss Fensterverdachungen, üppiger Stuck mit Konsolen Hausnr. 63 renoviert und der Ladeneinbau entstellend vergrößert. Aus der Erbauungszeit: Hoftür (alt), Treppenhaus, Wohnungstüren, Außentoilette, Kellertür, Fenster alt. | 09256513 |
| Direkt Bild zu diesem Denkmal hochladen | Doppelmietshaus in offener Bebauung | Rathausstraße 65, 67 (Karte)                                      | Um 1890 | Putzbau in historisierender Gestaltung, mit Putz- und Kunststeingliederungen, Teil der geschlossenen Bebauung um 1900, ortsentwicklungs- und baugeschichtliche Bedeutung. Drei Geschosse, acht Achsen, Putzfassade (bei Nummer 67 mit Putzgliederung, d. h. Putznutung im Erdgeschoss, Putzbänder im Obergeschoss), Stock- und Traufgesims, profilierte Fensterkunststeineinfassung, im Obergeschoss Fensterverdachungen auf Putzkonsolen. Aus der Erbauungszeit: - Nummer 65: innen nicht gesehen - Nummer 67: Haustür, Treppenhaus, Wohnungstüren, zum Teil Kellertür | 09256559 |
| Direkt Bild zu diesem Denkmal hochladen | Mietshaus in geschlossener Bebauung in Ecklage | Rathausstraße 66 (Karte)                                          | Um 1900 | In Ecklage Rosa-Luxemburg-Straße, mit Laden, Putz-Klinker-Fassade in späthistoristischen Formen, mit reichem Stuck an Fenstern und Traufgesims, Eckbetonung durch dreigeschossigem Erker mit geschweifter Haube, Teil der geschlossenen Bebauung um 1900 in straßenbildprägender Lage, ortsentwicklungs- und baugeschichtliche Bedeutung. Vier Geschosse, 8-1-5 Achsen, Klinkersockel, Erdgeschoss Putzfassade (geglättet), Obergeschoss Klinkerfassade mit Putzbändern, dreigeschossiger Eckerker auf Konsolen mit geschweifter Haube, im Obergeschoss Kunststeinfenstereinfassungen mit aufwendiger Stuckgliederung (Verdachungen etc.), profiliertes Stockgesims, Traufgesims mit Stuckkonsolen. Aus der Erbauungszeit: Haustür, Bodenfliesen und Wandpaneele (ruinös) im Eingangsbereich, Stuckfelder über Wandpaneele, Hoftür alt, Treppenhaus, Wohnungstüren, Kellertür, (Stuck eventuell nachträglich eingefügt). | 09256563 |
| Direkt Bild zu diesem Denkmal hochladen | Mietshaus in geschlossener Bebauung | Rathausstraße 68 (Karte)                                          | Um 1900 | Teil der geschlossenen gründerzeitlichen Bebauung, Putz-Klinker-Fassade in späthistoristischen und jugendstiligen Formen, Fenster mit reichem Stuckdekor, Seitenrisalite mit schmiedeeisernen Balkonen, ortsentwicklungs- und baugeschichtliche Bedeutung. Mit Tordurchfahrt und Laden, vier Geschosse, sieben Achsen, Erdgeschoss Putzfassade (geglättet), Obergeschoss Klinkerfassade mit Putzgliederung, Eckrisalite im Obergeschoss mit Putznutung und Balkonen, Fenstereinfassungen in Kunststein, zum Teil reicher Stuck, profiliertes Stockgesims, Traufgesims mit Stuckkonsolen, entstellender Ladeneinbau. Aus der Erbauungszeit: Tordurchfahrt (ruinös), Haustür, Bodenfliesen im Eingangsbereich alt, Treppenhaus, Wohnungstüren, Außentoiletten, Kellertür. | 09256562 |
| Direkt Bild zu diesem Denkmal hochladen | Mietshaus in geschlossener Bebauung | Rathausstraße 70 (Karte)                                          | Um 1900 | Reiche, späthistoristische Putz-Klinker-Fassade mit dreigeschossigem Erker, Kunststeingliederungen und Stuckdekor sowie renaissancistischem Portal und Giebel, Teil der geschlossenen Bebauung um 1900, ortsentwicklungs- und baugeschichtliche Bedeutung. Vier Geschosse, sieben Achsen, ausgebautes Dachgeschoss, Erdgeschoss mit Putzfassade (geglättet), Obergeschoss Klinker mit Kunststeingliederung, Mittelrisalit, Portal mit reichem Stuck, dreigeschossiger Erker mit aufwendiger Kunststeingliederung und Volutengiebel, Stockgesims, Traufgesims mit Stuckkonsolen. Aus der Erbauungszeit: Bodenfliesen, Stuckfries und Stuckreliefs im Eingangsbereich, Haustür, Hoftür alt, Treppenhaus, geätzte Fensterscheiben im Treppenhaus, Wohnungstüren, Außentoiletten, Kellertür. | 09256561 |
| Direkt Bild zu diesem Denkmal hochladen | Mietshaus in halboffener Bebauung | Rathausstraße 71 (Karte)                                          | Um 1895 | Historistische Putz-Klinker-Fassade mit aufwändiger Kunststeingliederung und Neorenaissance-Giebel, Teil der geschlossenen Bebauung um 1900, ortsentwicklungs- und baugeschichtliche Bedeutung. Mit Tordurchfahrt, drei Geschosse, acht Achsen, Bruchsteinsockel, Putzfassade im Obergeschoss mit Putzgliederung, auf der linken Seite geglättete Putzfassade über zwei Achsen mit renaissancistischen Giebel bekrönt, Stockgesims, Klinker-Traufgesims. Aus der Erbauungszeit: Hoftür alt, Bodenfliesen im Eingangsbereich, Treppenhaus, Wohnungstüren, Außentoiletten, Kellertür, Fenster zum Teil. | 09256558 |
| Direkt Bild zu diesem Denkmal hochladen | Mietshaus in geschlossener Bebauung | Rathausstraße 72 (Karte)                                          | Um 1910 | Putzbau mit Putzgliederung und Stuckdekor, Formen teils historisierend, teils im Reformstil um 1910 zuneigend, ortsentwicklungs- und baugeschichtliche Bedeutung. Mit Tordurchfahrt und Laden, vier Geschosse, acht Achsen, Klinkersockel, Putzfassade mit Putzgliederung, im Erdgeschoss mit Putznutung, im Obergeschoss Kunststeineinfassung der Fenster und Putzspiegel (seitlich mit Reliefs), profiliertes Stock- und Traufgesims. Aus der Erbauungszeit: beide Tordurchfahrten, Teppenhaus, Wohnungstüren, Außentoiletten, Windfangtür, eine Jalousieblende, Fenster, Ladeneinbau. | 09256560 |
| Weitere Bilder                          | Grenzstein mit Leipziger Wappen | Rathausstraße 77 (Karte)                                          | Bezeichnet mit 1558 | In die Einfriedung eingelassenes Natursteinrelief, ortsgeschichtliche Bedeutung. Relief mit Wappen und Jahreszahl „1558“ in die Einfriedung von Rathausstraße 77 eingelassen, Rochlitzer Porphyrtuff. | 09256557 |
|                                         | Wohnhaus in offener Bebauung, mit Einfriedung | Ring 1 (Karte)                                                    | 1911–1912 | Repräsentativer Putzbau im Reformstil um 1910/15, Lisenenrahmung und akzentuierender Putzdekor, über der Straßenfront Giebelgaupe mit Schiefergiebel, ortsentwicklungs- und baugeschichtliche Bedeutung. Zwei Geschosse, vier Achsen, ausgebautes Dachgeschoss, Putzfassade mit umlaufenden Lisenen im Hochparterre und Obergeschoss, Eckbetonung durch Dreiecksgiebel mit Stuckreliefs im Hochparterre, Dach mit farbiger Dachdeckung und Schmuckornamentik, linker Eingang halbrund mit Dreiecksabschluss. Einfriedung: verputzte Pfosten mit Blumenmotiv. | 09256529 |
|                                         | Villa mit Toreinfahrt | Ring 9 (Karte)                                                    | Bezeichnet mit 1904 | Putzbau im Landhausstil mit Blendfachwerk, Erker auf aufwendig stuckierten Konsolen und reicher Jugendstil-Stuckgliederung, ortsentwicklungs- und baugeschichtliche Bedeutung. - Wohnhaus: zwei Geschosse, Putzfassade mit Jugendstilreliefs im Obergeschoss, Mittelrisalit mit Masken, Freitreppe, Kunststein-Fenstereinfassungen, Holztraufgesims mit Konsolen, Fachwerkgiebel (rekonstruiert), rechts Wappenschild mit Initialen „GH“, polygonaler Treppenhausrisalit, Jugendstilfenster im Treppenhaus, Fenster alt - Torpfosten: verputzt mit Putzgliederung | 09256528 |
| Direkt Bild zu diesem Denkmal hochladen | Villa | Ring 14 (Karte)                                                   | 1910 | Anspruchsvoller Putzbau mit den Merkmalen der Reform- und Heimatschutzarchitektur um 1910, bau- und ortsentwicklungsgeschichtliche Bedeutung. Dreigeschossiger, anspruchsvoller Putzbau mit den Merkmalen der von Reform und Heimatschutz geprägten Architektur um 1910, Klinkersockel, sparsamer stilisierter Putzdekor, Straßenfront mit Eingangsloggia, darüber Balkon mit schmiedeeisernem Gitter, im Dachbereich Zwerchgiebel, seitlich davon das dritte Obergeschoss als Mansarde gestaltet, in der eingezogenen Südostecke zweigeschossiger Wintergarten, der im dritten Obergeschoss Balkon trägt, Walmdach. | 09259987 |
|                                         | Villa mit Einfriedung | Ring 19 (Karte)                                                   | Um 1900 | Zeittypischer Klinkerbau des Späthistorismus, mit Klinkergliederung und Wintergarten, ortsentwicklungs- und baugeschichtliche Bedeutung. - Wohnhaus: zwei Geschosse, Klinkerfassade (roter Klinker mit gelber Klinkergliederung und gelbem Sockel), rechts Verandavorbau mit entstellend verändertem aufgesetztem Balkon, profiliertes Traufgesims mit Konsolen, Jalousieblenden, Fenster alt - Einfriedung: Klinkersockel mit Eisengitter | 09256526 |
|                                         | Doppelvilla (Villa Dora) | Ring 20, 22 (Karte)                                               | 1902 | Repräsentativer Putzbau im Jugendstil mit imposantem geschweiftem Giebel, Vorbau mit Balkongitter, aufwendig gestalteten Eingangsbereichen und reicher Jugendstil-Stuckgliederung, ortsentwicklungs- und baugeschichtliche Bedeutung. Putzfassade mit aufwendiger Jugendstilstuckierung (Stockgesims, aufwendige Fensterprofil zum Teil mit Stuck), Doppelhaus, aber nicht achsensymmetrisch, Fenster alt, DDR-Liste. - Nummer 22: Jugendstilstuck: Lebensbaum mit Adler, Inschrift „Villa Dora“, links polygonaler Vorbau mit aufgesetztem Balkon mit aufwendigem Eisengitter, polygonaler turmartiges Treppenhaus mit Haube und Jugendstiltür - Nummer 20: Mittelrisalit mit Giebel und polygonalem Vorbau mit Balkon (Balkongitter neu), rechts polygonaler Treppenhausrisalit, Treppenhaus alt | 09256525 |
|                                         | Villa mit Einfriedung | Ring 23 (Karte)                                                   | Um 1900 | Reicher Putz-Klinker-Bau im Landhausstil mit ornamentalem Blendfachwerk, ortsentwicklungs- und baugeschichtliche Bedeutung. - Wohnhaus: zwei Geschosse, Putzfassade mit Klinkergliederung (Eckbetonung, Fenstereinfassungen, Stockgesimse), Dachgeschoss Fachwerk, rechts Risalit mit Balkon im Obergeschoss und Fachwerkgiebel, Freitreppe mit eisernem Eisengitter, Fenster alt, Kellerfenstergitter - Einfriedung: Klinkersockel mit Gitter, Torpfosten verputzt mit Klinkergliederung | 09256523 |
|                                         | Mietvilla | Ring 24 (Karte)                                                   | Um 1910 | Putzbau im Landhausstil, ansprechende Gestaltung im Sinne der Reformarchitektur um 1910, ortsentwicklungs- und baugeschichtliche Bedeutung. Zwei Geschosse, Putzfassade, links Vorbau mit Balkonloggia und einfacher Putzgliederung, im Giebel Fachwerk, überdachte Freitreppe, Fenster alt (nur ein Fenster verändert), Fensterläden fehlen (zeichnen sich aber auf dem Putz ab). | 09256524 |
|                                         | Villa Armgard mit Einfriedung | Ring 25 (Karte)                                                   | 1899–1900 | Landhausartiger Putzbau mit Putzgliederung und aufwändigem Schwebegiebel, ortsentwicklungs- und baugeschichtliche Bedeutung. - Villa: zwei Geschosse, Putzfassade mit einfacher Putzgliederung, Stockgesimse, links Vorbau mit Balkon mit einfacher Putzgliederung (Balkon mit Holzkonstruktion überdacht), auf dem Dach Aufbau mit Geländer (Kaminkehrerausstieg, „Belvedere“), Fenster zum Teil alt - Einfriedung: Klinkersockel mit Gitter, Torpfosten verputzt | 09256522 |
|                                         | Doppelvilla | Ring 29, 31 (Karte)                                               | 1901 | Landhausartiger, malerisch gestalteter Putzbau in späthistoristischen Formen, ortsentwicklungs- und baugeschichtliche Bedeutung. Zwei Geschosse, ausgebautes Dachgeschoss, Putzfassade, Stockgesims, rechts eingeschossiger überdachter Vorbau, links polygonaler Eckerker mit Putzgliederung, polygonale Treppenhausrisalite an den Stirnseiten, überdachter Eingänge auf Holzpfeilern, Erdgeschoss große Flachbogenfenster, Obergeschoss Fensterrahmung mit angedeutetem Vorhangbogenmotiv, aufgesetzte Spitzen auf Dach, reiches Blendfachwerk rekonstruiert, durch An- und Aufbauten stark durchgliederte Dachlandschaft. | 09256521 |
|                                         | Doppelvilla | Ring 33, 35 (Karte)                                               | Um 1900 | Putzbau im Landhausstil mit Blendfachwerk, Klinkergliederungen und aufwändigen Schwebegiebeln, ortsentwicklungs- und baugeschichtliche Bedeutung. Putzfassade mit Klinkergliederung um die Fenster, Fachwerk im Obergeschoss, Fassadengliederung annähernd achsensymmetrisch: Vorbau mit aufgesetztem Balkon, Giebel mit aufwendiger Holzkonstruktion, bei Nummer 33 Oculus in Rechteckfenster geändert. Aus der Erbauungszeit: bei Nummer 35 Haustür, Fenster zum Teil alt, bei Nummer 33 Haustür und Fenster neu. | 09256520 |
| Direkt Bild zu diesem Denkmal hochladen | Doppelmietshaus in offener Bebauung | Ring 40, 42 (Karte)                                               | Um 1900 | Späthistoristische Putz-Klinker-Fassade mit Kunststein- und Stuckelementen, Fassadengliederung durch Mittel- und Eckrisalite, ortsentwicklungs- und baugeschichtliche Bedeutung. Drei Geschosse, zum Teil ausgebautes Mansarddach, Sockel mit Putzquaderung, Erdgeschoss verputzt (geglättet), im Obergeschoss Putz-Klinker-Fassade (rot), Stockgesims, Traufgesims auf ruinösen Stuckkonsolen, zwei Erker, Mittelrisalit, Fensterverdachungen in Kunststein, im zweiten Obergeschoss Stuckfriese unter und oberhalb der Fenster. Bei Nummer 40 ist der Stuck komplett abgeschlagen, Denkmal aber aus Ensemblegründen. Aus der Erbauungszeit: - Nummer 40: Bodenfliesen im Eingangsbereich, Treppenhaus, Wohnungstüren, Fenster - Nummer 42: Treppenhaus, Wohnungstüren, Außentoiletten, Kellertür | 09256472 |
| Direkt Bild zu diesem Denkmal hochladen | Doppelmietshaus in offener Bebauung | Ring 41, 43 (Karte)                                               | Um 1900 | Putz-Klinker-Fassade in den typischen Formen der Zeit um 1900, Betonung der Mitte durch Risalit und breiten Giebel, orts- und baugeschichtliche Bedeutung. Drei Geschosse, zwölf Achsen, ausgebautes Dachgeschoss, Klinkersockel, Obergeschoss gelber Klinker, vierachsiger verputzter Mittelrisalit, Fensterverdachungen und -einfassungen in Kunststein, aufwendig gestaltet mit kannelierten Pilastern und Vorhangbogenmotiv, in den Brüstungsfeldern teilweise Beschlagwerk, Fassade partiell reduziert, Giebel im Dachgeschoss entstellt durch geglätteten Putz. Aus der Erbauungszeit: Haustür, Reste der Bodenfliesen im Eingangsbereich, Treppenhaus, Reste von bleiverglasten Fenstern im Treppenhaus, Wohnungstüren, Außentoiletten, Kellertür. | 09256475 |
| Direkt Bild zu diesem Denkmal hochladen | Doppelmietshaus in offener Bebauung | Ring 44, 46 (Karte)                                               | Um 1905 | Reiche zeittypische Putz-Klinker-Fassade in späthistoristischen und jugendstiligen Formen, geschweifter barockisierender Schmuckgiebel, ortsentwicklungs- und baugeschichtliche Bedeutung. Drei Geschosse, zwölf Achsen, ausgebautes Dachgeschoss, Klinkersockel, Erdgeschoss verputzt (geglättet), Obergeschoss gelber Klinker mit Putzgliederung im Fensterbereich, sechsachsiger Mittelrisalit mit geschweiftem Giebel (Rokoko-artig) mit Rundbogenfenstern, vier Balkone (neu), Fensterverdachungen und -einfassungen in Kunststein, im ersten Obergeschoss Stuck oberhalb der Fenster, Stockgesims, Traufgesims. Aus der Erbauungszeit: - Nummer 44: Hoftür (alt), Haustür, Bodenfliesen im Eingangsbereich, Treppenhaus, Wohnungstüren, Außentoiletten, Kellertür - Nummer 46: Hoftür (alt), Bodenfliesen im Eingangsbereich, Treppenhaus, Wohnungstüren, Außentoiletten, Kellertür | 09256471 |
| Direkt Bild zu diesem Denkmal hochladen | Doppelmietshaus in offener Bebauung | Ring 47, 49 (Karte)                                               | Um 1900 | Vorwiegend späthistoristisch geprägte Putz-Klinker-Fassade, Kunststein-Fenstereinfassungen mit Vorhangbogenmotiv, ortsentwicklungs- und baugeschichtliche Bedeutung. Drei Geschosse, zehn Achsen, Klinkersockel, Erdgeschoss verputzt (geglättet), Obergeschoss Putz-Klinker-Fassade (rot), dritte und vierte Fensterachse im Obergeschoss vorkragend und verputzt, profiliertes Traufgesims, Kunststeinfenstereinfassungen (profiliert, im Obergeschoss zum Teil Vorhangbogenmotiv, zum Teil mit Spitzgiebel), im ersten Obergeschoss Putzspiegel unterhalb der Fenster. Aus der Erbauungszeit: - Nummer 47: innen nicht gesehen - Nummer 49: Hoftür alt, Bodenfliesen im Eingangsbereich, Treppenhaus, Wohnungstüren, Außentoiletten, Kellertür alt | 09256473 |
| Direkt Bild zu diesem Denkmal hochladen | Mietshaus in offener Bebauung | Ring 50 (Karte)                                                   | Um 1900 | Putzbau in späthistoristischen Formen, reicher Fensterschmuck, ortsentwicklungs- und baugeschichtliche Bedeutung. Drei Geschosse, vier Achsen, ausgebautes Dachgeschoss, Klinkersockel, Putzfassade, zweite Achse von links betont durch Mittelrisalit mit breiteren Fenstern und Giebel und Zwillingsfenstern und Dreiecksgiebel auf reich stukkierten Konsolen, Kunststeinfenstereinfassungen, reicher Stuck über den Fenstern im ersten und zweiten Obergeschoss, profiliertes Traufgesims. Aus der Erbauungszeit: Haustür, Bodenfliesen im Eingangsbereich, Treppenhaus, Wohnungstüren, Kellertür, Fenster. | 09256470 |
| Direkt Bild zu diesem Denkmal hochladen | Doppelmietshaus in offener Bebauung | Ring 52, 54 (Karte)                                               | Bezeichnet mit 1926 | Außergewöhnliche Fassadengestaltung in den modernen Formen der 1920er Jahre, Klinkerelemente, diagonal gestellte Eckrisalite, betonter Eingangsbereich, ortsentwicklungs- und baugeschichtliche Bedeutung. Drei Geschosse, Putz-Klinker-Fassade, vier Eckrisalite mit Klinkergliederung an den Kanten und unterhalb der Fenster im zweiten Obergeschoss, Betonung der Haustür durch Klinkergliederung, Inschrift „Anno 1926“, in der Mitte ein Relief (aufbäumender Löwe). Renoviert (Haustür, Fenster, Dach neu). | 09256469 |
| Direkt Bild zu diesem Denkmal hochladen | Mietshaus in Ecklage (mit zwei Anschriften: August-Bebel-Straße 55 und Ring 56)                                                                                               | Ring 56 (August-Bebel-Straße 55) (Karte)                          | 1902–1903 | Typischer Putz-Klinker-Bau der Zeit um 1900, ortsentwicklungs- und baugeschichtliche Bedeutung. Drei Geschosse, zehn Achsen, Klinkersockel, Erdgeschoss Putzfassade (geglättet), Obergeschoss gelber Klinker, profiliertes Stock- und Traufgesims, dreigeschossiger Eckerker auf geschwungenen Konsolen, profilierte Kunststeinfenstereinfassungen im ersten Obergeschoss. Klinkergliederung im zweiten Obergeschoss. Bildet eine Einheit mit Ring 56 (Ecklage). Vergleiche auch mit August-Bebel-Straße 53. Aus der Erbauungszeit: Jalousieblenden und Jalousien im Erdgeschoss, Haustür (alt), Bodenfliesen im Eingangsbereich, Treppenhaus, Wohnungstüren, Kellertür. Deckenstuck im Jugendstil. Bildet eine Einheit mit August-Bebel-Straße 55, nimmt die Formen von August-Bebel-Straße 53 auf. Mit Eckrisalit, Kunststein-Fenstereinfassungen, alten Jalousieblenden und Jalousien und Jugendstil-Deckenstuck im Eingangsbereich. Entwurf und Ausführung durch den Maurermeister Richard Weber, der zugleich Bauherr war. Dreigeschossiger Bau mit Mansarddach, Erdgeschoss über Klinkersockel verputzt, Obergeschosse mit ledergelber Klinkerverkleidung, im ersten Obergeschoss profilierte Fensterrahmungen in Kunststein, vorwiegend gerade Fensterverdachungen, Fenster des zweiten Obergeschoss segmentbogig geschlossen und mit typischem Streifenornament durch helle und dunkle Klinker, die Gebäudeecke entsprechend der städtebaulichen Einbindung abgeschrägt und als Risalit ausgebildet, zusätzliche Betonung durch überhöhten Erker, zur Gliederung der Fronten an der August-Bebel-Straße seitlich verschobener Risalit und am Ring polygonaler Erker. Im Innern verschiedene Ausstattungselemente der Erbauungszeit erhalten (Jugendstil-Deckenstuck im Eingangsbereich, Bodenfliesen, Wohnungstüren). Das Miethaus ist ein Zeugnis für die bauliche Entwicklung von Gautzsch um 1900, die von einer weitreichenden Verstädterung des einstigen Dorfes geprägt war. Es ist Teil eines damals entstandenen Erweiterungsgebietes östlich des alten Ortskerns, das vorwiegend Mietshausbebauung aufweist. Unter diesem Aspekt verkörpert das Objekt einen ortsentwicklungsgeschichtlichen Aussagewert. Als typischer Vertreter der spekulativen Mietshausarchitektur um 1900 ist es auch baugeschichtlich von Belang. | 09256483 |
|                                         | Fabrikationsgebäude der ehemaligen Schokoladenfabrik Riquet & Co. | Riquetstraße 8 (ehemals Ring 1) (Karte)                           | 1926–1927 | Verputzter Stahlbetonskelettbau von städtebaulicher Wirkung, ortsgeschichtliche, regionalgeschichtliche, architekturgeschichtliche und städtebauliche Bedeutung. Viergeschossiger Putzbau (Stahlbetonskelett) mit Walmdach, außenseitiger Risalit mit markanter Gestaltung in zeittypischer Klinkerarchitektur, Teil eines nicht vollständig realisierten Projektes. Ab 11. November 2009 vom Stadtrat Markkleeberg in „Am Pralinenhaus“ benannt. 1895 errichtete die Kakao- und Schokoladenfabrik Riquet & Co. (gegr. 1745) auf dem Gautzscher Lommitzschberg eine Produktionsstätte. Sie gehörte von Anfang an zu den wichtigsten Industriebetrieben am Ort. Im Laufe der Zeit erfuhr die Fabrik verschiedene Veränderungen und Erweiterungen. 1926/27 entstand nach Plänen des Leipziger Bauingenieurs Paul Ranft das eindrucksvolle fünfgeschossige Fabrikationsgebäude. Es handelt sich um einen verputzten Stahlbetonskelettbau mit Walmdach. Die städtebaulich wirksame Nordseite des Gebäudes wird durch einen Risalit in zeittypischer Klinkerarchitektur akzentuiert. Auf der Südseite befindet sich der Eingang mit Treppenhaus, dieses im Dach durch Zwerchhaus markiert. An der Ostseite turmartiger Dachaufsatz. Seit 2004 wird der Bau durch die HTWK Leipzig, Fachbereich Maschinen- und Energietechnik, genutzt. Außer dem Fabrikationsbau zeugen heute nur die Fabrikantenvilla Koburger Straße 45 und ein kleineres Gebäude mit Garagen von der einstigen traditionsreichen Kakao- und Schokoladenproduktion im ehem. Gautzsch. Das Gebäude ist ein Zeugnis für die Industrieentwicklung am Ort und im Leipziger Raum. In Gautzsch, später Markkleeberg, war die Riquet & Co. AG eines der wichtigsten Industrieunternehmen. Es verweist auch allgemein auf die Firmengeschichte des Hauses Riquet & Co., das um 1900 als „Tee-Import, Kakao- und Schokolade-Fabrik Riquet & Co. A. G., Gautzsch-Leipzig“ mit seinen Produkten weltweit vertreten war. Als architektonisch anspruchsvoller Industriebau der 1920er Jahre ist das Objekt weiterhin baugeschichtlich und bautypologisch von Belang. Zudem ist es ein Dokument für das Schaffen von Paul Ranft, der gerade im Industriebau der ersten Hälfte des 20. Jahrhunderts eine wichtige Rolle spielte. Schließlich gehört das hoch aufragende Produktionsgebäude zu den prägenden Bauten am Ortseingang von Markkleeberg, wodurch es städtebauliche Bedeutung erlangt. Der Bau ist von einer vorbeiführenden Hauptstraße und aus dem jenseits der Bahnstrecke befindlichen Wohn- und Gewerbegebiet eindrucksvoll wahrnehmbar. Bei der Gestaltung des Gebäudes hat der Architekt dieser Fernwirkung Rechnung getragen. | 09256928 |
| Direkt Bild zu diesem Denkmal hochladen | Mietshaus in halboffener Bebauung in Ecklage | Robert-Blum-Straße 2 (Karte)                                      | Um 1905 | In Ecklage zur Straße Auerbachs Hof, reiche Putz-Klinker-Fassade in späthistoristischen und jugendstiligen Formen, ortsentwicklungs- und baugeschichtliche Bedeutung. Drei Geschosse, ausgebautes Dachgeschoss, 3-1-8-1-4 Achsen, Klinkersockel mit Putzgliederung, Erdgeschoss Putzfassade, Obergeschosse Putz-KLinker-Fassade, Eckrisaliten mit Eckquaderung, im ersten Obergeschoss Fensterverdachungen und -rahmungen mit Stuck, im zweiten Obergeschoss Fensterrahmungen glasierte Klinker. Aus der Erbauungszeit: Haustür, Hoftür, Bodenfliesen und Stuckdecke im Eingangsbereich, Windfang, Treppenhaus, Wohnungstüren, Kellertür, Fenster zum Teil alt mit reichem Stuck in den Fensterverdachungen der Eckrisalite und im Giebel und Ausstattung. Aus der Erbauungszeit (z. B. Stuckdecke im Eingangsbereich). Das Mietshaus ist ein Zeugnis für die baulichen Veränderungen um 1900 im unmittelbaren Ortskern von Gautzsch, die zu einer weitgehenden Verstädterung des ehemaligen Dorfes führten. Unter diesem Gesichtspunkt verkörpert das Gebäude einen ortsgeschichtlichen Aussagewert. Dreigeschossiger Bau mit Walmdach. Erdgeschoss über Klinkersockel verputzt und genutet, Obergeschosse mit roter Verklinkerung, Gliederungs- und Schmuckelemente in Putz und Kunststein, dazu glasierte Klinker in den Verdachungen des zweiten Obergeschosses, entsprechend der Ecksituation Gebäudeecke abgeschrägt und risalitartig ausgebildet, äußerer Abschluss der Fassaden durch Seitenrisalite, die Ecken der Vorlagen mit Putzquaderung betont, in den Vorlagen dreieckige und bogige Fensterverdachungen, deren Felder mit Ornament gefüllt. Der Dachbereich durch teils mit Masken ausgeschmückten Giebeln und Gaupen bereichert. Aus der Erbauungszeit Ausstattungselemente wie Haustür, Bodenfliesen und Stuckdecke im Eingangsbereich, Treppenhaus und Wohnungstüren erhalten. Das Mietshaus dokumentiert die bauliche Entwicklung von Gautzsch um 1900, die zu einer weitgehenden Verstädterung des ehemaligen Dorfes führte. Unter diesem Gesichtspunkt verkörpert das Gebäude einen ortsgeschichtlichen Aussagewert. Als typisches und ansprechendes Beispiel der damaligen Mietshausarchitektur im vorstädtischen Rahmen ist das Objekt auch baugeschichtlich von Belang. | 09256422 |
| Direkt Bild zu diesem Denkmal hochladen | Doppelmietshaus in offener Bebauung | Robert-Blum-Straße 12, 14 (Karte)                                 | Um 1900 | Putzbau im Landhausstil mit prächtigem Blendfachwerk, bau- und ortsentwicklungsgeschichtliche Bedeutung. Zwei Geschosse, ausgebautes Dachgeschoss, Fassade achsensymmetrisch, je fünf Achsen, Eckrisaliten mit aufwendig geschnitzten Fachwerkgiebeln mit vorgeblendeten Holzschnitzereien, Putzfassade mit Klinkergliederung, unter Dachbereich Fachwerk, holzverblendete Dachgauben, profilierte Fenstersohlbänke, im Erdgeschoss Stuckmasken als Fensterschlusssteine, Landhausstil. - Nummer 12: Eingangsbereich mit Freitreppe mit Dach auf geschnitzten Holzstützen, Einfriedung: schmiedeeisernes Gitter - Nummer 14: renoviert, Eingangsbereich entstellend verändert, Einfriedung fehlt, Dach neu - Garage: Putzfassade, profiliertes Traufgesims, Oculus in Giebel Zweigeschossiges, breit gelagertes Gebäude mit ausgebautem Walmdach. Reich gestaltete, symmetrisch gegliederte Fassade, Klinkersockel, darüber verputzt mit Gliederungs- und Schmuckelementen in Klinker, Stuck und Kunststein, im Traufbereich Blendfachwerk, die Eckrisalite mit aufwändigem Zierfachwerk und Gespärre in den Giebeln, Dachgaupen verschalt, im Erdgeschoss Masken als Fensterschlusssteine. An Nummer 12 Eingang mit Freitreppe und hölzernem Vorhäuschen auf geschnitzten Stützen. An Nummer 14 Eingangsbereich entstellend verändert. Das Doppelmietshaus ist ein Dokument für die bauliche Entwicklung von Gautzsch (heute Teil von Markkleeberg) um 1900, die einerseits zu einer stark städtisch geprägten Bebauung und andererseits zu Villengebieten mit Vorortcharakter führte. Dieses Objekt gehört zu solch einem Stadtbereich, der vorwiegend Villengrundstücke und gehobene Wohnbebauung aufweist. Hierdurch erklärt sich wahrscheinlich auch die für ein Mietshaus sehr anspruchsvolle Erscheinung des Gebäudes. In dieser Form stellt es neben seiner ortsentwicklungsgeschichtlichen Aussagekraft auch einen baugeschichtlichen Zeugniswert dar. | 09256448 |
| Direkt Bild zu diesem Denkmal hochladen | Ehemaliges Wirtschaftsgebäude, heute Wohnhaus (Anschrift: Robert-Blum-Straße 14b und Offenbachstraße 31), mit Einfriedung und Toreinfahrt (Anschrift: Robert-Blum-Straße 14c) | Robert-Blum-Straße 14b, 14c (Offenbachstraße 31) (Karte)          | 1922–1923 | Putzbau über u- förmigem Grundriss, ursprünglich als Wirtschaftsgebäude für die Villa Offenbachstraße 37 errichtet, die Toreinfahrt von zwei Torhäuschen flankiert, bau- und ortsentwicklungsgeschichtliche Bedeutung. Eingeschossiger, in traditionellen Formen gestalteter Putzbau mit ausgebautem Mansarddach, äußeres Erscheinungsbild durch Fensterläden belebt, in der Mitte turmartiger Vorbau mit geschweifter Haube, die Gebäudeseiten flügelartig verspringend, ursprüngliche waren in dem Gebäude Garagen, Wirtschaftsräume, Werkstätten und Angestelltenwohnungen untergebracht, Einfriedung teils verputzte Mauer, teils Eisenzaun mit gemauerten Pfosten, die massiven, ebenfalls verputzten Torhäuschen mit geschweiften Dächern. | 09304448 |
| Direkt Bild zu diesem Denkmal hochladen | Villa mit Einfriedung | Robert-Blum-Straße 16 (Karte)                                     | 1899–1900 | Putz-Klinker-Bau in späthistoristischen Formen, ortsentwicklungs- und baugeschichtliche Bedeutung. - Villa: zwei Geschosse, Putzsockel, im ersten und zweiten Obergeschoss Klinker, Kunststeineinfassungen Fenster, im Erdgeschoss Stuckfelder unter Fensterbänken, Stockgesims, links Eckturm mit verputztem Fachwerkoberbau und Putznutung im Obergeschoss, Eckbetonung durch hell abgesetzte bossierte Steine, vorkragendes Dach auf geschnitzten Stützen, Landhausstil, renoviert - Einfriedung: gelber Klinker mit Sandsteinabdeckung und Gitter Landhausstil mit Blendfachwerk, aufwendiger Kunststeingliederung, Eckturm mit spitzer Haube und schmiedeeisernem Zaun 1899/1900 für den Leipziger Stadtsteuereinnehmer Kurt Felix Meltzer errichtete Villa, Planung und Ausführung durch den Architekten Emil Franke. Zweigeschossiger Bau, malerisches Erscheinungsbild durch asymmetrische Baukörpergliederung und Materialvielfalt, Fassaden in roten Klinkern, Walmdach, an Fenstereinfassungen (Kunststein), Stockwerkgesims und Brüstungsfeldern (Erdgeschoss) typische späthistoristische Dekorationen, Südostecke durch Eckturm mit Zierfachwerk und spitzer Haube betont, am straßenseitigen Risalit Zierfachwerk und Holzgesprenge im Giebelbereich, zwischen Eckturm und Risalit Holzveranda, Hauseingang an der Nordseite. Einfriedung mit Sockel und Pfosten in gelben Klinkern, auf den Pfosten Sandsteinabdeckungen, Zaunsfelder und Torflügel in Schmiedeeisen. Die Villa verweist auf die im späten 19. Jahrhundert einsetzende Entwicklung von Gautzsch (heute Teil von Markkleeberg) zum vornehmen Villenvorort, hieraus ergibt sich ihre ortsentwicklungsgeschichtliche Bedeutung. Sie ist Bestandteil eines noch heute durch Villengrundstücke geprägten Stadtbereiches. Als typischer Vertreter des späthistoristischen Villenbaus verkörpert das Objekt auch einen baugeschichtlichen Aussagewert. Unter diesem Aspekt ist es auch ein Dokument für das Schaffen des Architekten Emil Franke, der seinerzeit am Baugeschehen im Leipziger Süden rege beteiligt war. | 09256450 |
| Direkt Bild zu diesem Denkmal hochladen | Zwei Mehrfamilienhäuser (Rathausstraße 56/56a und Robert-Havemann-Straße 14/16/18) einer Wohnanlage, mit Einfriedung und Vorgärten                                            | Robert-Havemann-Straße 14, 16, 18 (Rathausstraße 56/56a) (Karte)  | 1928–1929 | Putz-Klinker-Bauten in den traditionalistischen Formen der 1920er Jahre, ortsentwicklungs- und baugeschichtliche Bedeutung. Drei Geschosse, ausgebautes Dachgeschoss, Putzfassade mit Sockel, Treppenhausrisalit, Fenstereinfassungen, Traufgesims und Eckbetonung in rotem Klinker. 1928/29 durch den Gemeinderat Gautzsch errichtete Wohnanlage, bestehend aus zwei Mehrfamilienhäusern, Planung durch den Leipziger Architekten Walther Beyer. Es handelt sich um dreigeschossige, parallel zueinander stehende Bauten mit ausgebauten Walmdächern. Am Gebäude Rathausstraße 56/56a der hintere Teil abgewinkelt, womit offenbar ein Bezug zu dem kleinen, vor dem Gebäude liegenden Schmuckplatz hergestellt werden sollte. Zwischen den Bauten Hofraum, der zur Rathausstraße durch Einfriedung abgeschlossen ist. Zeittypische Fassadengestaltung, die ihren Reiz aus dem Kontrast von hellen Putzflächen und roten Klinkerelementen (hoher Sockel, Treppenhausrisalite, Fensterrahmungen, Traufband, Klinkerstreifen als Eckbetonung) bezieht. Über den Eingängen elegante Vordächer in flacher Betonkonstruktion. Zum Hof Balkone. Die Dachaufbauten mit Schieferverkleidung. Die Wohnanlage ist ein Zeugnis der örtlichen Bauentwicklung in den 1920er Jahren, sie zeigt wie die zeittypische Bauaufgabe des sozialen Wohnungsbaus auch für das lokale Baugeschehen Bedeutung hatte. Hierdurch erlangt sie ortsentwicklungsgeschichtliche Aussagekraft. Als architektonisch überzeugendes Beispiel ihrer Art ist sie zugleich ein Dokument der Sozial- und Baugeschichte im Allgemeinen. Zudem verweist sie auf das Bauschaffen des Leipziger Architekten Walther Beyer, der von der amerikanischen Administration zum ersten Stadtbaurat nach 1945 ernannt wurde. | 09256211 |
| Weitere Bilder                          | Feuerwehrgerätehaus mit Schlauchturm | Rosa-Luxemburg-Straße 11a (Karte)                                 | 1908 | Historistischer, farblich gegliederter Klinkerbau, ortsgeschichtliche Bedeutung. Ein bis zwei Geschosse, roter Klinker mit gelber Klinkergliederung, viergeschossiger Eckturm. Freiwillige Feuerwehr 1897 gegründet, Datierung der Literatur entnommen. Das Feuerwehrgerätehaus in Markkleeberg-West (ehemals Gautzsch) wurde 1907/08 errichtet. Zur Gründung der Freiwilligen Feuerwehr in Gautzsch kam es 1897 nach dem Brand der Gautzscher Rittergutsmühle. 1934 Zusammenlegung der bisher selbstständigen Ortswehren von Gautzsch und Oetzsch-Markkleeberg. Roter Klinkerbau mit gelber Klinkergliederung, Untergliederung des Baukörpers in viergeschossigen Eckturm und viertorigen Garagentrakt, dieser nachträglich auf der Seite erweitert, eine fünfte Garage war ehemals im Turmerdgeschoss, über der Garage neben dem Turm eingeschossiger Aufbau. Das Pyramidendach des Turms ursprünglich steiler und mit Gaupen. Im Sinne des Späthistorismus zeigt der Bau einen Mischstil aus romanischen, gotischen und Renaissanceformen. Der ortsgeschichtliche Aussagewert des Feuerwehrhauses ergibt sich aus seiner Entstehungsgeschichte, damit verweist der Bau auf örtliche historische Entwicklungen und Verhältnisse in der Vergangenheit. Als Beispiel für die Bauaufgabe Feuerwehrgebäude der Zeit um 1900 ist das Objekt auch baugeschichtlich bedeutend. | 09256567 |
| Direkt Bild zu diesem Denkmal hochladen | Mietshaus in geschlossener Bebauung | Rosa-Luxemburg-Straße 14 (Karte)                                  | Um 1905 | Ansprechende Putzfassade mit Jugendstildekor, Mittenbetonung durch erkerartige Vorlage, ortsentwicklungs- und baugeschichtliche Bedeutung. Vier Geschosse, sechs Achsen, Klinkersockel, Putzfassade, im Erdgeschoss mit Putznutung, im Obergeschoss Stuckreliefs in den Fensterachsen, mittlere Achsen vorkragend und mit Putzgliederung, Stockgesims, Fenster zum Teil alt. Tordurchfahrt, Windfangtür, innen nicht gesehen. | 09256566 |
| Direkt Bild zu diesem Denkmal hochladen | Mietshaus in geschlossener Bebauung | Rosa-Luxemburg-Straße 16 (Karte)                                  | Um 1915 | Putzbau mit geometrisierender Putzgliederung in den Formen der Zeit um 1910/15, Giebel über vorkragender Mittelzone, Haustür mit plastisch vortretender Rahmung, ortsentwicklungs- und baugeschichtliche Bedeutung. Vier Geschosse, neun Achsen, Putzfassade mit einfacher geometrisierender Putzgliederung, mittlere fünf Achsen im Obergeschoss leicht vorkragend und mit Giebel, Stockgesims. Aus der Erbauungszeit: Haustür, Hoftür, Stuckfelder im Eingangsbereich, Treppenhaus, Wohnungstüren, Außentoiletten, Kellertür. | 09256565 |
| Direkt Bild zu diesem Denkmal hochladen | Mietshaus in geschlossener Bebauung | Rosa-Luxemburg-Straße 18 (Karte)                                  | Um 1915 | Putzbau mit geometrisierender Putzgliederung in den Stilformen um 1910/15, Dachhaus und hervorgehobenem Portal mit gesprengtem Giebel, ortsentwicklungsgeschichtliche Bedeutung. Vier Geschosse, neun Achsen, Putzfassade mit einfacher geometrisierender Gliederung, Mittelachsenbetonung durch gesprengtem Giebel und Pilonen, Stockgesims. Aus der Erbauungszeit: Haustür, Hoftür, Treppenhaus, Wohnungstüren, Außentoiletten, Kellertür, zum TeilFenster. | 09256564 |
| Direkt Bild zu diesem Denkmal hochladen | Mietvilla mit Einfriedung | Sebastian-Bach-Straße 11 (Karte)                                  | Um 1902 | Putzbau im Landhausstil mit Putzgliederung, Blendfachwerk und doppelstöckigemm hölzernem Balkonvorbau, schmiedeeiserner Zaun mit Klinkerpfosten, ortsentwicklungs- und baugeschichtliche Bedeutung. - Wohnhaus: zwei Geschosse, fünf Achsen, ausgebautes Dachgeschoss, Klinkersockel, Putzfassade, auf der linken Seite Risalit mit Eckquaderung, im Giebel Fachwerk, Veranda mit darüberliegendem überdachtem Balkon auf geschnitzten Stützen, Dachgaube Holzverkleidet, jugendstilige Fenstereinfassungen - Einfriedung und Torpfosten: Klinker und Klinkersockel, Torpfosten haben als oberen Abschluss eine Sandsteinplatte mit Kugeln, Tor in Fragmenten erhalten | 09256498 |
|                                         | Doppelwohnhaus (Kregelstraße 1 und Sebastian-Bach-Straße 13) in offener Bebauung in Ecklage                                                                                   | Sebastian-Bach-Straße 13 (Kregelstraße 1) (Karte)                 | Um 1900 | Putzbau im Landhausstil mit Blendfachwerk, Klinkergliederung, Wintergärten in Holzkonstruktion, ortsentwicklungs- und baugeschichtliche Bedeutung. Zwei Geschosse, Klinkersockel, Putzfassade mit Klinkergliederung, Fachwerkgiebel, weit vorkragendes Dach auf geschnitzten Stützen, entstellender Anbau, Eingangsvordach auf geschnitzten Knaggen, Haustür alt. Denkmal wegen der Ecklage und weil es die Doppelhaushälfte zu Sebastian-Bach-Straße 13 bildet. Flach gedeckter Eckrisalit (entstellend, aber vermutlich original), Wintergarten mit Fachwerkverblendung, „Landhausstil“. | 09256479 |
| Direkt Bild zu diesem Denkmal hochladen | Doppelmietvilla | Sebastian-Bach-Straße 14, 16 (Karte)                              | 1900–1901 | Putzbau im Landhausstil mit Blendfachwerk, ortsentwicklungs- und baugeschichtliche Bedeutung. Zwei Geschosse, verputzt, achsensymmetrisch, „Landhausstil“. Denkmal aus Ensemblegründen. Denkmalbegründung: Wintergarten- bzw. Verandenvorbauten und Fenstererker. - Hausnr. 14: auf der rechten Seite doppelstöckiger hölzerner Wintergarten, im Giebel Fachwerk, seitlicher Eingang und kleiner Erker - Hausnr. 16: wie 14, jedoch statt Wintergarten Balkone, seitlicher Eingang, Vordach auf geschnitzten Stützen, seitlich zugesetzt Planung durch den Leipziger Architekten F. Otto Gerstenberger, Auftraggeber waren die Bauunternehmer Koppehl & Elsner. Zweigeschossiger Bau mit hohem, ausgebautem Krüppelwalmdach, Fassaden verputzt. Das insgesamt malerische Erscheinungsbild vor allem durch reiches Blendfachwerk im oberen Bereich geprägt, straßenseitig zwei große Zwerchhäuser und seitlich angeordnete Holzveranden über beide Geschosse. In den Etagen jeder Haushälfte ist nur je eine Wohnung angelegt. Die Räume gruppieren sich um das von der Seite zugängliche Treppenhaus. Die zu Nummer 14 gehörige Garage wurde 1939 zusammen mit einer neuen Einfriedung nach Entwurf des Markkleeberger Architekten Johannes Richter errichtet. Die Mietvilla verweist auf die bauliche Entwicklung von Gautzsch um 1900. Damals wurden die Gautzscher Fluren weitreichend als Bauland erschlossen, was zur Verstädterung des einstigen Bauerndorfes führte. Unter diesem Aspekt erlangt das Objekt ortsentwicklungsgeschichtliche Aussagekraft. Baugeschichtlich bedeutend ist es als überzeugendes Beispiel einer zeittypischen Bauaufgabe und als Dokument für das Schaffen F. Otto Gerstenbergers, der zu den wichtigen Leipziger Architekten um 1900 zählte. | 09256494 |
| Weitere Bilder                          | Mietshaus in halboffener Bebauung in Ecklage | Spinnereistraße 1 (Karte)                                         | Um 1900 | In Ecklage Koburger Straße, straßenbildprägender Putz-Klinker-Bau in den typischen Formen der Zeit um 1900, ortsentwicklungsgeschichtliche Bedeutung. Vier Geschosse, 5-1-6 Achsen, Klinkersockel, Erdgeschoss Putzfassade (geglättet), Obergeschosse Putz-Klinker-Fassade, profiliertes Klinkertraufgesims, innen nicht gesehen. | 09256418 |
| Direkt Bild zu diesem Denkmal hochladen | Doppelmietvilla (August-Bebel-Straße 26 und Städtelner Straße 17) | Städtelner Straße 17 (August-Bebel-Straße 26) (Karte)             | 1909–1910 | Malerisch gegliederter Putzbau im Reformstil um 1910, Fassadengestaltung mit Blendfachwerk und Putzgliederungen, an der Südecke als Runderker vortretend, straßenbildprägende Wirkung ortsentwicklungs- und baugeschichtliche Bedeutung. Zwei Geschosse, ausgebautes Dachgeschoss, Putzfassade mit Lisenengliederung, Putzspiegeln und Reliefs, einfache Gliederung um die Fenster. Fassade ruinös, auf der linken Seite im Obergeschoss Fachwerk, auf der rechten Seite risalitartiger Vorbau, halbrunde Ecke und hölzerner Wintergarten, überdachter Eingang, Haustür alt. Bildet eigentlich ein Doppelhaus mit 25, das ist kein Denkmal, weil entstellend verändert. | 09256500 |

## Ehemalige Kulturdenkmale
| Bild                                    | Bezeichnung                                                                                       | Lage                                 | Datierung                 | Beschreibung | ID       |
| --------------------------------------- | ------------------------------------------------------------------------------------------------- | ------------------------------------ | ------------------------- | --- | -------- |
|                                         | Ehemaliges Verwalterhaus des Kees’schen Gutshofs                                                  | Am Volksgut 2 (Karte)                | 1896                      | Im Landhausstil erbaut, mit Blendfachwerk, Erkern, Putz- und Klinkergliederung. Abgerissen 2008. |          |
|                                         | Mietshaus in offener Bebauung                                                                     | Auerbachs Hof 1 (Karte)              | Um 1870                   | Fassade mit reicher Putzgliederung und Gauben mit Dachzier |          |
| Direkt Bild zu diesem Denkmal hochladen | Wohnhaus und Nebengebäude einer Hofanlage                                                         | Auerbachs Hof 3 (Karte)              | Um 1800                   | Wohnhaus mit Lehm-Klinkerfassade im Erdgeschoss, Fachwerk im Obergeschoss, Schopfwalmdach mit originalem Dachstuhl, Nebengebäude mit Pultdach und Ladeluke |          |
|                                         | Mietshaus in offener Bebauung und Hydrant                                                         | Auerbachs Hof 4 (Karte)              | Um 1870                   | Fassade mit Putzgliederung, geschweifter Zwerchhausgiebel im Renaissance-Stil mit Rundbogenfenster |          |
| Direkt Bild zu diesem Denkmal hochladen | Wohnhaus einer Hofanlage                                                                          | Auerbachs Hof 5 (Karte)              | Um 1800                   | Mit Lehm-Klinkerfassade im Erdgeschoss, Fachwerk im Obergeschoss, Schopfwalmdach mit originalem Dachstuhl, Fenstergewände aus Porphyr bzw. Holz |          |
| Direkt Bild zu diesem Denkmal hochladen | Wohnhaus                                                                                          | Auerbachs Hof 7 (Karte)              | 1. Hälfte 19. Jahrhundert | Wohnhaus der ehemaligen Landarbeitersiedlung „Auerbachs Hof“ mit Traufgesims, Fensterläden und alter Tür und Dachstuhl |          |
|                                         | Wohnhaus                                                                                          | Auerbachs Hof 17 (Karte)             | 1. Hälfte 19. Jahrhundert | Wohnhaus mit Nebengebäude der ehemaligen Landarbeitersiedlung „Auerbachs Hof“, mit originalem Dachstuhl |          |
|                                         | Wohnhaus                                                                                          | Auerbachs Hof 21 (Karte)             | 1848                      | Wohnhaus der ehemaligen Landarbeitersiedlung „Auerbachs Hof“, mit profiliertem Traufgesims und altem Dachstuhl |          |
| Direkt Bild zu diesem Denkmal hochladen | Wohnhaus                                                                                          | Borngasse 4 (Karte)                  | 1. Hälfte 19. Jahrhundert | Zweigeschossiges Wohnhaus mit originalem Satteldach |          |
|                                         | Wohnhaus und Nebengebäude                                                                         | Borngasse 5 (Karte)                  | 1. Hälfte 19. Jahrhundert | Wohnhaus mit originalem Satteldach und alter Fenstergliederung, Nebengebäude mit Fachwerk |          |
|                                         | Wohnhaus und Nebengebäude                                                                         | Borngasse 6 (Karte)                  | 1. Hälfte 19. Jahrhundert | Wohnhaus mit Schopfwalmdach, Nebengebäude mit originalem Dachstuhl |          |
| Direkt Bild zu diesem Denkmal hochladen | Lindenallee                                                                                       | Equipagenweg (Karte)                 | Um 1885                   | Lindenallee zum Rittergut |          |
| Direkt Bild zu diesem Denkmal hochladen | Baracke E und Gedenktafel (1998) auf dem Areal des ehemaligen Frauenaußenlagers des KZ Buchenwald | Equipagenweg 19–27 (Karte)           | 1943–1945                 | Lager von knapp 2.000 ungarischen Jüdinnen und französischen Widerstandskämpferinnen zur Verrichtung von Zwangsarbeit für die deutsche Rüstungsindustrie |          |
| Direkt Bild zu diesem Denkmal hochladen | Doppelmietshaushälfte mit Einfriedung                                                             | Karl-Liebknecht-Straße 5 (Karte)     | Um 1900                   | Mit aufwändiger Putz- und Klinkergliederung und schmiedeeisernem Zaun |          |
| Direkt Bild zu diesem Denkmal hochladen | Doppelmietshaus in offener Bebauung                                                               | Karl-Liebknecht-Straße 11–13 (Karte) | Um 1900                   | Putz-Klinkerfassade mit Fensterverdachungen |          |
| Direkt Bild zu diesem Denkmal hochladen | Doppelhaushälfte in Ecklage                                                                       | Karl-Liebknecht-Straße 23 (Karte)    | Um 1907                   | Putzbau im Landhausstil mit Blendfachwerk, Putzgliederung, rundem Eckrisaliten und Wintergarten |          |
| Direkt Bild zu diesem Denkmal hochladen | Schweizerhaus                                                                                     | Kirschallee 24 (Karte)               | Um 1895                   | Eingeschossiger Bau auf Gartengrundstück mit Schopfwalmdach, Fachwerk, gelben Ziegeln und Mittelrisalit, reich geschmückt. 1999 abgebrannt. |          |
|                                         | Wohnhaus mit Einfriedung                                                                          | Kirschallee 28 (Karte)               | Um 1912                   | Mit Putzgliederung und halbrundem Vorbau, Dachhaus mit Rundbogenfenster, Staketenzaun mit Putzpfosten und aufgesetzten Kugeln am Tor |          |
| Direkt Bild zu diesem Denkmal hochladen | Postmeilenstein                                                                                   | Koburger Straße                      | Um 1875                   | Postmeilenstein |          |
|                                         | Villa                                                                                             | Koburger Straße 54 (Karte)           | Um 1899                   | Repräsentative Villa mit Einfriedung, im Landhausstil mit ornamentalem Blendfachwerk, Holzbalkon mit Schopfwalmdach, Wintergarten und Fensterläden |          |
| Direkt Bild zu diesem Denkmal hochladen | Wohnhaus                                                                                          | Koburger Straße 78 (Karte)           | 1. Hälfte 19. Jahrhundert | Wohnhaus mit Schopfwalmdach und originaler Fenstergliederung mit Holzfenstergewänden |          |
| Direkt Bild zu diesem Denkmal hochladen | Mietshaus in halboffener Bebauung                                                                 | Koburger Straße 79 (Karte)           | Um 1900                   | Mit Laden und Tordurchfahrt, Fassade mit Pflastern, Traufgesims auf Konsolen, Fensterkonsolen und übergreifenden Blendgiebeln |          |
| Direkt Bild zu diesem Denkmal hochladen | Wohnhaus                                                                                          | Koburger Straße 89 (Karte)           | 1. Hälfte 19. Jahrhundert | Zweigeschossiges Wohnhaus in Ecklage mit Schopfwalmdach |          |
| Direkt Bild zu diesem Denkmal hochladen | Doppelhaushälfte                                                                                  | Kregelstraße 4 (Karte)               | Um 1900                   | Doppelhaushälfte im Landhausstil mit Klinkergliederung, Blendfachwerk, Fachwerkerker und Veranda |          |
| Direkt Bild zu diesem Denkmal hochladen | Wohnhaus                                                                                          | Lauersche Straße 9 (Karte)           | 1. Hälfte 19. Jahrhundert | Eingeschossiges Wohnhaus mit originalem Dachstuhl |          |
|                                         | Wohnhaus mit Wirtschaftsgebäude einer Hofanlage                                                   | Lauersche Straße 10 (Karte)          | Mitte 19. Jahrhundert     | Bauten mit Traufgesims, altem Dachstuhl und originaler Fenstergliederung |          |
| Direkt Bild zu diesem Denkmal hochladen | Wohnhaus                                                                                          | Lauersche Straße 11 (Karte)          | 1. Hälfte 19. Jahrhundert | Eingeschossiges Wohnhaus in Ecklage, Dachhaus aus mit Lehm verputztem Fachwerk |          |
|                                         | Mietshaus in offener Bebauung mit Hofpflasterung und Einfriedung                                  | Pfarrgasse 5 (Karte)                 | Um 1900                   | Klinkerfassade im Landhausstil mit Holz- und Fachwerkverblendung sowie Fenstereinfassungen aus Kunststein |          |
| Direkt Bild zu diesem Denkmal hochladen | Hydrant                                                                                           | Rathausstraße (Karte)                |                           | Hydrant an der Ecke zur Geschwister-Scholl-Straße |          |
| Direkt Bild zu diesem Denkmal hochladen | Villa mit Einfriedung                                                                             | Ring 39 (Karte)                      | Um 1900                   | Malerischer Putzbau in späthistoristischen und jugendstiligen Formen mit Blendfachwerk, Kunststeingliederung und polygonalem Vorbau, ortsentwicklungs- und baugeschichtliche Bedeutung. - Wohnhaus: zwei Geschosse, Vorbau und Balkon rechts, Eingang rechts, Putzfassade, im Obergeschoss teilweise Fachwerk, Stockgesims, Kunststein-Fenstereinfassungen links und rechts über Balkon, geschliffene Scheiben in alter Haustür, Giebel entstellend verändert - Einfriedung: gelber Klinkersockel, schmiedeeisernes Gitter Zwischen 2012 und 2024 aus der Denkmalliste gestrichen. | 09256519 |
| Direkt Bild zu diesem Denkmal hochladen | Mietshaus in offener Bebauung                                                                     | Ring 45 (Karte)                      | Um 1900                   | Putz-Klinkerfassade mit aufwändigen Fenstereinfassungen aus Kunststein |          |
| Direkt Bild zu diesem Denkmal hochladen | Mietshaus in offener Bebauung                                                                     | Sebastian-Bach-Straße 2–6 (Karte)    | Um 1925                   | Mit Putzgliederung, Loggien, Balkonen sowie originalen Fenstern und Türen |          |
| Direkt Bild zu diesem Denkmal hochladen | Mietshaus in offener Bebauung                                                                     | Sebastian-Bach-Straße 8–10a (Karte)  | Um 1925                   | Mit Putzgliederung, Loggien, Balkonen sowie originalen Fenstern und Türen |          |
| Direkt Bild zu diesem Denkmal hochladen | Doppelwohnhälfte                                                                                  | Sebastian-Bach-Straße 24 (Karte)     | Um 1900                   | Doppelwohnhälfte im Landhausstil mit Putzgliederung und Wintergarten mit Fachwerk |          |

## Tabellenlegende
- Bild: Bild des Kulturdenkmals, ggf. zusätzlich mit einem Link zu weiteren Fotos des Kulturdenkmals im Medienarchiv Wikimedia Commons. Wenn man auf das Kamerasymbol klickt, können Fotos zu Kulturdenkmalen aus dieser Liste hochgeladen werden:
- Bezeichnung: Denkmalgeschützte Objekte und ggf. Bauwerksname des Kulturdenkmals
- Lage: Straßenname und Hausnummer oder Flurstücknummer des Kulturdenkmals. Die Grundsortierung der Liste erfolgt nach dieser Adresse. Der Link (Karte) führt zu verschiedenen Kartendiensten mit der Position des Kulturdenkmals. Fehlt dieser Link, wurden die Koordinaten noch nicht eingetragen. Sind diese bekannt, können sie über ein Tool mit einer Kartenansicht einfach nachgetragen werden. In dieser Kartenansicht sind Kulturdenkmale ohne Koordinaten mit einem roten bzw. orangen Marker dargestellt und können durch Verschieben auf die richtige Position in der Karte mit Koordinaten versehen werden. Kulturdenkmale ohne Bild sind an einem blauen bzw. roten Marker erkennbar.
- Datierung: Baubeginn, Fertigstellung, Datum der Erstnennung oder grobe zeitliche Einordnung entsprechend des Eintrags in der sächsischen Denkmaldatenbank
- Beschreibung: Kurzcharakteristik des Kulturdenkmals entsprechend des Eintrags in der sächsischen Denkmaldatenbank, ggf. ergänzt durch die dort nur selten veröffentlichten Erfassungstexte oder zusätzliche Informationen
- ID: Vom Landesamt für Denkmalpflege Sachsen vergebene, das Kulturdenkmal eindeutig identifizierende Objekt-Nummer. Der Link führt zum PDF-Denkmaldokument des Landesamtes für Denkmalpflege Sachsen. Bei ehemaligen Kulturdenkmalen können die Objektnummern unbekannt sein und deshalb fehlen bzw. die Links von aus der Datenbank entfernten Objektnummern ins Leere führen. Ein ggf. vorhandenes Icon  führt zu den Angaben des Kulturdenkmals bei Wikidata.

## Ausführliche Denkmaltexte
1. ↑  Elsterfloßgraben:

Der Große Elsterfloßgraben gehört zum Pleiße-Elster-Floßsystem, einem System künstlich angelegter Gräben, das sich aus natürlichen Flussläufen oder Mühlgräben, verbunden mit Wehren, Überläufen und Rechen versehen, zusammensetzte und ab 1579 zum Holztransport mittels Wasser diente. Der sächsische Kurfürst verfolgte mit der Anlage des Floßgrabens das Ziel, eigene Salzvorkommen in Salinen bei Weißenfels (Poserna) zu erschließen.

Der Graben selbst hatte einen trapezförmigen Querschnitt. Er war an der Oberkante ursprünglich 3 m, am Boden einen Meter breit. Die Länge des Pleiße-Elster-Floßsystem betrug insgesamt 93 km und bewältigte einen Höhenunterschied von 25 m. Damit stellt er das bedeutendste Kunstgrabensystem des 16. Jahrhunderts auf dem europäischen Kontinent dar. Durch den Lauf markierenden Bewuchs hebt er sich deutlich vom landwirtschaftlich geprägten Umland ab.
Das Pleiße-Elster-Floßsystem unterteilt sich in die zwei Hauptsysteme Großer Elsterfloßgraben und Kleiner bzw. Leipziger Elsterfloßgraben. In den Jahren 1578 bis 1580 ließ Kurfürst August I. von Sachsen nach Plänen des Oberbergmeisters Martin Planer und unter der Bauleitung von Christian Kohlreiber den Großen Elsterfloßgraben anlegen, der mit Wasser der Weißen Elster gespeist zur Rippach führen und so das Holzflößen bis nach Poserna ermöglichen sollte. 1610 wurde erstmals Holz für die kursächsischen und später preußischen Salinen geflößt. Nach dem Niedergang der Salinen wurde der Floßgraben zum Transport von Brenn- und Bauholz verwendet. Auf heutigem sächsischem Gebiet beträgt die Länge des Großen Elsterfloßgrabens 6 km. Eine Besonderheit des Floßgrabens stellen die 79 Brücken dar, die ab Crossen (Thüringen) mit römischen Ziffern durchnummeriert wurden, und die teilweise original erhaltenen Brücken Nummer LIX bis LXXII.

Die Stadt Leipzig bezog ihr Holz seit Mitte des 16. Jahrhunderts über den Fluss Pleiße. Nachdem die Wälder im Pleiße-Gebiet erschöpft waren, versuchte man den Großen Elsterfloßgraben für den Holztransport zu gewinnen. Bei dem Dorf Stöntzsch legte man dazu einen Abzweig, den sogenannten Kleinen oder Leipziger Floßgraben, vom Großen Elsterfloßgraben an. Der Floßgraben wurde größtenteils durch Verknüpfung und Ausbau des bestehenden Fluss- und Mühlgrabensystems geschaffen. So wurden die Elster selbst, ihr bei Zwenkau abzweigender Arm Batschke und der Leipziger Pleißemühlgraben in diesen Teil des Grabensystems eingebunden, der 1610 erstmals mit Holz beflößt wurde. Umgeschlagen wurde das Material auf dem damals unmittelbar vor der Stadt befindlichen Leipziger Floßplatz, an dessen Geschichte heute unter anderem der gleichnamig Platz erinnert.

Bis um 1820 wurde erfolgreich Holz mit dem Floßgraben geflößt. Danach verlor der Graben zunehmend an Bedeutung. Der Ausbau des Straßensystems sowie ab Mitte des Jahrhunderts das Aufkommen des billigeren Transports per Eisenbahn und der zunehmende Ersatz von Brennholz durch Braunkohle führten zur Einstellung der Elsterflößerei um 1864. An einigen Stellen diente das Wasser des Floßgrabens noch zum Betreiben von Mühlen. Der Wasserdurchsatz wurde aber deutlich reduziert. Da er inzwischen durch verschiedene Länder führte (Herzogtum Altenburg, Preußische Provinz Sachsen und Königreich Sachsen), wurde zu seinem Unterhalt und weiteren Betrieb ein gemeinsamer Zweckverband gegründet, der fast bis Mitte des 20. Jahrhunderts bestand.

Ab 1958 wurden Teilstrecken des Elsterfloßgrabens durch Braunkohlentagebaue unterbrochen bzw. trockengelegt. Hinter den Tagebauen versuchte man, seinen Lauf durch Zupumpen von Wasser aus der Weißen Elster aufrechtzuerhalten. Nach Stilllegung dieser Tagebaue wurden ab 1992 zwischen Elstertrebnitz und Werben Teilstücke des alten Floßgrabens auf etwas veränderten Trassen neu errichtet. So führt der rekonstruierte Kleine Floßgraben seit ca. 1996 Wasser und bindet über den Elstermühlgraben wieder Teile der ursprünglich für die Leipziger Flößerei genutzten Gewässersysteme an.

Sein denkmalpflegerischer Wert ergibt sich aus seiner Bedeutung als überregional bedeutende Leistungen des Vermessungswesens, des Wasserbaus sowie ein beinahe 300 Jahre anhaltendes erfolgreiches sächsisches Wirtschaftsunternehmen der Wasserwirtschaft und des Transportwesens.